# História da escravidão
A história da escravidão ou história da escravatura abrange muitas culturas, nacionalidades e religiões desde os tempos antigos até os dias atuais. No entanto, as posições sociais, econômicas e legais dos escravos diferiram bastante em diferentes sistemas de escravidão em diferentes épocas e lugares.
A escravidão ocorreu relativamente de forma rara entre as populações de caçadores-coletores porque ela se desenvolve sob condições de estratificação social. A escravidão se operava nas primeiras civilizações (como a Suméria, na Mesopotâmia, que remonta a 3500 a.C.). Ela aparece presente no Código de Hamurabi da Mesopotâmia (c. 1860 AEC), que se refere a ela como uma instituição estabelecida. A escravidão tornou-se comum em grande parte da Europa durante o início da Idade Média e continuou nos séculos seguintes. As guerras bizantino-otomanas (1265-1479) e as guerras otomanas na Europa (séculos XIV a XX) resultaram na captura de um grande número de escravos cristãos. Os holandeses, franceses, espanhóis, portugueses, britânicos, árabes e vários reinos da África Ocidental desempenharam um papel proeminente no comércio de escravos no Atlântico, principalmente após 1600. A República de Ragusa tornou-se o primeiro país europeu a proibir o tráfico de escravos em 1416. Na era moderna, a Dinamarca-Noruega aboliu o comércio em 1802
Embora a escravidão não seja mais legal em qualquer lugar do mundo, o tráfico de seres humanos continua sendo um problema internacional e, conforme dados de 2013, cerca de 25 a 40 milhões de pessoas foram escravizadas, a maioria na Ásia. Durante a Segunda Guerra Civil do Sudão de 1983-2005, pessoas foram levadas à escravidão. No final dos anos 90, surgiram evidências de escravidão e tráfico infantil sistemático em plantações de cacau na África Ocidental. A escravidão continua no século XXI. Embora a Mauritânia tenha criminalizado a escravidão em agosto de 2007, estima-se que até 600 mil homens, mulheres e crianças, ou 20% da população da Mauritânia, estejam atualmente escravizados, muitos deles usados como trabalho por dívida. A escravidão no século XXI continua, mesmo em países como os Estados Unidos e o Reino Unido, com a Índia sendo a número um com uma estimativa de 8 milhões de escravos, seguida pela China e pela Rússia. Quase-estados islâmicos, como o Estado Islâmico do Iraque e do Levante e Boko Haram, sequestraram e escravizaram mulheres e crianças (muitas vezes para servir como escravas sexuais). Há mais escravos atualmente do que em qualquer outra época histórica, numa estimativa de cerca de 40 milhões, ou 1 a cada 200 pessoas, segundo a Organização Internacional do Trabalho e a Fundação Walk Free.

## Origens
As evidências de escravidão são anteriores aos registros escritos e existem em muitas culturas. A escravidão em massa exige superávits econômicos e uma alta densidade populacional para ser viável. Devido a esses fatores, a prática da escravidão só teria se proliferado após a invenção da agricultura durante a Revolução Neolítica, cerca de 11 mil anos atrás.

A escravidão era conhecida em civilizações tão antigas quanto a Suméria, assim como em quase todas as outras civilizações antigas, incluindo o Antigo Egito, a China antiga, o Império Acadiano, a Assíria, a Babilônia, o Irã antigo, a Grécia antiga, a Índia antiga, o Império Romano, os Califado e Sultanato Islâmico árabes, Núbia e as civilizações pré-colombianas das Américas. Tais instituições constituíam uma mistura de escravidão por dívida, punição para crime, escravização de prisioneiros de guerra, abandono de crianças e o nascimento de crianças escravas a partir de escravos.

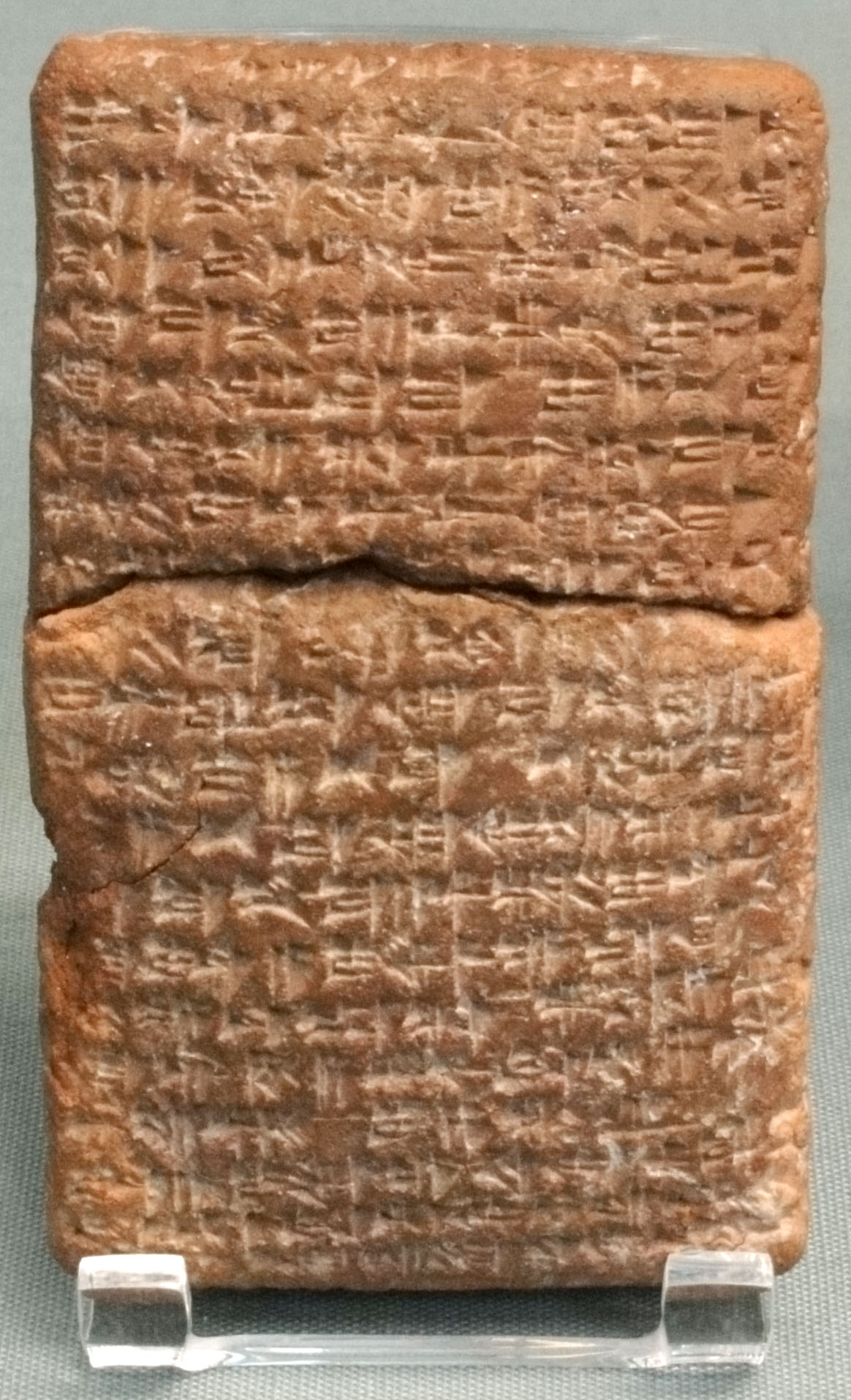
C. 1480 AEC, tratado de escravos fugitivos entre Idrimi de Alalaque (hoje Tel Atechana) e Pilia de Quizuatena (Cilícia).
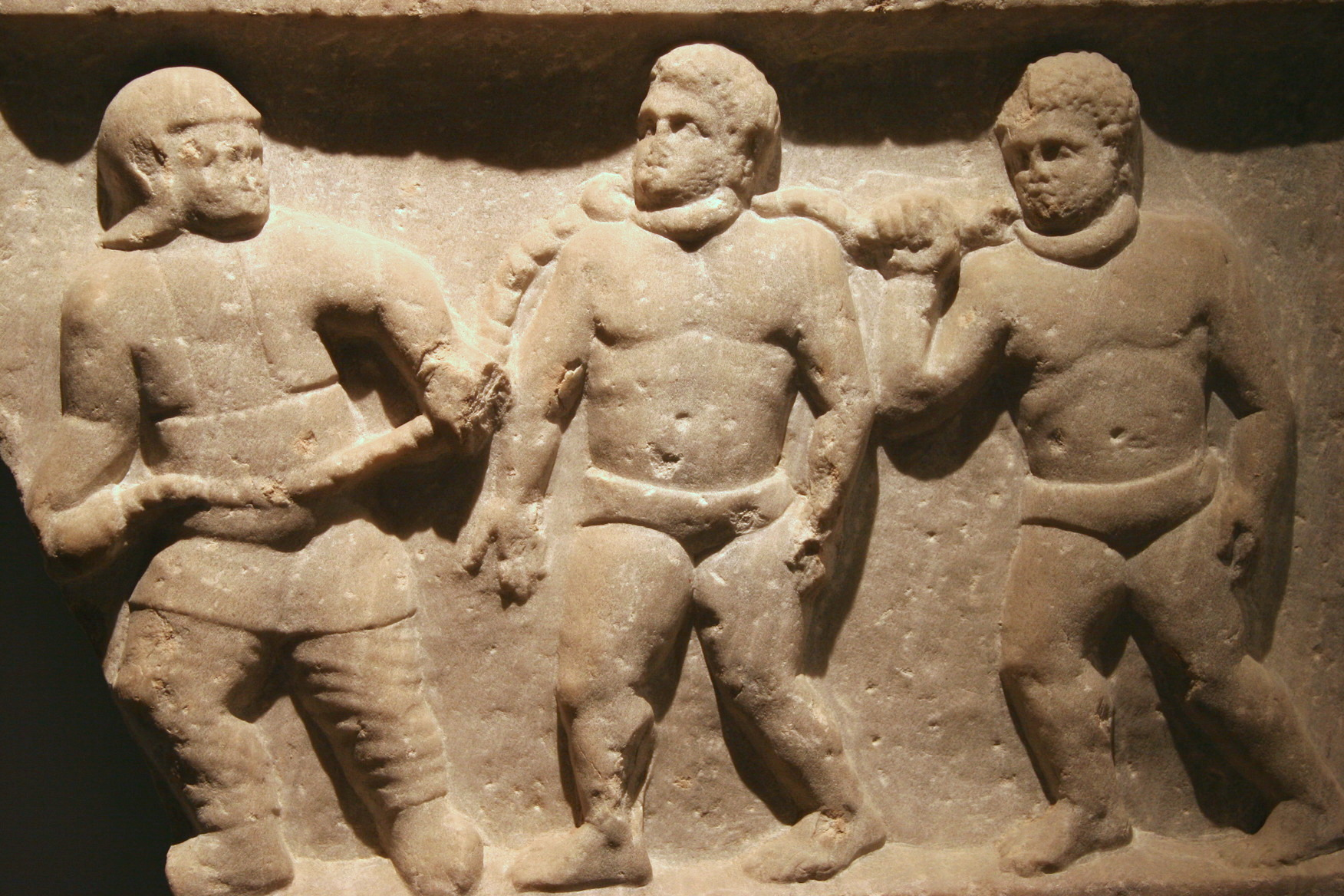
Escravos em correntes sob domínio romano, em Esmirna, 200 CE
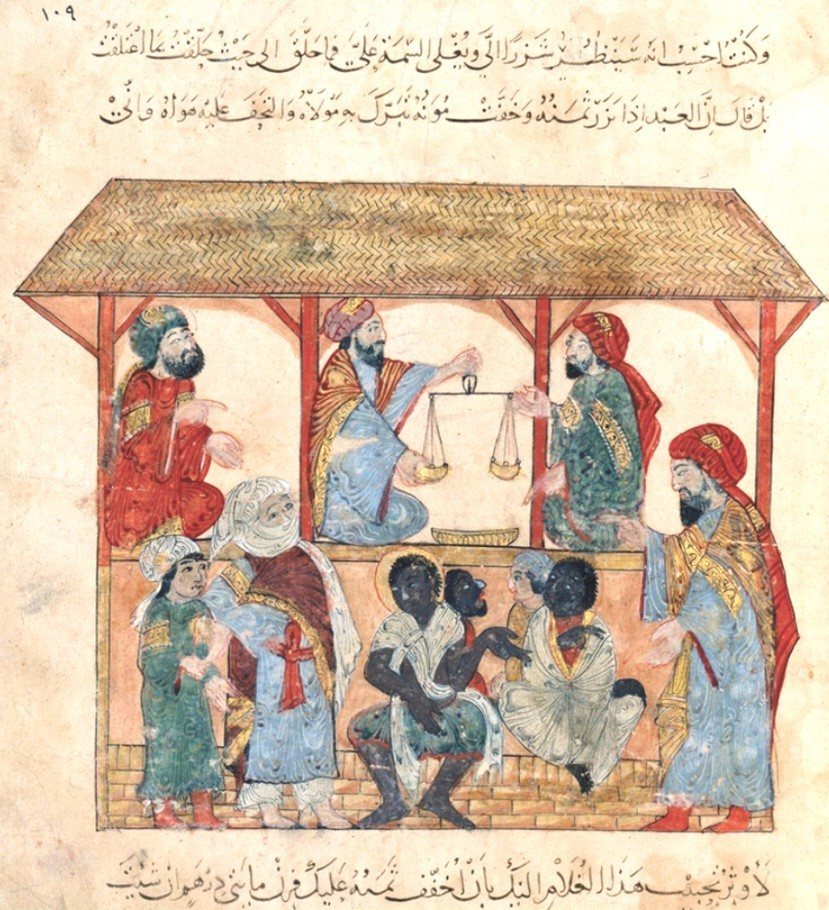
Mercado de escravos do século XIII no Iêmen.

## África
O historiador francês Fernand Braudel observou que a escravidão era endêmica na África e fazia parte da estrutura da vida cotidiana. "A escravidão surgiu de formas diferentes em sociedades diferentes: havia escravos da corte, escravos incorporados em exércitos principescos, escravos domésticos e de criadagem, escravos trabalhando na terra, na indústria, como correios e intermediários, até mesmo como comerciantes". Durante o século XVI, a Europa começou a superar o mundo árabe no tráfico de exportação, com o tráfico de escravos da África para as Américas. Os holandeses importaram escravos da Ásia para sua colônia na África do Sul. Em 1807, a Grã-Bretanha, que possuía extensos territórios coloniais, embora principalmente costeiros, no continente africano (incluindo o sul da África), tornou ilegal o comércio internacional de escravos, assim como os Estados Unidos em 1808.

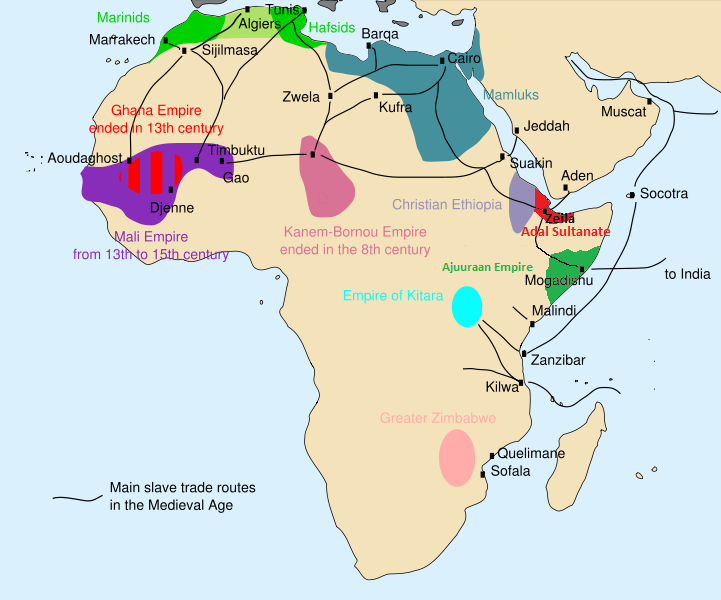
África do século XIII – Mapa das principais rotas comerciais e estados, reinos e impérios

Na região geográfica da Senegâmbia, entre 1300 e 1900, quase um terço da população foi escravizada. Nos primeiros estados islâmicos do Sudão Ocidental, incluindo Gana (750-1076), Mali (1235-1645), Segu (1712-1861) e Songai (1275-1591), cerca de um terço da população foi escravizada. Na Serra Leoa, no século XIX, cerca de metade da população consistia em escravos. No século XIX, pelo menos metade da população foi escravizada entre os dualas dos Camarões, os ibos e outros povos do baixo Níger, o Congo, o Reino de Cassanje e os chócues de Angola. Entre os axantes e os iorubás, um terço da população consistia em escravos. A população do Canem era cerca de um terço escrava. Talvez tenha sido de 40% em Bornu (1396-1893). Entre 1750 e 1900, de um a dois terços de toda a população dos estados das jiades fulas consistiam em escravos. A população do Califado de Socoto formada por hauçás no norte da Nigéria e Camarões, era metade escrava no século XIX. Estima-se que até 90% da população do Zanzibar árabe-suaíli foi escravizada. Aproximadamente metade da população de Madagascar foi escravizada.
A escravidão na Etiópia persistiu até 1942. A Sociedade Anti-Escravidão estimou que havia 2 milhões de escravos no início dos anos 30, em uma população estimada entre 8 e 16 milhões. Foi finalmente abolida pela ordem do imperador Haile Selassie em 26 de agosto de 1942.
Quando a dominação britânica foi imposta pela primeira vez sobre o Califado de Socoto e as áreas circundantes, no norte da Nigéria, na virada do século XX, cerca de 2 milhões para 2,5 milhões de pessoas lá eram escravas. A escravidão no norte da Nigéria foi finalmente proibida em 1936.
Elikia M'bokolo escreve, em abril de 1998, no Le Monde diplomatique: "O continente africano ficou sem recursos humanos via todas as rotas possíveis. Do outro lado do Saara, através do Mar Vermelho, dos portos do Oceano Índico e do outro lado do Atlântico. Pelo menos dez séculos de escravidão em benefício dos países muçulmanos (do nono ao décimo nono)." Ele continua: "Quatro milhões de escravos exportados pelo Mar Vermelho, outros quatro milhões pelos portos suaílis do Oceano Índico, talvez até nove milhões ao longo da rota de caravana trans-saariana e de onze a vinte milhões (dependendo do autor) através do Oceano Atlântico".

### África Subsaariana

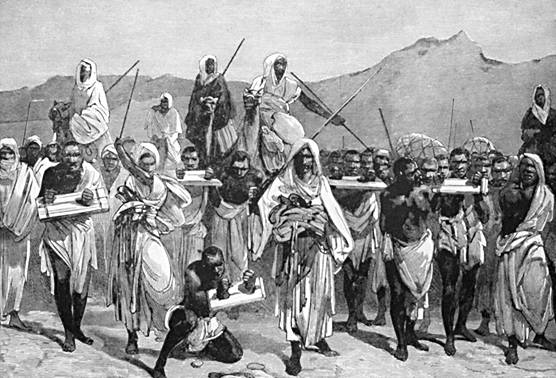
Caravana árabe de comércio de escravos transportando escravos africanos através do Saara

Zanzibar já foi o principal porto de comércio de escravos da África Oriental e, sob os árabes de Omã no século XIX, cerca de 50 mil escravos passavam pela cidade a cada ano.
Antes do século XVI, a maior parte dos escravos exportados da África era embarcada da África Oriental para a Península Arábica. Zanzibar tornou-se um dos principais portos desse comércio. Os comerciantes de escravos árabes eram diferentes dos europeus, pois eles frequentemente realizavam expedições de assalto, às vezes adentrando profundamente no continente. Eles também diferiam porque seu mercado preferia muito a compra de escravas do que as masculinas.
A crescente presença de rivais europeus ao longo da costa leste levou os comerciantes árabes a se concentrarem nas rotas de caravanas terrestres por todo o Saara, desde o Sahel até o norte da África. O explorador alemão Gustav Nachtigal relatou ter visto caravanas de escravos partindo de Kukawa em Bornu com destino a Trípoli e Egito em 1870. O comércio de escravos representava a principal fonte de receita para o estado de Bornu em 1898. As regiões orientais da República Centro-Africana nunca se recuperaram demograficamente do impacto das incursões do século XIX no Sudão e ainda possuem uma densidade populacional inferior a 1 pessoa/km². Durante a década de 1870, as iniciativas europeias contra o tráfico de escravos causaram uma crise econômica no norte do Sudão, precipitando o aumento das forças madistas. A vitória de Madi criou um estado islâmico, que rapidamente restabeleceu a escravidão.
A chamada Passagem do Meio, a travessia do Atlântico para as Américas, suportada por escravos dispostos em filas nos porões de navios, era apenas um elemento do conhecido comércio triangular envolvido por portugueses, holandeses, dinamarqueses-noruegueses, franceses, britânicos e outros. Os navios que desembarcassem escravos nos portos do Caribe recebiam açúcar, índigo, algodão cru e depois café, e iam para Liverpool, Nantes, Lisboa ou Amsterdã. Os navios que saíssem dos portos europeus para a África Ocidental levariam têxteis de algodão estampados, alguns originários da Índia, pulseiras e utensílios de cobre, pratos e panelas de estanho, barras de ferro mais valorizadas do que ouro, chapéus, bugigangas, pólvora e armas de fogo e álcool. Os teredos tropicais eram eliminados nas águas frias do Atlântico e, a cada descarga, obtinha-se lucro.
O tráfico de escravos no Atlântico atingiu o pico no final do século XVIII, quando o maior número de escravos foi capturado em expedições de assalto ao interior da África Ocidental. Essas expedições eram tipicamente realizadas por estados africanos, como o Império de Oió (Iorubá), Império de Congue, Reino do Benim, Imamato de Futa Jalom, Imamato de Futa Toro, Reino de Coia, Reino de Casso, Reino de Gabu, Confederação Fante, Confederação Axante, Confederação Aro e o Reino de Daomé. Esses reinos contavam com uma cultura militarista de guerra constante para gerar o grande número de cativos humanos necessários para o comércio com os europeus. Está documentado nos Debates sobre o Comércio de Escravos da Inglaterra no início do século XIX: "Todos os escritores antigos concordam em afirmar não apenas que as guerras são iniciadas com o único objetivo de fazer escravos, mas que elas são fomentadas pelos europeus, com vistas a esse objeto". A abolição gradual da escravidão nos impérios coloniais europeus durante o século XIX novamente levou ao declínio e colapso desses impérios africanos. Quando as potências europeias começaram a parar o comércio de escravos no Atlântico, isso causou uma mudança adicional, pois grandes detentores de escravos na África começaram a explorar pessoas escravizadas em plantações e outras produções agrícolas.
Os europeus raramente entravam no interior da África devido ao medo de doenças e, além disso, à feroz resistência africana. Os escravos eram levados a postos costeiros, onde eram trocados por mercadorias. As pessoas capturadas nessas expedições eram enviadas por comerciantes europeus para as colônias do Novo Mundo. Com exceção dos portugueses, os comerciantes escravistas europeus geralmente também não participavam das incursões porque a expectativa de vida dos europeus na África subsaariana era inferior a um ano durante o período do comércio de escravos (anterior ao desenvolvimento do quinino como tratamento da malária).

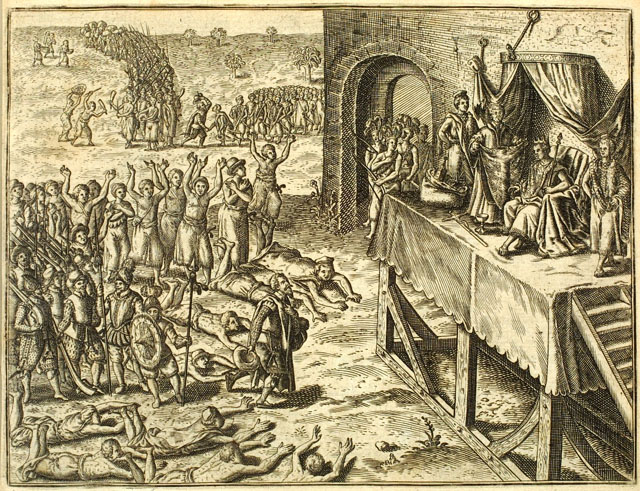
Os portugueses se apresentando diante do Manicongo. Os portugueses inicialmente promoveram um bom relacionamento com o Reino de Congo. A guerra civil em Congo levaria muitos de seus súditos a serem escravizados em navios portugueses e outros europeus

Ao descobrir novas terras através de suas explorações navais, os colonizadores europeus logo começaram a migrar e a se estabelecer em terras fora de seu continente nativo. Ao largo da costa da África, migrantes europeus, sob as direções do Reino de Castela, invadiram e colonizaram as Ilhas Canárias durante o século XV, onde converteram grande parte da terra à produção de vinho e açúcar. Junto com isso, eles também capturaram os nativos das Ilhas Canárias, os guanches, para usar como escravos nas Ilhas e em todo o Mediterrâneo cristão. A partir das ilhas como base naval, comerciantes principalmente portugueses começaram a mover suas atividades pela costa oeste da África, realizando ataques em que os escravos seriam capturados para depois serem vendidos no Mediterrâneo. Embora inicialmente tenham tido sucesso nesse empreendimento, "não demorou muito para que as forças navais africanas fossem alertadas para os novos perigos e os navios [invasores] portugueses começaram a encontrar resistência forte e eficaz", com as tripulações de vários delas sendo mortos por marinheiros africanos, cujos barcos estavam melhor equipados para atravessar as costas e os sistemas fluviais da África Ocidental.
As primeiras expedições da África Subsaariana foram enviadas pelo príncipe Infante D. Henrique, conhecido hoje em dia como Henrique, o Navegador, com a intenção de investigar até que ponto os reinos dos mouros e seu poder alcançaram. As expedições enviadas por Henrique voltaram com escravos africanos como forma de compensar as despesas de suas viagens. A escravidão dos africanos era vista como uma campanha militar porque as pessoas que os portugueses encontraram foram identificadas como mouras e, portanto, associadas ao Islã. O cronista real Gomes Eanes de Zurara nunca se decidiu sobre o "mouricidade" dos escravos trazidos de volta da África, devido a uma aparente falta de contato com o Islã. A escravidão em Portugal e o número de escravos aumentaram depois que os portugueses começaram a explorar a África Subsaariana.
Os ataques de escravos na África Subsaariana começaram nas décadas de 1430 e 1440 como campanhas de guerra, mas esse período durou pouco. Os portugueses rapidamente mudaram para uma rede comercial com nobres e escravos africanos. O príncipe Infante D. Henrique começou a vender escravos africanos em Lagos em 1444. Em 1455, o papa Nicolau V concedeu a Portugal o direito de continuar o comércio de escravos na África Ocidental, sob a condição de converter todas as pessoas escravizadas. Os portugueses logo expandiram seu comércio ao longo de toda a costa oeste da África. O infante D. Henrique manteve o monopólio em todas as expedições à África concedidas pela coroa até sua morte em 1460. Posteriormente, qualquer navio que navegasse pela África exigia autorização da coroa. Todos os escravos e mercadorias trazidos de volta a Portugal estavam sujeitos a impostos e tarifas. Os escravos eram batizados antes do envio. Seu processo de escravização, que foi visto pelos críticos como cruel, foi justificado pela conversão dos escravizados ao cristianismo. A alta demanda por escravos até então deveu-se à escassez de trabalhadores em Portugal. Os escravos negros estavam em maior demanda do que os escravos mouros, porque eram muito mais fáceis de converter ao cristianismo e menos propensos a escapar. Embora fosse mais caro comprar um escravo do que empregar um homem livre, a escassa população e a falta de trabalho livre tornavam a compra de um escravo um investimento de capital favorável. A maioria dos escravos em Portugal estava concentrada em Lisboa e ao sul no Algarve. O número de escravos negros trazidos para Lisboa e vendidos não pode ser conhecido. Isso ocorre porque os registros das duas instituições reais responsáveis pela venda de escravos negros, a Casa da Guiné e a Casa dos Escravos foram danificados durante o terremoto de 1755 em Lisboa, e os registros fiscais contendo os números e as vendas dessas empresas foram destruídos. Os registros do cronista real Zurara afirmam que 927 escravos africanos foram trazidos para Portugal entre 1441 e 1448, e cerca de 1 000 escravos negros chegavam a Portugal todos os anos seguintes. Uma estimativa comum é que cerca de 2 000 escravos negros chegam a Lisboa anualmente após 1490.
Em 1494, o rei português havia firmado acordos com os governantes de vários estados da África Ocidental que permitiriam o comércio entre seus respectivos povos, permitindo aos portugueses "explorar" a "economia comercial bem desenvolvida na África ... sem se envolver em hostilidades". "O comércio pacífico se tornou a regra em toda a costa africana", embora houvesse raras exceções quando atos de agressão levavam à violência. Por exemplo, comerciantes portugueses tentaram conquistar as Ilhas Bijagós em 1535. Em 1571, Portugal, apoiado pelo Reino do Congo, assumiu o controle da região sudoeste de Angola, a fim de garantir seu interesse econômico ameaçado na região. Embora Congo mais tarde tenha se juntado a uma coalizão em 1591 para forçar a saída dos portugueses, Portugal havia garantido uma posição no continente que continuou ocupando até o século XX. Apesar dessas incidências de violência ocasional entre forças africanas e europeias, muitos estados africanos garantiram que qualquer comércio continuasse em seus próprios termos, por exemplo, impondo direitos alfandegários a navios estrangeiros. Em 1525, o rei congolês Afonso I apreendeu uma embarcação francesa e sua tripulação por negociar ilegalmente em sua costa.

Os historiadores debateram amplamente a natureza do relacionamento entre esses reinos africanos e os comerciantes europeus. O historiador guianense Walter Rodney (1972) argumentou que era uma relação desigual, com os africanos sendo forçados a um comércio "colonial" com os europeus mais economicamente desenvolvidos, trocando matérias-primas e recursos humanos (ou seja, escravos) por produtos manufaturados. Ele argumentou que foi este acordo comercial econômico que remonta ao século XVI que levou a África a ser subdesenvolvida em seu próprio tempo. Essas ideias foram apoiadas por outros historiadores, incluindo Ralph Austen (1987). Essa ideia de uma relação desigual foi contestada por John Thornton (1998), que argumentou que "o comércio de escravos no Atlântico não era tão crítico para a economia africana quanto esses acadêmicos acreditavam" e que "a manufatura africana [nesse período] era mais do que capaz de lidar com a concorrência da Europa pré-industrial ". No entanto, Anne Bailey, comentando a sugestão de Thornton de que africanos e europeus eram parceiros iguais no comércio de escravos no Atlântico, escreveu:
[Ver] os africanos como parceiros implica termos iguais e influência igual nos processos globais e intercontinentais do comércio. Os africanos tiveram grande influência no próprio continente, mas não tiveram influência direta nos motores por trás do comércio nas firmas de capital, nas companhias de transporte e seguros da Europa e na América ou nos sistemas de plantio nas Américas. Eles não exerceram nenhuma influência sobre os centros fabricantes em construção do Ocidente.
O Império Português, no século XVI, foi o primeiro a se engajar no comércio atlântico de escravos, com seus comerciantes tendo detido quase monopólio durante o primeiro sistema atlântico, estabelecido em 1502 e tendo durado até 1580, quando da União Ibérica. Durante o século XVI, as colônias espanholas eram os clientes mais importantes do comércio de escravos do Atlântico, reivindicando vários milhares em vendas, mas holandeses, franceses, portugueses e britânicos logo diminuíram esses números no segundo sistema atlântico, quando sua demanda por trabalhadores escravizados começou a levar o mercado de escravos a níveis sem precedentes, com os destinos principais sendo as colônias do Caribe e o Brasil. Enquanto os portugueses se envolviam diretamente no comércio de pessoas escravizados, a Coroa Espanhola regulava o tráfico à Nova Espanha a partir de licenças chamadas asientos, concedidas aos mercadores. Como resultado da Guerra da Sucessão Espanhola, o Reino Unido obteve o monopólio (asiento de negros) do transporte de africanos em cativeiro para a América Espanhola por trinta anos. Estima-se que mais da metade de todo o tráfico de escravos tenha ocorrido durante o século XVIII, com britânicos, portugueses e franceses sendo os principais transportadores de nove em cada dez escravos sequestrados na África. Na década de 1690, os ingleses estavam transportando a maioria dos escravos da África Ocidental. Eles mantiveram essa posição durante o século XVIII, tornando-se os maiores carregadores de escravos ao outro lado do Atlântico. No século XVIII, Angola havia se tornado uma das principais fontes do comércio de escravos no Atlântico. Estima-se que, ao longo dos séculos, doze a vinte milhões de pessoas foram enviadas como escravos da África por comerciantes europeus, dos quais cerca de 15% morreram durante a terrível viagem, muitos durante a árdua jornada pela Passagem do Meio, mas com mortalidade maior na própria África durante o processo de captura e transporte dos povos nativos aos navios. A grande maioria foi enviada para as Américas, mas algumas também foram para a Europa e o sul da África.

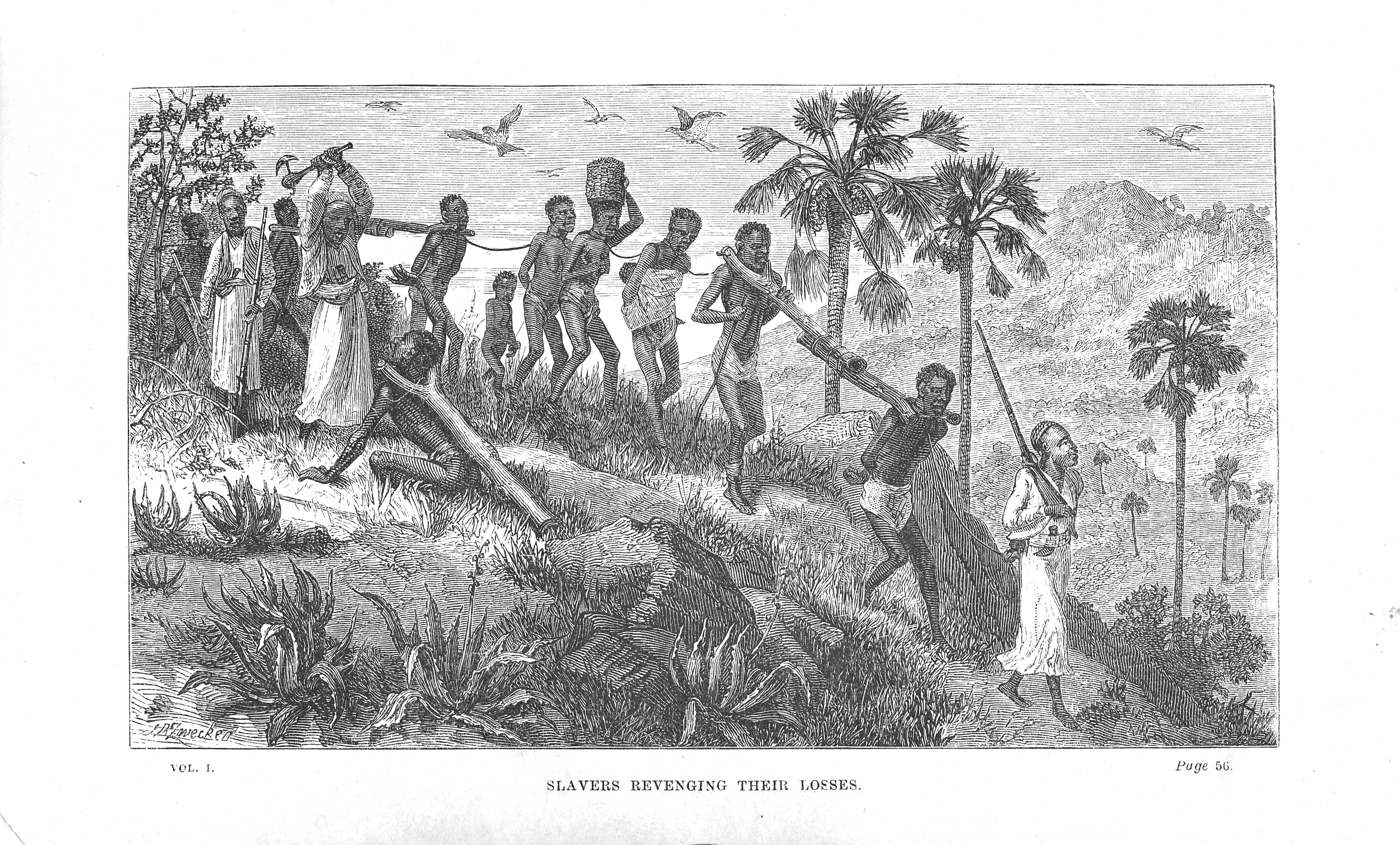
Comerciantes de escravos árabes e seus cativos ao longo do rio Ruvuma (na atual Tanzânia e Moçambique), desenho do século XIX de David Livingstone

David Livingstone, enquanto falava sobre o tráfico de escravos na África Oriental, em seus diários, escreveu: "Superar seu mal é uma simples impossibilidade". Enquanto viajava na região africana dos Grandes Lagos em 1866, descreveu uma trilha de escravos da seguinte forma:
19 de junho de 1866 – Passamos uma mulher amarrada pelo pescoço a uma árvore e morta, as pessoas do país explicaram que ela não conseguira acompanhar os outros escravos em uma gangue, e seu mestre determinou que ela não deveria se tornar propriedade de alguém, se ela se recuperasse.
26 de junho. –...Passamos por uma escrava baleada ou esfaqueada pelo corpo e deitada no caminho: um grupo de homens estava a cerca de cem metros de um lado, e outro das mulheres do outro lado, olhando; eles disseram que um árabe que passou cedo naquela manhã o fizera com raiva por perder o preço que ele dera por ela, porque ela não conseguia mais andar.

27 de junho de 1866 – Hoje, encontramos um homem morto de fome, porque ele era muito magro. Um de nossos homens vagou e encontrou muitos escravos presos a varas que carregavam, abandonados por seus senhores por falta de comida; eles estavam muito fracos para poder falar ou dizer de onde tinham vindo; alguns eram bem jovens.
A doença mais estranha que vi neste país parece realmente ser a de coração partido, e ataca homens livres que foram capturados e feitos escravos ... Vinte e um estavam desacorrentados, como agora seguros; no entanto, todos fugiram de uma vez; mas oito, com muitos outros ainda acorrentados, morreram três dias após a travessia. Eles descreveram sua única dor como estando no coração e colocaram a mão corretamente no local, embora muitos achem que o órgão está no alto do osso do peito.

#### Participação africana no tráfico de escravos

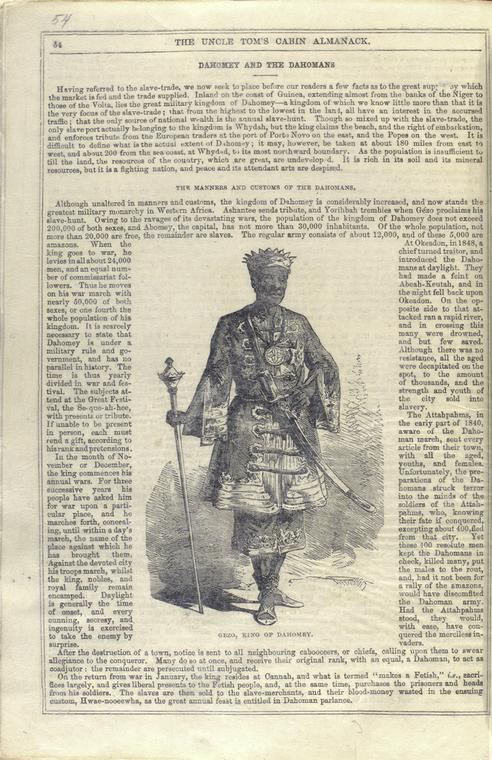
Arroçu Guezô do Daomé

Os estados africanos desempenharam um papel no comércio de escravos, e a escravidão era uma prática comum entre os africanos subsaarianos antes do envolvimento de árabes, berberes e europeus. Havia três tipos: aqueles que eram escravos pela conquista, aqueles que eram escravos devido a dívidas não pagas ou aqueles cujos pais os deram como escravos aos chefes tribais. Os chefes trocavam seus escravos com compradores árabes, berberes, otomanos ou europeus por rum, especiarias, tecidos ou outros produtos. A venda de cativos ou prisioneiros era comumente praticada entre africanos, turcos, berberes e árabes durante aquela época. No entanto, à medida que o comércio de escravos no Atlântico aumentou sua demanda, os sistemas locais que atendiam principalmente a servidão contratada expandiram-se. O comércio europeu de escravos, como resultado, foi a mudança mais crucial na dinâmica social, econômica, cultural, espiritual, religiosa, política do conceito de comércio de escravos. Em última análise, minou as economias locais e a estabilidade política, pois as forças de trabalho vitais das aldeias foram enviadas para o exterior, à medida que emboscadas de captura de escravos e guerras civis se tornavam comuns. Crimes anteriormente puníveis por outros meios tornaram-se puníveis pela escravização.

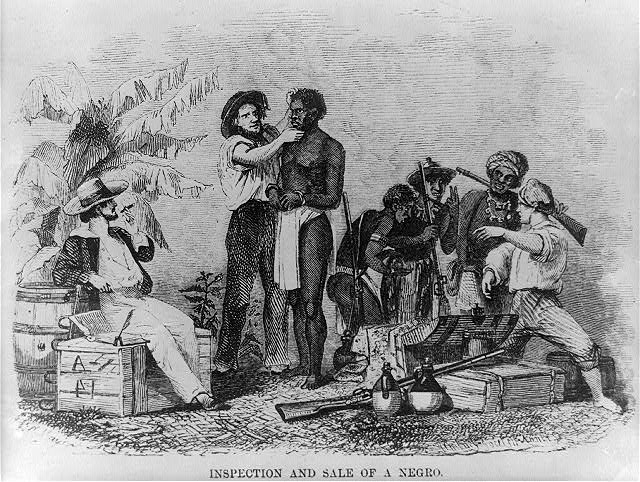
A inspeção e venda de um escravo

Antes da chegada dos portugueses, a escravidão existia no Reino de Congo. Apesar de estabelecido em seu reino, Afonso I de Congo acreditava que o comércio de escravos deveria estar sujeito à lei do Congo. Quando ele suspeitou que os portugueses recebiam pessoas ilegalmente escravizadas para vender, ele escreveu cartas ao rei João III de Portugal em 1526, implorando para que ele parasse com a prática.
Os reis de Daomé venderam seus cativos de guerra à escravidão transatlântica, que de outra forma poderiam ter sido mortos em uma cerimônia conhecida como Costumes Anuais. Como um dos principais estados escravos da África Ocidental, Daomé tornou-se extremamente impopular com os povos vizinhos. Como o Império Bambara, a leste, os reinos de Khasso dependiam fortemente do comércio de escravos para sua economia. O status de uma família era indicado pelo número de escravos que possuía, levando a guerras com o único objetivo de capturar mais cativos. Esse comércio levou o Khasso a aumentar o contato com as colônias europeias da costa oeste da África, principalmente os franceses. Benim ficou cada vez mais rico durante os séculos XVI e XVII no tráfico de escravos com a Europa; escravos de estados inimigos do interior eram vendidos e transportados para as Américas em navios holandeses e portugueses. A costa do Golfo do Benin logo ficou conhecida como "Costa dos Escravos".
Na década de 1840, o rei Gezo de Daomé disse: 
O tráfico de escravos é o princípio dominante do meu povo. É a fonte e a glória de sua riqueza ... a mãe nina a criança para dormir com notas de triunfo sobre um inimigo reduzido à escravidão ...
Em 1807, sob pressões internas e externas, o Reino Unido tornou ilegal o comércio internacional de escravos. A Marinha Real foi empregada para impedir escravos dos Estados Unidos, França, Espanha, Portugal, Holanda, África Ocidental e Arábia. O rei de Bonny (agora na Nigéria) supostamente ficou insatisfeito com a intervenção britânica em interromper o comércio de escravos. 
Achamos que esse comércio deve continuar. Esse é o veredicto do nosso oráculo e dos sacerdotes. Dizem que seu país, por maior que seja, nunca pode impedir um comércio ordenado pelo próprio Deus.
Joseph Miller afirma que os compradores africanos preferem homens, mas, na realidade, mulheres e crianças seriam mais facilmente capturadas à medida que os homens fugissem. Os capturados seriam vendidos por vários motivos, tais como alimentos, dívidas ou servidão. Uma vez capturados, a jornada para a costa matou muitos e enfraqueceu outros. Doença pairou sobre muitos, e alimentos insuficientes prejudicaram aqueles que chegaram às costas. O escorbuto era tão comum que era conhecido como mal de Luanda (doença de Luanda). A suposição para aqueles que morriam na jornada é de que morreram de desnutrição. Como a comida era limitada, a água pode ter sido tão ruim quanto. O disenteria era generalizada e as más condições sanitárias nos portos não ajudavam. Como os suprimentos eram escassos, os escravos não eram equipados com a melhor vestimenta, o que expunha ainda a mais doenças.
Se o medo da doença causava terror, a psique dos escravos por serem capturados era igualmente aterradora. O pressuposto mais popular para ser capturado foi o de que os europeus eram canibais. Espalharam-se histórias e rumores de que os brancos capturavam africanos para comê-los. Olaudah Equiano conta sua experiência sobre os escravos aflitos encontrados nos portos. Ele fala sobre seu primeiro momento em um navio negreiro e perguntou se ele seria comido. No entanto, o pior para os escravos apenas tinha começado e a jornada na água se mostrou mais aterrorizante. Para cada 100 africanos capturados, apenas 64 chegariam à costa e apenas 50 chegariam ao Novo Mundo.
Outros acreditam que os negreiros tinham um grande interesse em capturar, em vez de matar, e em manter seus cativos vivos; e que isso, associado à remoção desproporcional de escravos masculinos e à introdução de novas culturas das Américas (mandioca, milho), teria limitado o declínio geral da população para determinadas regiões da África Ocidental por volta de 1760-1810, e em Moçambique e áreas vizinhas meio século mais tarde. Também houve especulações de que, na África, as mulheres eram mais frequentemente capturadas como noivas, com seus protetores masculinos sendo uma "captura acessória" que seria morta se não houvesse um mercado de exportação para eles.
O explorador britânico Mungo Park encontrou um grupo de escravos ao viajar pelo país de Mandinka: 
Todos eram muito curiosos, mas me viram primeiro com horror, e perguntaram repetidamente se meus compatriotas eram canibais. Eles estavam muito desejosos de saber o que aconteceu com os escravos depois de terem atravessado a água salgada. Eu disse a eles que eles estavam empregados no cultivo da terra; mas eles não acreditavam em mim ... Uma ideia profundamente enraizada de que os brancos compram negros com o objetivo de devorá-los ou de vendê-los a outros para que possam ser devorados no futuro, naturalmente faz os escravos contemplarem uma jornada em direção à costa com grande terror, de modo que os escraveiros são forçadas a mantê-los constantemente em ferro e a observá-los muito de perto, para impedir sua fuga. 
Durante o período entre o final do século XIX e o início do XX, a demanda pela colheita intensiva impulsionou a expansão das fronteiras e o trabalho forçado. A monarquia pessoal do rei belga Leopoldo II, no Estado Livre do Congo, viu assassinatos em massa e escravidão para extrair borracha.

### Africanos em navios

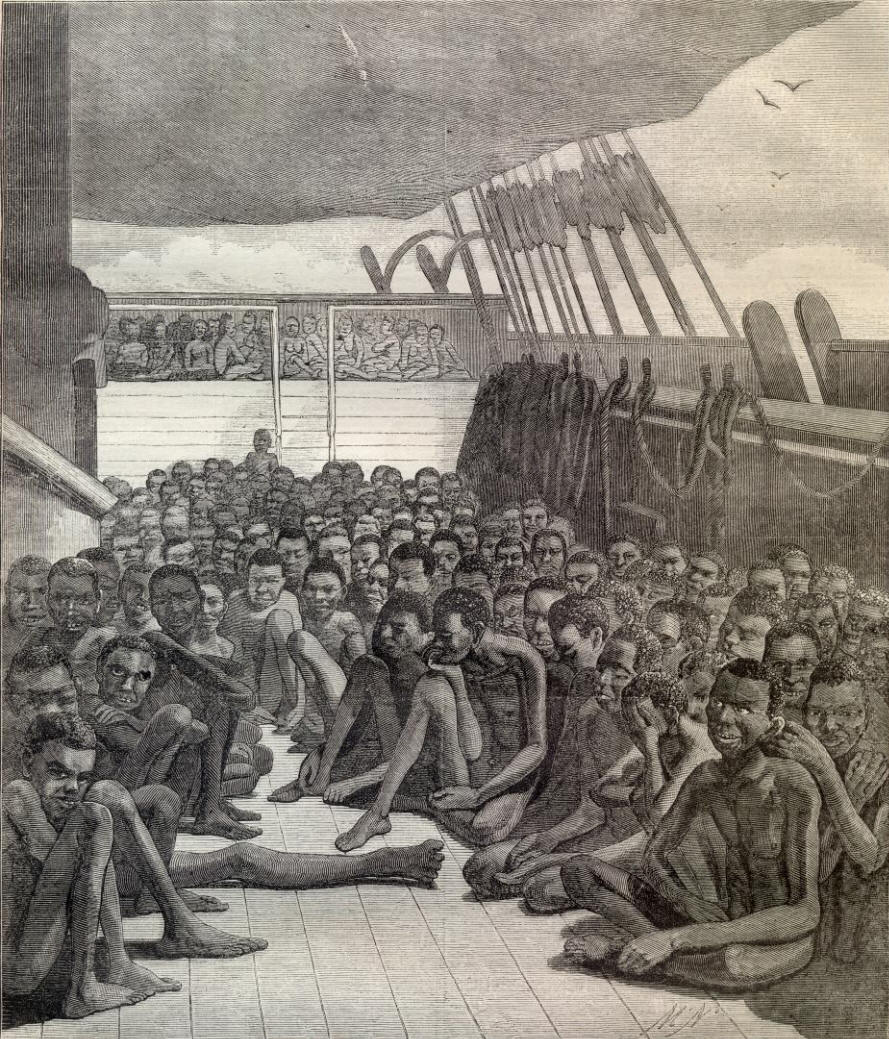
Ilustração de navio negreiro usado para transportar escravos para a Europa e as Américas

Stephanie Smallwood, em seu livro Saltwater Slavery, usa o relato de Equiano a bordo dos navios para descrever os pensamentos gerais da maioria dos escravos.
"Então", eu disse, "como é que em todo o nosso país nunca ouvimos falar deles?" Eles me disseram que era porque moravam muito longe. Depois perguntei onde estavam as mulheres. Tinham eles alguém como elas? Foi-me dito que eles tinham. "E por que", eu disse, "não as vemos?" Eles responderam porque foram deixadas para trás. Eu perguntei como o navio poderia ir. Eles me disseram que não sabiam; mas que havia tecido colocado nos mastros com a ajuda das cordas que vi, e então a embarcação navegava; e os homens brancos tinham algum feitiço ou magia que colocavam na água quando desejavam, para parar o navio. Fiquei extremamente impressionado com esse relato e realmente pensei que eles eram espíritos. Por isso, eu desejei muito que estivesse dentre eles, pois esperava que eles me sacrificassem; mas meus desejos foram vãos pois estávamos tão aquartelados que era impossível para qualquer um de nós escapar.
Relatos como esses levantaram muitas questões, à medida que alguns escravos se tornaram filosóficos com sua jornada. Smallwood aponta que os desafios para os escravos eram físicos e metafísicos. O físico seria óbvio como o desafio de superar a capacidade, a falta de espaço do navio e a comida. A metafísica era única, pois o mar aberto desafiava a visão dos escravos africanos do oceano como habitável. Em essência, a jornada no oceano provaria ser o maior medo de um africano que os manteria admirados. Combinando isso com a falta de conhecimento do mar, os africanos entrariam em um mundo de ansiedade nunca antes visto. No entanto, os europeus também tinham medo do mar, mas não na medida dos africanos. Um desses dilemas veio com a sensação de tempo. Os africanos usavam clima sazonal para prever tempo e dias. A lua era uma sensação de tempo, mas usada como em outras culturas. No mar, os africanos usavam a lua para contar melhor os dias, mas o mar não proporcionava mudanças sazonais para que eles soubessem quanto tempo estavam nele. Contar os dias em um navio não era a principal prioridade, no entanto. Sobreviver à viagem foi o principal horror. Ninguém escapou de doenças, pois os quartéis próximos infectavam todos, inclusive a tripulação. A morte era tão comum que os navios eram chamados de tumbeiros ou túmulos flutuantes. O que mais chocou os africanos foi como a morte era tratada nos navios. Smallwood diz que as tradições para uma morte africana eram delicadas e baseadas na comunidade. Nos navios, os corpos seriam jogados no mar. Como o mar representava maus presságios, os corpos no mar representavam uma forma de purgatório e o navio, uma forma de inferno. No final, os africanos que fizeram a jornada teriam sobrevivido a doenças, desnutrição, espaço confinado, morte iminente e trauma do navio.

### Norte da África

#### Egito Antigo

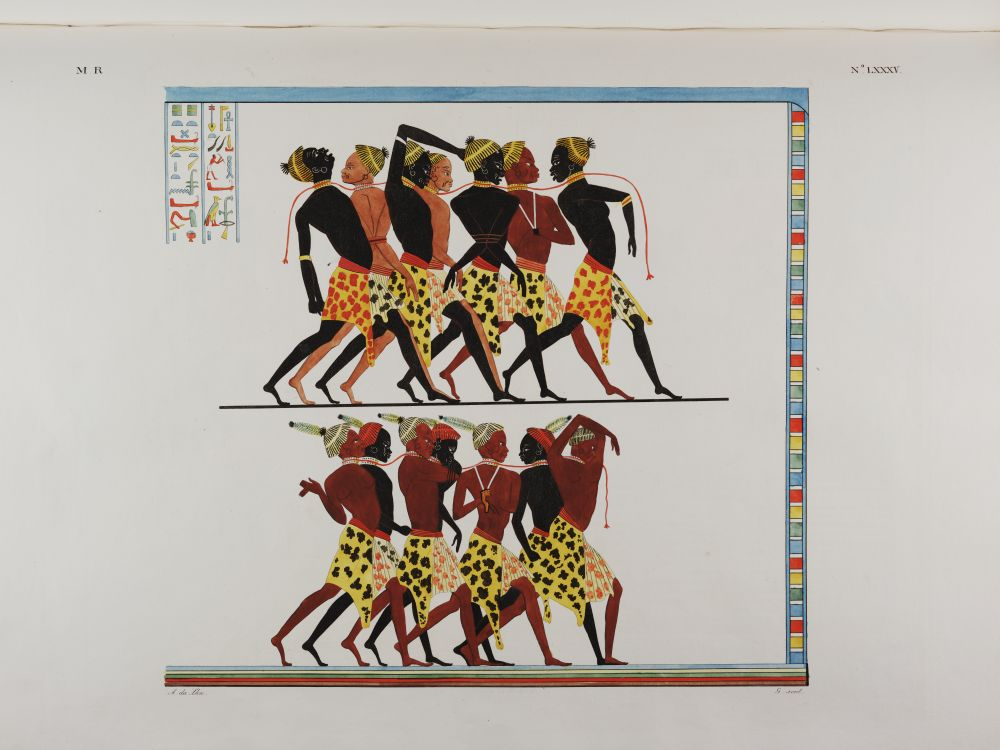
Interpretação dos afrescos de Abu Simbel representando escravos núbios

A escravidão foi presente nas sociedades do Egito Antigo por mais de dois milênios. Desde o Império Antigo (c. 2700–2200 a.C.), prisioneiros de guerra eram escravizados e um grande contingente da população realizava trabalho compulsório. Durante as primeiras dinastias, incursões escravagistas eram realizadas na Núbia, onde a população era também intimidada a fornecer comércio de escravos. No Império Médio (c. 2100–1700 a.C.), a escravidão propriamente dita era reservada apenas a estrangeiros capturados, mas distinguia-se socialmente a classe econômica mais inferior e as classes de servos, conscritos e fugitivos. Egípcios que se tornavam verdadeiros escravos no Antigo e Médio Reino eram sonegadores de impostos e suas famílias, ou constituídos como tal devido a débito irreparável e por motivos de punição; havia pessoas presas à terra que serviam ao Estado e que poderiam ser transferidas em doações reais ou testamentos privados, mas os sistemas de servidão e corveia não eram escravidão propriamente. Porém, quem recusasse a participação nas obras públicas era passível de ser escravizado junto à sua família.

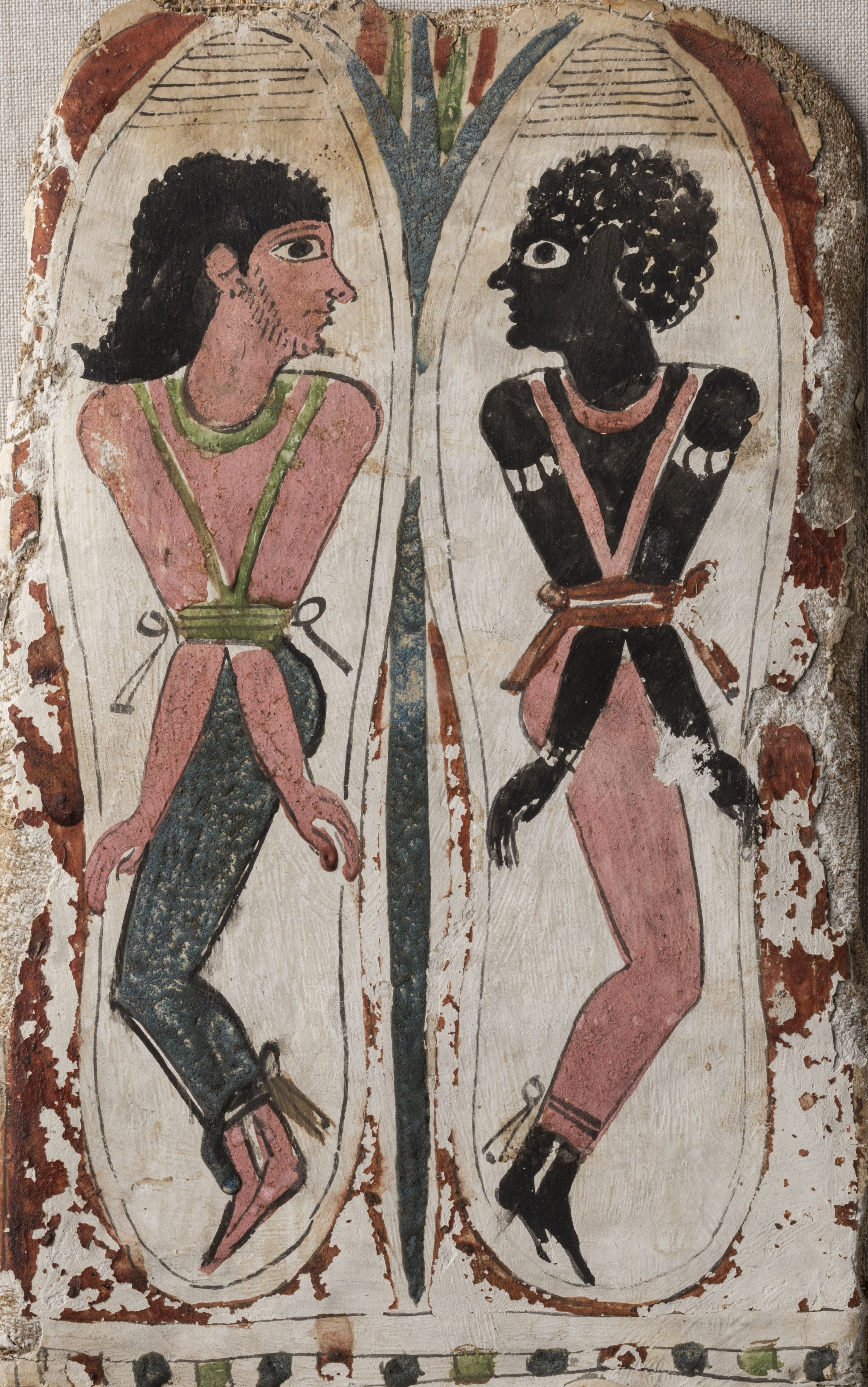
Solas de múmia com imagens de dois estrangeiros cativos, um sírio (à esquerda) e um núbio (à direita). Período Ptolemaico ou Romano, porém encontra-se esse motivo de figuras de prisioneiros em solas do período anterior da Época Baixa

Na Décima Terceira Dinastia (1803 a.C.–1649 a.C.), pessoas enviadas a campos de trabalho poderiam ser convertidas em propriedade privada, e entre essa população de egípcios nativos se misturou durante um tempo um grande número de indivíduos sírios-palestinos, evidenciando-se como os primeiros registros documentados da predominância de escravidão estrangeira. A importação de trabalho escravo estrangeiro aliviou a carga de corveia aos cidadãos egípcios e coincidiu com a construção de grandes projetos. "Escravos" (ḥmw) passou a se referir quase exclusivamente a estrangeiros, enquanto "servos" (bꜢkw) se reservava semanticamente a egípcios não livres.
A referência à escravidão dos israelitas no Egito, como encontrada em Êxodo 1:13-14 ("E os egípcios fizeram os filhos de Israel trabalhar por meio de corveia. E eles [os egípcios] amargam suas vidas por meio do trabalho árduo, por meio de barro, e por meio de tijolos, e por meio de todo o trabalho no campo [junto] com todo o trabalho deles [o trabalho egípcio] que eles [os egípcios] operavam por meio deles [os israelitas] pelos meios de [a instituição do] trabalho de corveia"), é melhor identificada historicamente à corveia. A palavra hebraica ʿebed pode significar "escravo", mas também "servo" e "trabalhador". Capatazes egípcios faziam supervisão da cota de trabalho por dia ou semana, e em Êxodo 5-14:15 indica-se que contramestres israelitas que fiscalizavam os trabalhadores compatriotas deveriam relatar aos seus superiores capatazes egípcios.
Foi no Império Novo (c.1550–1050 a.C.) que, além de um crescimento em larga escala da escravidão de estrangeiros devido à intensificação da máquina de guerra e conquistas, uma servidão de pessoas locais que eram consideradas propriedade privada ou alugadas para serviço tornou-se indispensável economicamente. No primeiro milênio a.C., há mais relatos de servidão voluntária por ruína econômica e motivos religiosos do que de escravidão. A escravidão legal e hereditária foi constituída no período de dominação helenística (Reino Ptolemaico) e romana (Egito romano), de 332 a.C. ao ano 395, a partir de campanhas militares, mercados de escravos e escravidão por dívida.

#### Berbéria

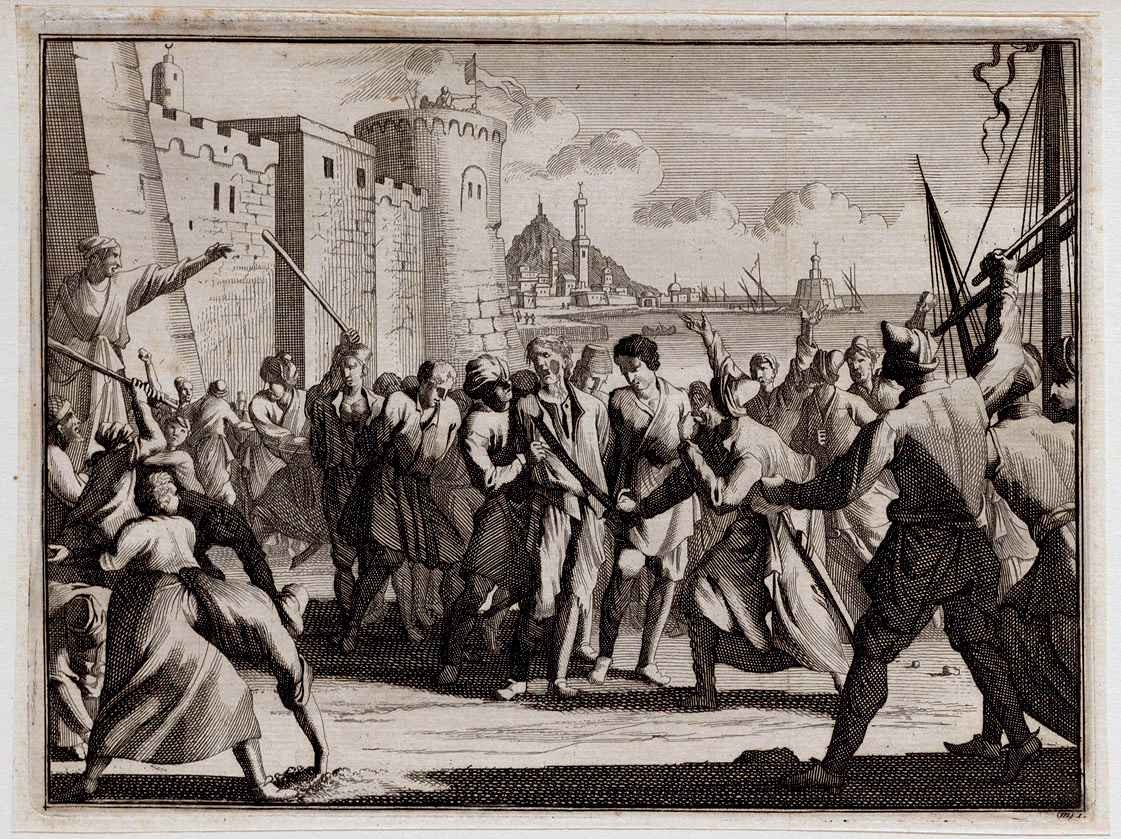
Escravos cristãos em Argel, 1706

Os escravos africanos anteriores a 1441 eram predominantemente berberes e árabes da costa norte africana da Berbéria, conhecidos como "mouros" para os ibéricos. Eles eram tipicamente escravizados durante guerras e conquistas entre os reinos cristão e islâmico.
Em Argel, durante a época da Regência de Argel, no norte da África, no século XIX, 1,5 milhão de cristãos e europeus foram capturados e forçados à escravidão. Isso acabou levando ao bombardeio de Argel em 1816 pelos britânicos e holandeses, forçando o Dei de Argel a libertar muitos escravos.

### Tempos modernos
O comércio de crianças foi relatado na Nigéria e no Benim modernos. Em partes de Gana, uma família pode ser punida por uma ofensa em tendo que entregar uma mulher virgem para servir como escrava sexual dentro da família ofendida. Nesse caso, a mulher não ganha o título ou o status de "esposa". Em partes de Gana, Togo e Benin, a escravidão sagrada persiste, apesar de ser ilegal no Gana desde 1998. Nesse sistema de servidão ritual, às vezes chamado trokosi (em Gana) ou voodoosi em Togo e Benin, as jovens virgens são dadas como escravas a santuários tradicionais e usadas sexualmente pelos sacerdotes, além de fornecer trabalho gratuito para o santuário.
Um artigo no Middle East Quarterly em 1999 relatou que a escravidão é endêmica no Sudão. As estimativas de sequestros durante a Segunda Guerra Civil do Sudão variam de 14 mil a 200 mil pessoas. O rapto de mulheres e crianças dinka era comum. Na Mauritânia, estima-se que até 600 mil homens, mulheres e crianças, ou 20% da população, estejam atualmente escravizados, muitos deles usados como trabalho por dívida. A escravidão na Mauritânia foi criminalizada em agosto de 2007.
Durante o conflito de Darfur, iniciado em 2003, muitas pessoas foram sequestradas por Janjawid e vendidas como escravas como mão-de-obra agrícola, empregadas domésticas e escravas sexuais.
No Níger, a escravidão também é um fenômeno atual. Um estudo nigerino descobriu que mais de 800 mil pessoas estão escravizadas, quase 8% da população. O Níger instalou uma disposição anti-escravidão em 2003. Em uma decisão histórica em 2008, o Tribunal de Justiça Comunitário da CEDEAO declarou que a República do Níger falhou em proteger Hadijatou Mani Koraou da escravidão e concedeu a Mani 10 milhões CFA (aproximadamente US$ 20 mil) em reparações.
Escravidão sexual e trabalho forçado são comuns na República Democrática do Congo.
Muitos pigmeus na República do Congo e na República Democrática do Congo pertencem desde o nascimento a bantus em um sistema de escravidão.
No final dos anos 90, surgiram evidências de escravidão sistemática em plantações de cacau na África Ocidental; veja o artigo sobre chocolate e escravidão.
Segundo o Departamento de Estado dos EUA, mais de 109 mil crianças estavam trabalhando em fazendas de cacau apenas na Costa do Marfim, nas "piores formas de trabalho infantil" em 2002.
Na noite de 14 a 15 de abril de 2014, um grupo de militantes atacou a Escola Secundária para Garotas do Governo em Chibok, na Nigéria. Eles invadiram a escola, fingindo ser guardas, dizendo às meninas para sair e ir com eles. Um grande número de estudantes foram levados em caminhões, possivelmente na área Konduga área da Floresta Sambisa onde os Boko Haram eram conhecidos por terem campos fortificados. Casas em Chibok também foram incendiadas no incidente. Segundo a polícia, aproximadamente 276 crianças foram presas no ataque, das quais 53 haviam escapado em 2 de maio. Outros relatórios disseram que 329 meninas foram sequestradas, 53 haviam escapado e 276 ainda estavam desaparecidas. As estudantes foram forçados a se converter ao Islã e a se casar com membros do Boko Haram, com um "preço de noiva" de ₦ 2 mil cada (US$12,50/£7,50). Muitas das estudantes foram levadas para os países vizinhos do Chade e Camarões, com relatos de estudantes atravessando fronteiras com os militantes e de estudantes avistados pelos moradores da floresta de Sambisa, considerada um refúgio para o Boko Haram.
Em 5 de maio de 2014, surgiu um vídeo no qual o líder do Boko Haram, Abubakar Shekau, assumiu a responsabilidade pelos sequestros. Shekau afirmou que "Alá me instruiu a vendê-las. . . Seguirei suas instruções" e "escravidão é permitida em minha religião, e capturarei pessoas e as tornarei escravas". Ele disse que as meninas não deveriam estar na escola e, em vez disso, deveriam se casar, já que meninas de nove anos seriam adequadas para o casamento.

#### Comércio de escravos na Líbia
Durante a Segunda Guerra Civil da Líbia, líbios começaram a capturar alguns dos migrantes da África Subsaariana que tentavam chegar à Europa através da Líbia e vendê-los nos mercados de escravos. Os escravos são frequentemente resgatados às suas famílias e, enquanto isso, até que o resgate seja pago, eles podem ser torturados, forçados a trabalhar, às vezes explorados até a morte e, eventualmente, podem ser executados ou deixados passando fome se o pagamento não tiver sido feito após um período de tempo. As mulheres foram frequentemente violadas e usadas como escravas sexuais e vendidas a bordéis.
Muitas crianças migrantes também sofrem abusos e estupros na Líbia.

## As Américas

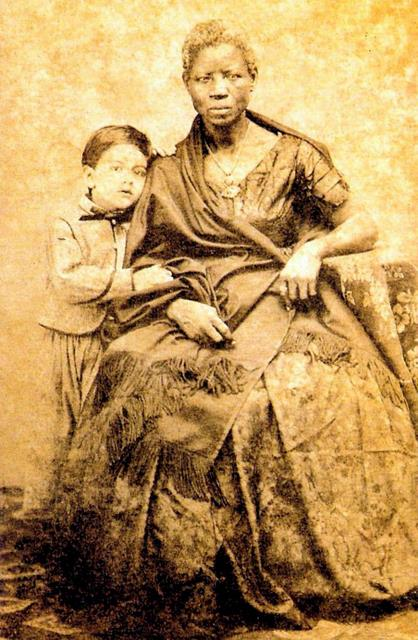
Menino com uma mulher escravizada, Brasil, 1860

### Entre povos indígenas
Na Mesoamérica pré-colombiana, as formas mais comuns de escravidão eram as de prisioneiros de guerra e devedores. Pessoas incapazes de pagar dívidas poderiam ser condenadas a trabalhar como escravas das pessoas credoras até que as dívidas fossem liquidadas. A guerra era importante para a sociedade maia, porque os ataques às áreas circundantes forneciam as vítimas necessárias para o sacrifício humano, bem como os escravos para a construção de templos. A maioria das vítimas de sacrifício humano eram prisioneiros de guerra ou escravos. A escravidão geralmente não era hereditária; filhos de escravos nasciam livres. No Império Inca, os trabalhadores estavam sujeitos a uma mita em vez de impostos, que pagavam ao trabalhar para o governo. Cada ayllu, ou família extensa, decidia qual membro da família enviar para fazer o trabalho. Não está claro se esse projeto de trabalho ou corveia conta como escravidão. Os espanhóis adotaram esse sistema, principalmente para suas minas de prata na Bolívia.
Outras sociedades e tribos proprietárias de escravos do Novo Mundo eram, por exemplo, a tehuelche da Patagônia, a comanche do Texas, os caraíbas da Dominica, os astecas, os tupinambás do Brasil, as sociedades pesqueiras, como os iuroques, que viviam ao longo da costa do que agora é o Alasca à Califórnia, pawnee e klamaths. Muitos dos povos indígenas da Costa Noroeste do Pacífico, como os haida e tlingit, eram tradicionalmente conhecidos como guerreiros ferozes e comerciantes de escravos, invadindo até a Califórnia. A escravidão era hereditária, os escravos sendo prisioneiros de guerra. Entre algumas tribos do noroeste do Pacífico, cerca de um quarto da população era escrava. Uma narrativa de escravos foi composta por um inglês, John R. Jewitt, que havia sido raptado vivo quando seu navio foi capturado em 1802; seu livro de memórias fornece uma visão detalhada da vida como escravo e afirma que um grande número era mantido.

### América espanhola

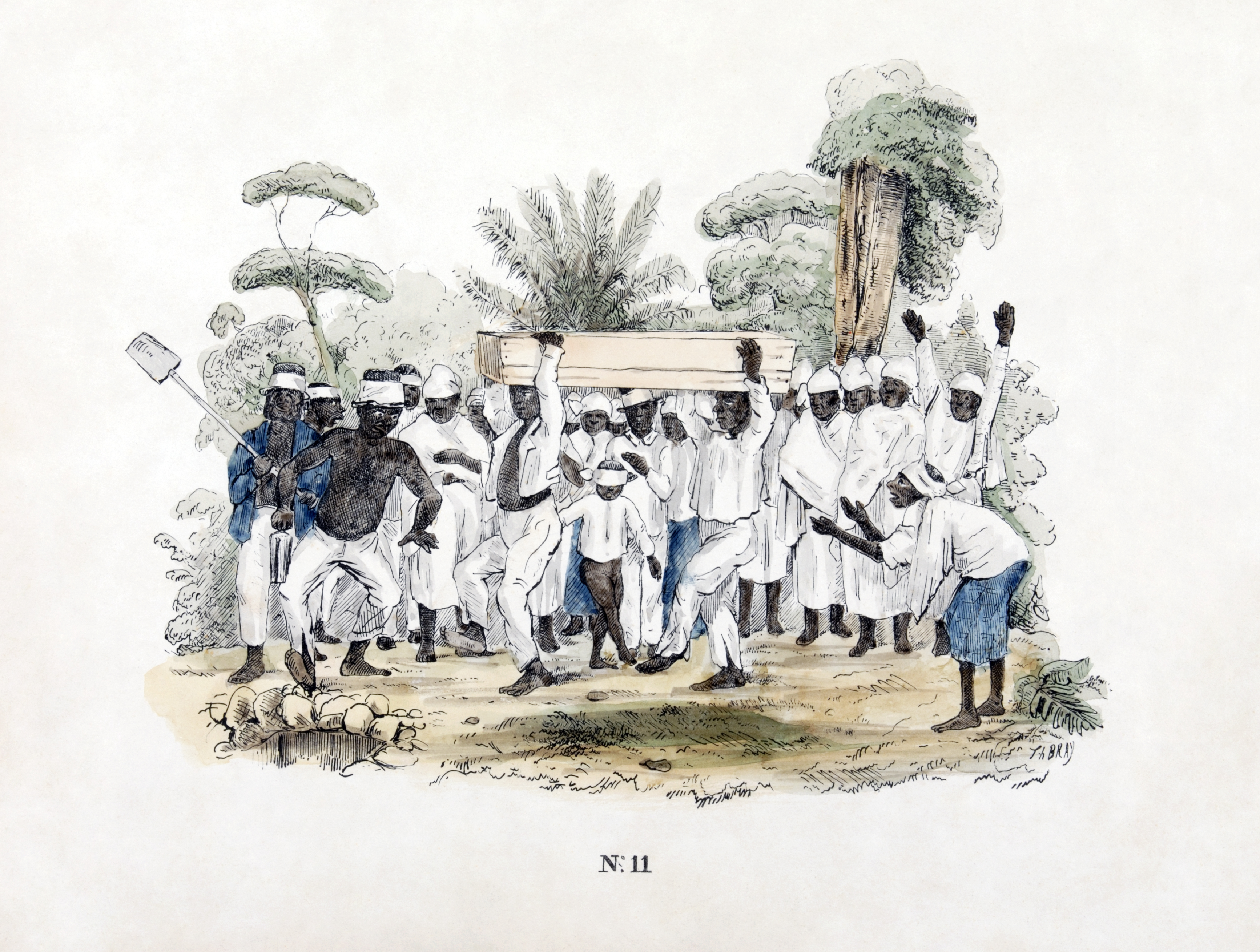
Funeral na plantação de escravos durante o domínio colonial holandês, Suriname. Litografia colorida impressa entre 1840 e 1850, restaurada digitalmente

Durante o período entre o final do século XIX e o início do XX, a demanda pela colheita intensiva de mão-de-obra impulsionou a expansão e a escravidão de fronteira na América Latina e em outros lugares. Os povos indígenas foram escravizados como parte do ciclo da borracha no Equador, Peru, Colômbia e Brasil. Na América Central, os seringueiros participaram da escravização do povo indígena guatuso-maleku para o serviço doméstico.

### Brasil

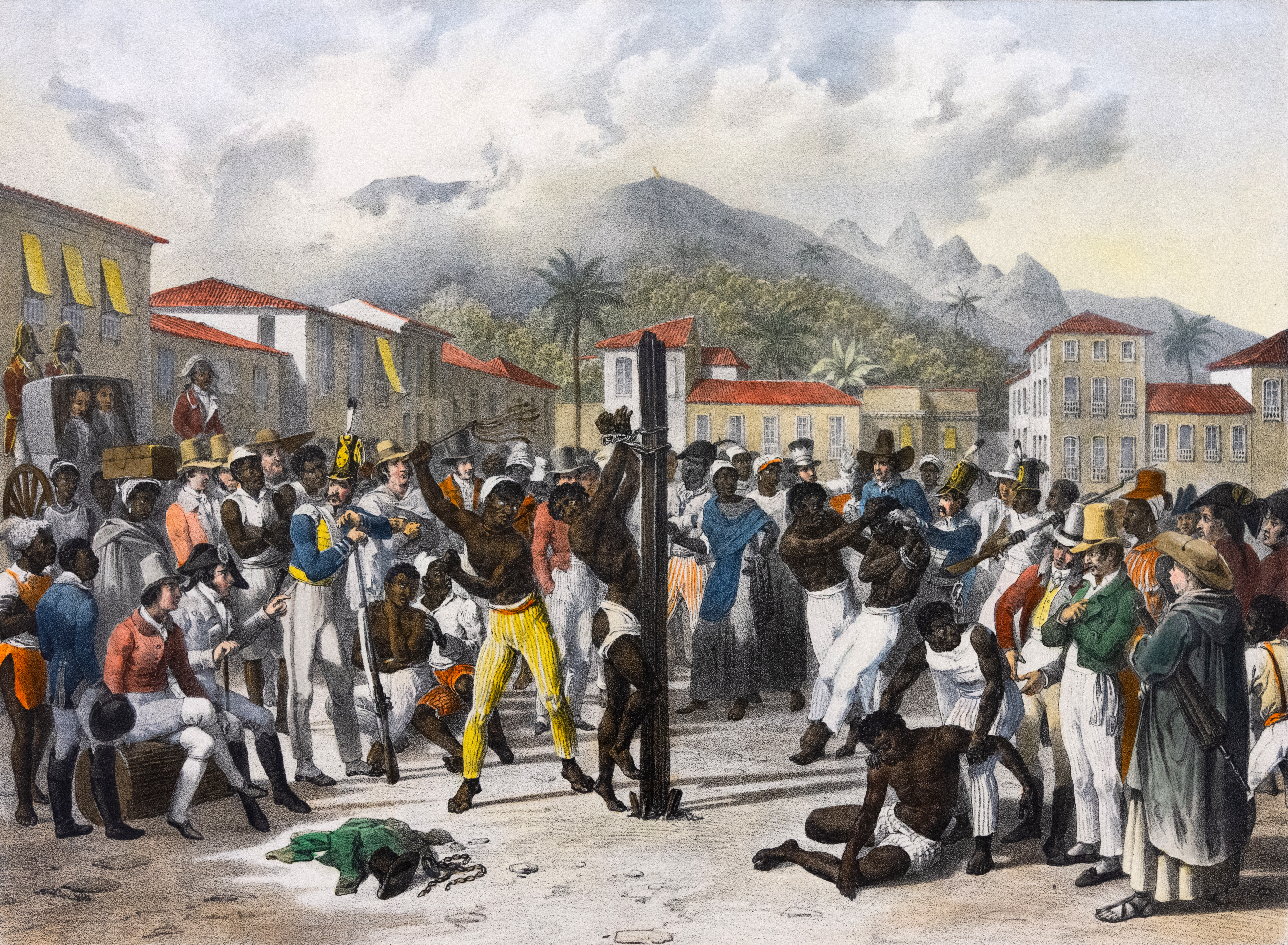
Escravidão no Brasil, Johann Moritz Rugendas

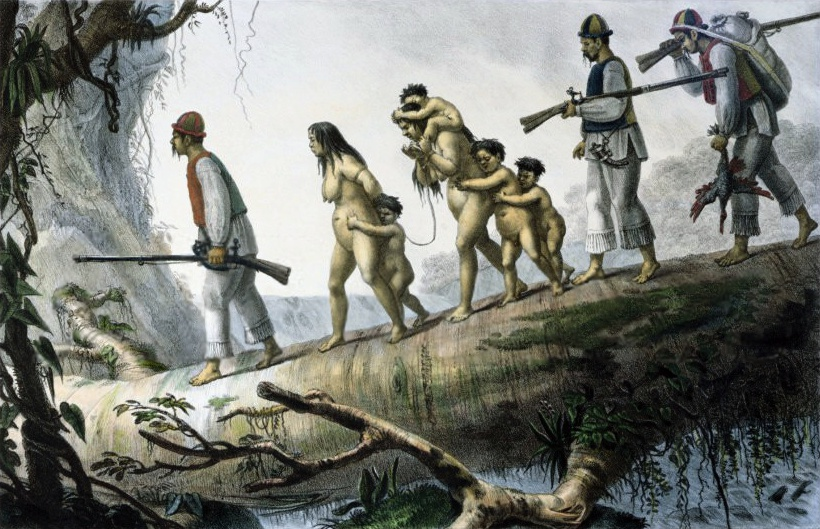
Uma família guarani capturada por caçadores de escravos indígenas. Por Jean Baptiste Debret

A escravidão era um dos pilares da economia colonial brasileira, principalmente na mineração e na produção de cana-de-açúcar 35,3% de todos os escravos envolvidos no comércio atlântico de escravos foram para o Brasil. 4 milhões de escravos foram obtidos pelo Brasil, 1,5 milhão a mais do que qualquer outro país. A partir de 1550, os portugueses começaram a negociar escravos africanos para trabalhar nas plantações de açúcar, depois que o povo tupi nativo se deteriorou. Embora o primeiro-ministro português Sebastião José de Carvalho e Melo, 1º Marquês de Pombal, tenha abolido a escravidão em Portugal continental em 12 de fevereiro de 1761, a escravidão continuou em suas colônias no exterior. A escravidão era praticada entre todas as classes. Os escravos eram de propriedade das classes alta e média, dos pobres e até de outros escravos.
De São Paulo, os bandeirantes, aventureiros principalmente de ascendência portuguesa e nativa, penetravam cada vez mais para o oeste em busca de escravos indígenas. Ao longo do rio Amazonas e seus principais afluentes, ataques repetidos de captura de escravos e ataques punitivos deixaram sua marca. Um viajante francês na década de 1740 descreveu centenas de quilômetros de margens de rios sem sinal de vida humana e aldeias outrora prósperas que estavam devastadas e vazias. Em algumas áreas da Bacia Amazônica, e particularmente entre os guaranis do sul do Brasil e Paraguai, os jesuítas organizaram suas reduções jesuíticas ao longo de linhas militares para combater os escravistas. Em meados do século XIX, muitos ameríndios foram escravizados para trabalhar nas plantações de borracha. Em alguns territórios brasileiros, o índio chegou a ser mais fundamental que o negro, como mão-de-obra. Em São Paulo, até o final do século XVII, quase não se encontravam negros e os documentos da época que usavam o termo "negros da terra" referiam-se na verdade aos índios.

#### Resistência e abolição
Escravos fugidios formaram comunidades quilombolas que tiveram um papel importante nas histórias do Brasil e de outros países como Suriname, Porto Rico, Cuba e Jamaica. No Brasil, as aldeias quilombolas eram chamadas de palenques ou quilombos. Os quilombolas sobreviveram cultivando vegetais e caçando. Eles também invadiam plantações. Nesses ataques, os quilombolas queimavam colheitas, roubavam gado e ferramentas, matavam senhores de escravos e convidavam outros escravos a se juntarem às suas comunidades.
Jean-Baptiste Debret, pintor francês que atuou no Brasil nas primeiras décadas do século XIX, começou pintando retratos de membros da família imperial brasileira, mas logo se preocupou com a escravidão de negros e indígenas. Suas pinturas sobre o assunto (duas aparecem nesta página) ajudaram a chamar a atenção na Europa e no próprio Brasil.
A Seita de Clapham, um grupo de reformadores evangélicos, fez campanha durante grande parte do século XIX para a Grã-Bretanha usar sua influência e poder em parar o tráfego de escravos no Brasil. Além de escrúpulos morais, o baixo custo do açúcar brasileiro produzido por escravos significava que as colônias britânicas nas Índias Ocidentais eram incapazes de igualar os preços de mercado do açúcar brasileiro, e cada britânico consumia 16 libras (7kg) de açúcar por ano até o século XIX. Essa combinação levou a uma intensa pressão do governo britânico para que o Brasil encerrasse essa prática, o que foi feito em etapas ao longo de várias décadas.
Primeiro, o comércio de escravos estrangeiros foi banido em 1850 com a Lei Eusébio de Queirós. Então, em 1871, os filhos dos escravos tornaram-se libertos (Lei do Ventre Livre). Em 1885, escravos com mais de 60 anos foram libertados (Lei dos Sexagenários). A Guerra do Paraguai contribuiu para acabar com a escravidão como muitos escravos se alistaram em troca da liberdade. Algumas das maiores figuras da época, como o escritor Machado de Assis e o engenheiro André Rebouças, tinham ascendência negra.
A Grande Seca de 1877 a 1878, no Nordeste, região do cultivo de algodão, levou a grandes turbulências, fome, pobreza e migração interna. À medida que os ricos proprietários das plantações corriam para vender seus escravos para o sul, a resistência e o ressentimento popular cresciam, inspirando inúmeras sociedades de emancipação. Eles conseguiram banir a escravidão completamente na província do Ceará em 1884. A escravidão foi legalmente encerrada em todo o país em 13 de maio de 1888 pela Lei Áurea. Era uma instituição em decadência naqueles tempos, pois desde a década de 1880 o país começou a usar o trabalho de imigrantes europeus. O Brasil foi a última nação do Hemisfério Ocidental a abolir a escravidão.

### Caribe britânico e francês

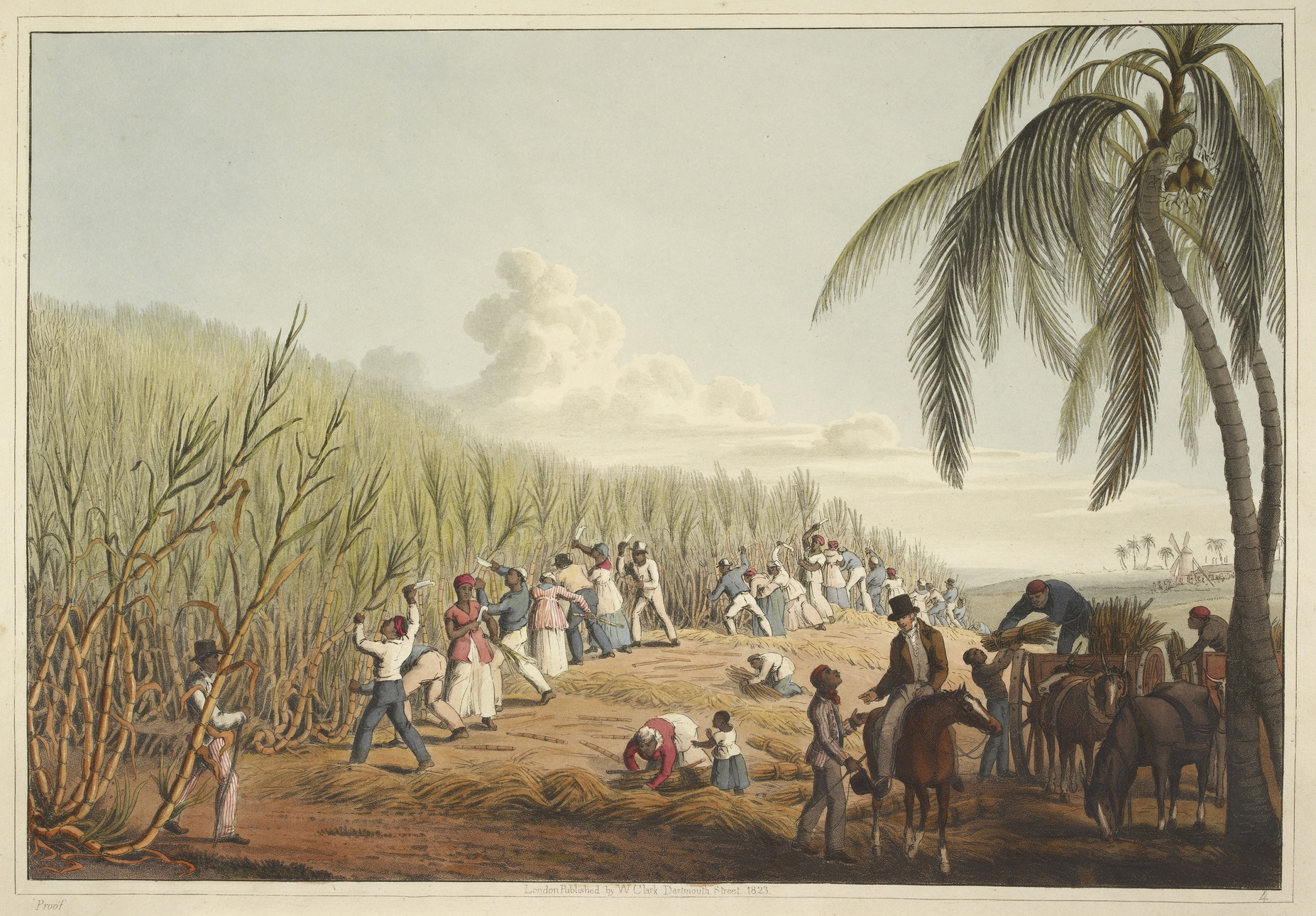
Escravos cortando a cana-de-açúcar, colônia britânica de Antígua, 1823

A escravidão era comumente usada nas partes do Caribe controladas pela França e pelo Império Britânico. As ilhas Pequenas Antilhas de Barbados, São Cristóvão, Antígua, Martinica e Guadalupe, que foram as primeiras sociedades escravistas importantes do Caribe, começaram o uso difundido de escravos africanos no final do século XVII, quando suas economias se converteram na produção de açúcar.
A Inglaterra tinha várias ilhas açucareiras no Caribe, especialmente Jamaica, Barbados, Nevis e Antígua, o que proporcionava um fluxo constante de vendas de açúcar; o trabalho escravo produzia o açúcar. Na década de 1700, havia mais escravos em Barbados do que todas as colônias juntas. Como Barbados não tinha muitas montanhas, os britânicos conseguiram liberar terras para a cana-de-açúcar. Servidores contratados foram inicialmente enviados para Barbados para trabalhar nos campos de açúcar. Esses servos contratados eram tão maltratados que os futuros empregados contratados deixaram de ir a Barbados, e não havia pessoas suficientes para trabalhar nos campos. Foi quando os britânicos começaram a levar escravos africanos. Era importante que os escravos estivessem em Barbados porque o açúcar havia se tornado uma necessidade para a maioria das pessoas e a demanda por ele era alta.
Um resultado importante da vitória da Grã-Bretanha na Guerra da Sucessão Espanhola (1702-1714) foi aumentar seu papel no comércio de escravos. De especial importância foi a bem-sucedida negociação secreta com a França para obter o monopólio de trinta anos do tráfico de escravos espanhol, chamado Asiento. A rainha Ana da Grã-Bretanha também permitiu que suas colônias norte-americanas como a Virgínia fizessem leis que promovessem a escravidão negra. Anne havia negociado secretamente com a França para obter sua aprovação em relação ao Asiento. Ela se vangloriou ao Parlamento de seu sucesso em tirar o Asiento da França e Londres comemorou seu golpe econômico. A maior parte do comércio de escravos envolvia vendas para colônias espanholas no Caribe e México, bem como vendas para colônias britânicas no Caribe e na América do Norte. A historiadora Vinita Ricks diz que o acordo alocou à rainha Ana "22,5% (e ao rei Filipe V, da Espanha, 28%) de todos os lucros arrecadados para sua fortuna pessoal". Ricks conclui que a "conexão da rainha com a receita do comércio de escravos significava que ela não era mais uma observadora neutra. Ela tinha um grande interesse no que aconteceu em navios negreiros."
Em 1778, os franceses estavam importando aproximadamente 13 mil africanos para escravização anualmente para as Índias Ocidentais francesas.
Para regularizar a escravidão, em 1685, Luís XIV havia decretado o code noir, que dava certos direitos humanos aos escravos e responsabilidades ao senhor, que era obrigado a alimentar, vestir e prover o bem-estar geral de seus escravos. Os negros livres possuíam um terço da propriedade da plantação e um quarto dos escravos em Saint Domingue (mais tarde Haiti). A escravidão na Primeira República Francesa foi abolida em 4 de fevereiro de 1794. Quando ficou claro que Napoleão pretendia restabelecer a escravidão no Haiti, Dessalines e Pétion mudaram de lado, em outubro de 1802. Em 1 de janeiro de 1804, Jean-Jacques Dessalines, o novo líder da Constituição ditatorial de 1801, declarou o Haiti uma república livre. Assim, o Haiti se tornou a segunda nação independente no Hemisfério Ocidental, depois dos Estados Unidos, e a única rebelião de escravos bem-sucedida na história do mundo.

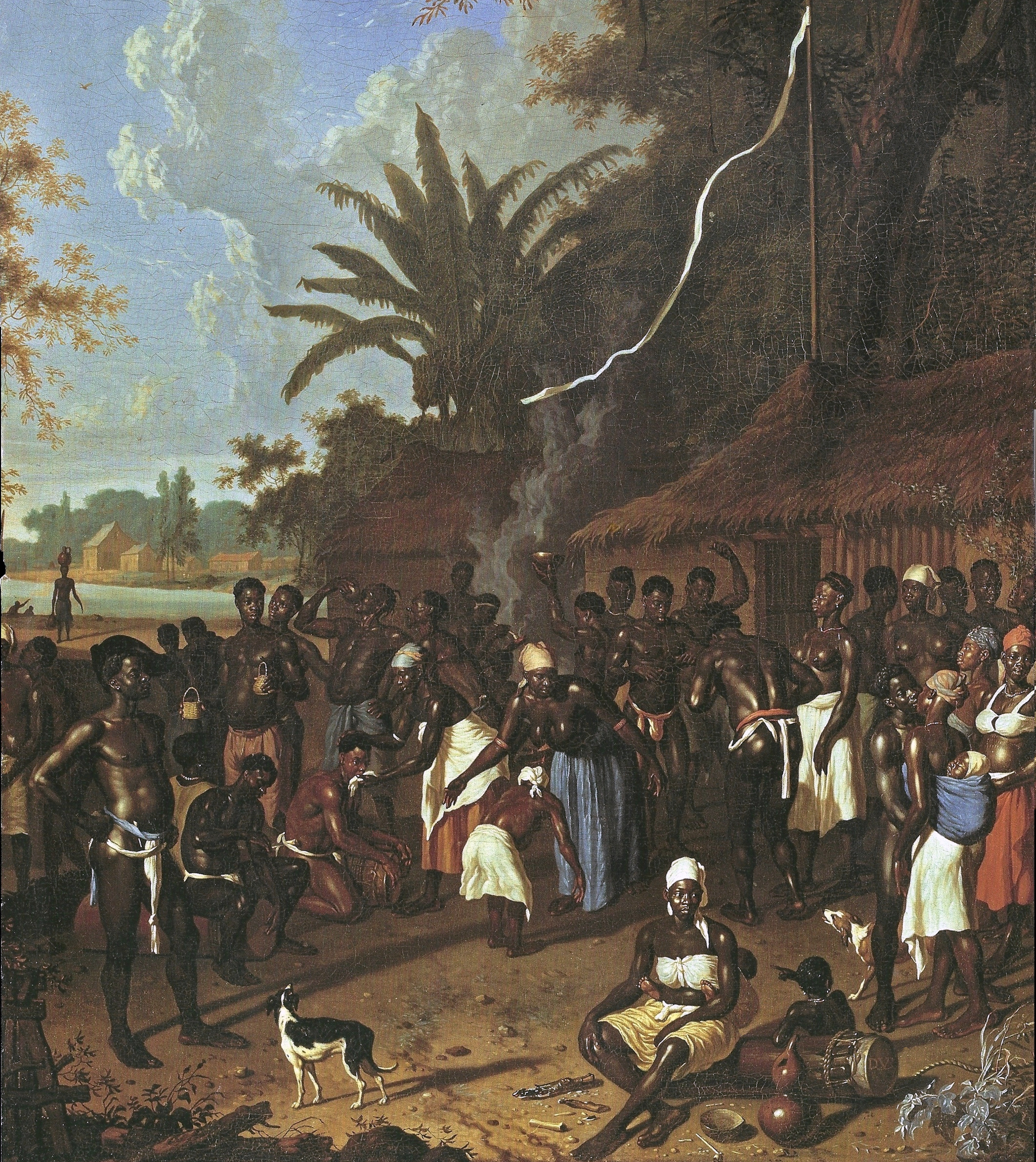
Pintura do século XVIII de Dirk Valkenburg mostrando escravos das plantações durante uma dança cerimonial

Whitehall, na Inglaterra, anunciou em 1833 que os escravos em seus territórios seriam totalmente libertados em 1840. Enquanto isso, o governo disse aos escravos que eles deveriam permanecer em suas plantações e teriam o status de "aprendizes" pelos próximos seis anos. Em Port-of-Spain, Trinidad, em 1º de agosto de 1834, um grupo desarmado de negros, principalmente idosos, sendo endereçado pelo governador na Casa do Governo sobre as novas leis, começou a gritar: "Pas de six ans. Point de six ans "("Não seis anos. Nada de seis anos"), abafando a voz do governador. Os protestos pacíficos continuaram até que uma resolução para abolir a aprendizagem fosse aprovada e a liberdade de fato fosse alcançada. A emancipação total para todos foi legalmente concedida com antecedência em 1 de agosto de 1838, fazendo de Trinidad a primeira colônia britânica de escravos a abolir completamente a escravidão.
Depois que a Grã-Bretanha aboliu a escravidão, ela começou a pressionar outras nações a fazer o mesmo. A França também aboliu a escravidão. Até então, Saint-Domingue já havia conquistado sua independência e formado a República independente do Haiti. As ilhas controladas pela França foram então limitadas a algumas ilhas menores nas Pequenas Antilhas.

### América do Norte inglesa

#### Eventos anteriores
No final de agosto de 1619, a fragata White Lion, um navio corsário de propriedade de Robert Rich, 2º Conde de Warwick, mas com uma bandeira holandesa chegou a Point Comfort, Virgínia (várias milhas a jusante da colônia de Jamestown, Virgínia) com o primeiro registro escravos da África para a Virgínia. Os aproximadamente 20 africanos eram da atual Angola. Eles foram removidos pela tripulação do White Lion de um navio negreiro português, o São João Bautista.
Os historiadores ficam indecisos se a prática legal da escravidão começou na colônia porque pelo menos alguns deles tinham o status de servo contratado. Alden T. Vaughn diz que a maioria concorda que tanto escravos negros quanto servos contratados existiam em 1640.
Apenas uma fração dos africanos escravizados trazidos para o Novo Mundo chegou à América do Norte britânica, talvez apenas 5% do total. A grande maioria dos escravos foi enviada às colônias de açúcar do Caribe, ao Brasil ou à América espanhola.
Na década de 1680, com a consolidação da Royal African Company da Inglaterra, os africanos escravizados chegavam às colônias inglesas em maior número e a instituição continuava sendo protegida pelo governo britânico. Os colonos começaram a comprar escravos em maior número.

### Escravidão na lei colonial americana

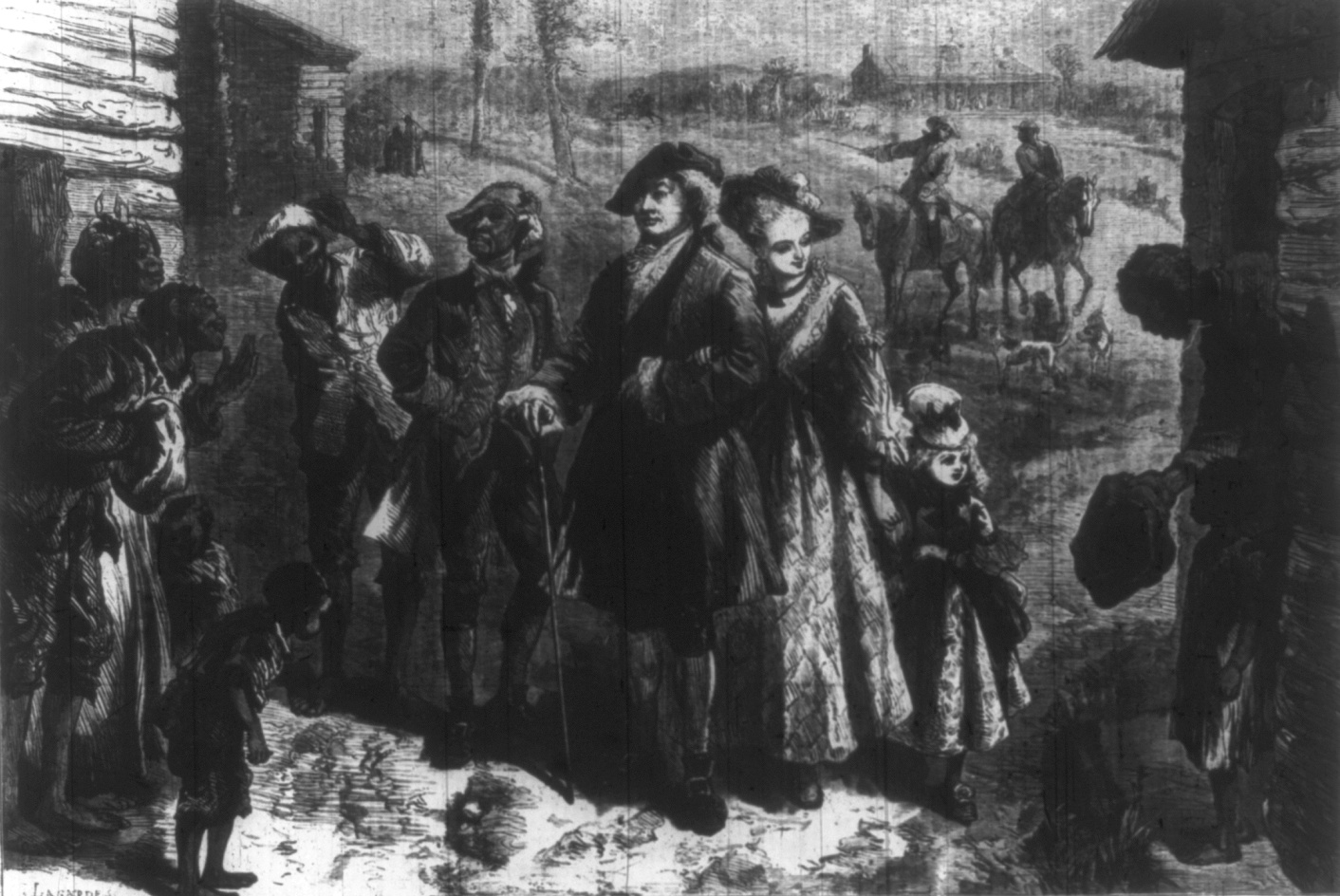
Proprietário de uma fazenda bem vestido e família visitando os alojamentos dos escravos

- 1640: Os tribunais da Virgínia condenam John Punch à escravidão vitalícia, marcando as primeiras sanções legais da escravidão nas colônias inglesas.[178]
- 1641: Massachusetts legaliza a escravidão.[179]
- 1650: Connecticut legaliza a escravidão.
- 1654: A Virgínia sanciona "o direito de negros de possuir escravos de sua própria raça" depois que o africano Anthony Johnson, ex-servo contratado, processou para ter o colega africano John Casor declarado não um servo contratado, mas "escravo vitalício".[180]
- 1661: Virginia reconhece oficialmente a escravidão por estatuto.
- 1662: Um estatuto da Virgínia declara que os filhos nascidos teriam o mesmo status que sua mãe.
- 1663: Maryland legaliza a escravidão.
- 1664: A escravidão é legalizada em Nova Iorque e Nova Jérsei.[181]
- 1670: Carolina (mais tarde, Carolina do Sul e Carolina do Norte) é fundada principalmente por fazendeiros da superpopulada colônia britânica de ilhas açucareiras de Barbados, que trouxeram um número relativamente grande de escravos africanos daquela ilha.[182]

#### Desenvolvimento da escravidão
A mudança de servos contratados para escravos africanos foi motivada por uma classe cada vez menor de ex-servos que haviam trabalhado nos termos de seus contratos e, assim, se tornaram concorrentes de seus antigos senhores. Esses criados recém-libertados raramente conseguiam se sustentar confortavelmente, e a indústria do tabaco era cada vez mais dominada por grandes plantadores. Isso causou distúrbios domésticos que culminaram na Rebelião de Bacon. Eventualmente, a escravidão privada tornou-se a norma em regiões dominadas por plantações.
As Constituições Fundamentais da Carolina estabeleceram um modelo no qual uma rígida hierarquia social colocava os escravos sob a autoridade absoluta de seu mestre. Com a ascensão de uma economia de plantation no Lowcountry de Carolina baseada no cultivo de arroz, foi criada uma sociedade escravista que mais tarde se tornou o modelo para a economia Rei Algodão no sul profundo. O modelo criado pela Carolina do Sul foi impulsionado pelo surgimento de uma população majoritária de escravos que exigia força repressiva e muitas vezes brutal para controlar. A justificativa para tal sociedade escravista evoluiu para uma estrutura conceitual de superioridade branca e privilégio aristocrático.
Várias rebeliões locais de escravos ocorreram durante os séculos XVII e XVIII: Gloucester County, Virginia Revolt (1663); Revolta Escrava de Nova Iorque de 1712; Rebelião de Stono (1739); e Insurreição Escrava de Nova Iorque de 1741.

#### Legislação inicial dos Estados Unidos

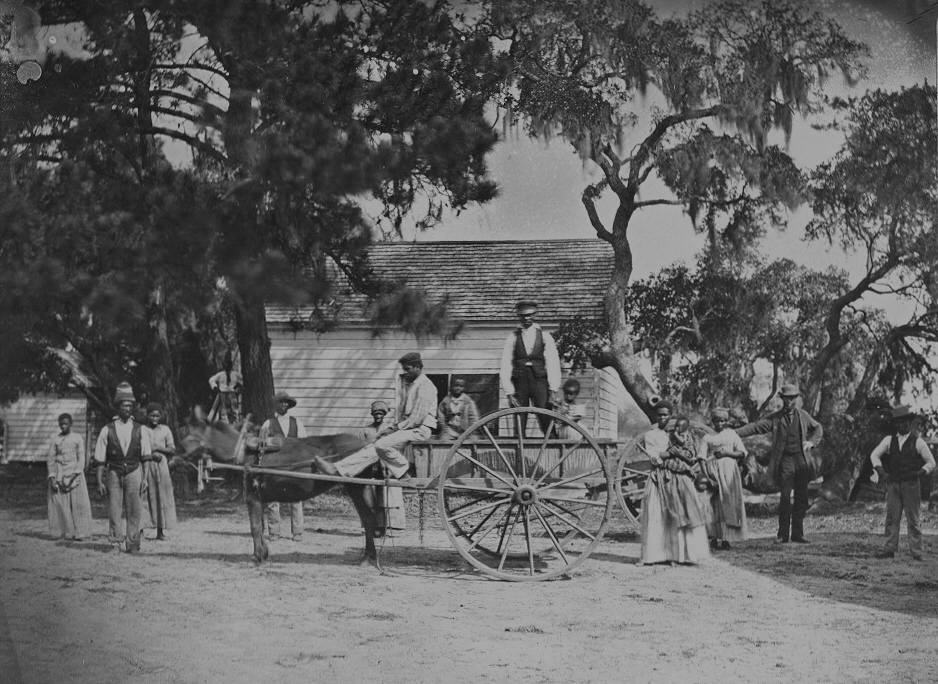
Plantação de James Hopkinson, Carolina do Sul ca. 1862

Dentro do Império Britânico, os tribunais de Massachusetts começaram a seguir a Inglaterra quando, em 1772, a Inglaterra se tornou o primeiro país do mundo a proibir o comércio de escravos dentro de suas fronteiras (ver Somerset v Stewart), seguido pela decisão Knight v. Wedderburn na Escócia em 1778. Entre 1764 e 1774, dezessete escravos apareceram nos tribunais de Massachusetts para processar seus proprietários por liberdade. Em 1766, o colega de John Adams, Benjamin Kent, venceu o primeiro julgamento nos Estados Unidos de hoje para libertar um escravo (Slew vs. Whipple).
A República de Vermont proibiu a escravidão em sua constituição de 1777 e continuou a proibição quando entrou nos Estados Unidos em 1791. Por meio da Portaria Noroeste de 1787, no âmbito do Congresso da Confederação, a escravidão foi proibida nos territórios a noroeste do rio Ohio. Em 1804, os abolicionistas conseguiram aprovar uma legislação que acabava com a escravidão legal em todos os estados nortenhos (com escravos acima de uma certa idade legalmente transformados em servos contratados). O Congresso proibiu a importação ou exportação internacional de escravos em 1 de janeiro de 1808; mas não o comércio interno de escravos.
Apesar das ações dos abolicionistas, os negros livres estavam sujeitos à segregação racial nos estados do norte. Enquanto a Inglaterra não proibiu a escravidão no Canadá atual até 1833, os negros livres encontraram refúgio e liberdade lá após a Revolução Americana e novamente após a Guerra de 1812. A escravidão no Canadá foi largamente encerrada por decisões judiciais no início do século XIX. Refugiados da escravidão fugiam do sul através do rio Ohio para o norte através da Ferrovia Subterrânea. Os governos estaduais do Meio-Oeste afirmaram argumentos dos Direitos dos Estados para recusar a jurisdição federal sobre fugitivos. Alguns júris exerceram seu direito de nulificação por júri e recusaram-se a condenar os indiciados pela Lei do Escravo Fugitivo de 1850.
Após a aprovação da Lei Kansas-Nebraska, em 1854, eclodiu um conflito armado no Território do Kansas, onde a questão de saber se seria admitido na União como um estado escravo ou um estado livre havia sido deixada para os habitantes. O abolicionista radical John Brown foi ativo no caos e matança em "Bleeding Kansas". O verdadeiro ponto de virada na opinião pública é melhor fixado na fraude da Constituição de Lecompton. Elementos pró-escravidão no Kansas chegaram primeiro do Missouri e rapidamente organizaram um governo territorial que excluía os abolicionistas. Através da maquinaria do território e da violência, a facção pró-escravidão tentou forçar uma constituição impopular pró-escravidão através do estado. Isso enfureceu os democratas do norte, que apoiavam a soberania popular, e foi exacerbado pelo governo de Buchanan, recusando a promessa de submeter a constituição a um referendo - o que certamente fracassaria. Os legisladores anti-escravidão assumiram o cargo sob a bandeira do recém-formado Partido Republicano. A Suprema Corte, na decisão decisão Dred Scott, de 1857, afirmou que um indivíduo poderia levar sua propriedade para qualquer lugar, mesmo que a propriedade fosse privada e a pessoa atravessasse um território livre. Ele também afirmou que os afro-americanos não poderiam ser cidadãos federais. Críticos indignados em todo o Norte denunciaram esses episódios como o mais recente do Poder Escravo (os proprietários de escravos politicamente organizados) assumindo mais controle da nação.

#### Guerra Civil
A população escrava nos Estados Unidos era de quatro milhões. Noventa e cinco por cento dos negros viviam no Sul, compreendendo um terço da população local, contra 1% da população do norte. A questão central da política na década de 1850 envolvia a extensão da escravidão nos territórios ocidentais, aos quais os colonos dos estados do Norte se opunham. O Partido Whig se dividiu e entrou em colapso na questão da escravidão, a ser substituído no norte pelo novo Partido Republicano, que se dedicou a interromper a expansão da escravidão. Os republicanos obtiveram maioria em todos os estados do norte, absorvendo uma facção dos democratas anti-escravidão e alertando que a escravidão era um sistema atrasado que minava a democracia e a modernização econômica. Inúmeras propostas de compromisso foram apresentadas, mas todas entraram em colapso. A maioria dos eleitores do Norte estava comprometida em interromper a expansão da escravidão, que eles acreditavam que acabaria com a escravidão. Os eleitores do Sul ficaram extremamente irritados por estarem sendo tratados como cidadãos de segunda classe. Na eleição de 1860, os republicanos levaram Abraham Lincoln à Presidência e seu partido assumiu o controle (com apenas 39,8% do voto popular) e os legisladores no Congresso. Os estados do sul do país convenceram-se de que o poder econômico do que eles chamavam de "Rei Algodão" dominaria o Norte e obteria o apoio da Europa votado para se separar dos EUA (a União). Eles formaram os Estados Confederados da América, com base na promessa de manter a escravidão. A guerra eclodiu em abril de 1861, quando os dois lados buscavam onda após onda de entusiasmo entre os jovens que se voluntariaram para formar novos regimentos e novos exércitos. No Norte, o principal objetivo era preservar a união como expressão do nacionalismo americano.

Companhia I do 36º Regimento Colorido USCT

Em 1862, a maioria dos líderes do norte percebeu que a base da secessão do Sul, a escravidão, tinha que ser atacada de frente. Todos os estados fronteiriços rejeitaram a proposta do Presidente Lincoln de emancipação compensada. No entanto, em 1865 todos haviam começado a abolição da escravidão, exceto Kentucky e Delaware. A Proclamação de Emancipação foi uma ordem executiva emitida por Lincoln em 1 de janeiro de 1863. Em um único golpe, mudou o status legal, como reconhecido pelo governo dos EUA, de 3 milhões de escravos em áreas designadas da Confederação de "escravo" para "livre". Teve o efeito prático de que, assim que um escravo escapasse do controle do governo confederado, fugindo ou através do avanço de tropas federais, o escravo tornava-se legal e realmente livre. Os proprietários das plantações, percebendo que a emancipação destruiria seu sistema econômico, às vezes levavam seus escravos o mais longe possível do alcance do exército da União. Em junho de 1865, o Exército da União controlava toda a Confederação e libertava todos os escravos designados. Os proprietários nunca foram compensados. Mais de 200 mil negros livres e escravos recém-libertados lutaram pela União no Exército e na Marinha, validando assim suas reivindicações de cidadania plena.
As graves deslocações da guerra e da reconstrução tiveram um impacto negativo severo na população negra, com uma grande quantidade de doenças e morte. Após a libertação, muitos dos libertos permaneceram na mesma plantação. Outros fugiram ou aglomeraram-se em campos de refugiados operados pelo Departamento de Libertos. O Departamento forneceu comida, moradia, roupas, assistência médica, serviços religiosos, alguma educação escolar, apoio jurídico e providenciou contratos de trabalho. Debates ferozes sobre os direitos dos libertos e dos confederados derrotados, frequentemente acompanhados de assassinatos de líderes negros, marcaram a Era da Reconstrução, de 1863 a 1877.
A escravidão nunca foi restabelecida, mas depois de 1877, os democratas brancos assumiram o controle de todos os estados sulistas e os negros perderam quase todo o poder político que alcançaram durante a Reconstrução. Em 1900, eles também perderam o direito de voto. Eles se tornaram cidadãos de segunda classe. A grande maioria vivia no sul rural em situação de pobreza, trabalhando como operários, terceirizadores ou arrendatários; uma pequena proporção possuía sua própria terra. As igrejas negras, especialmente a Igreja Batista, eram o centro da atividade e liderança da comunidade.

## Oriente Médio
No antigo Oriente Próximo e na Ásia Menor, a escravidão era prática comum, que remonta às civilizações mais antigas registradas no mundo, como Suméria, Elão, Egito Antigo, Acádia, Assíria, Ébla e Babilônia, bem como entre os hatitas, hititas, hurritas, Grécia micênica, luvitas, cananeus, israelitas, amorreus, fenícios, sírios, amonitas, edomitas, moabitas, bizantinos, filisteus, medos, frígios, lídios, mitani, cassitas, partos, urartitas, colcos, caldeus e armênios.
A escravidão no Oriente Médio desenvolveu-se a partir das práticas de escravidão do antigo Oriente Próximo, e essas práticas eram radicalmente diferentes às vezes, dependendo de fatores sócio-políticos, como o comércio árabe de escravos. Duas estimativas aproximadas dos estudiosos sobre o número de escravos mantidos ao longo de doze séculos em terras muçulmanas são 11,5 milhões e 14 milhões.
Sob a sharia (lei islâmica), filhos de escravos ou prisioneiros de guerra poderiam se tornar escravos, mas apenas não-muçulmanos. A alforria de um escravo era incentivada como forma de expiar pecados. Muitos dos primeiros convertidos ao Islã, como Bilal ibn Rabah al-Habashi, eram pobres e ex-escravos. Em teoria, a escravidão na lei islâmica não tem um componente racial ou de cor, embora nem sempre tenha sido o caso na prática.
Bernard Lewis escreve: "Em um dos tristes paradoxos da história humana, foram as reformas humanitárias trazidas pelo Islã que resultaram em um vasto desenvolvimento do comércio de escravos dentro e, ainda mais, fora do império islâmico". Ele observa que as injunções islâmicas contra a escravização dos muçulmanos levaram à importação maciça de escravos de fora. Segundo Patrick Manning, o Islã ao reconhecer e codificar a escravidão parece ter feito mais para proteger e expandir a escravidão do que o contrário.

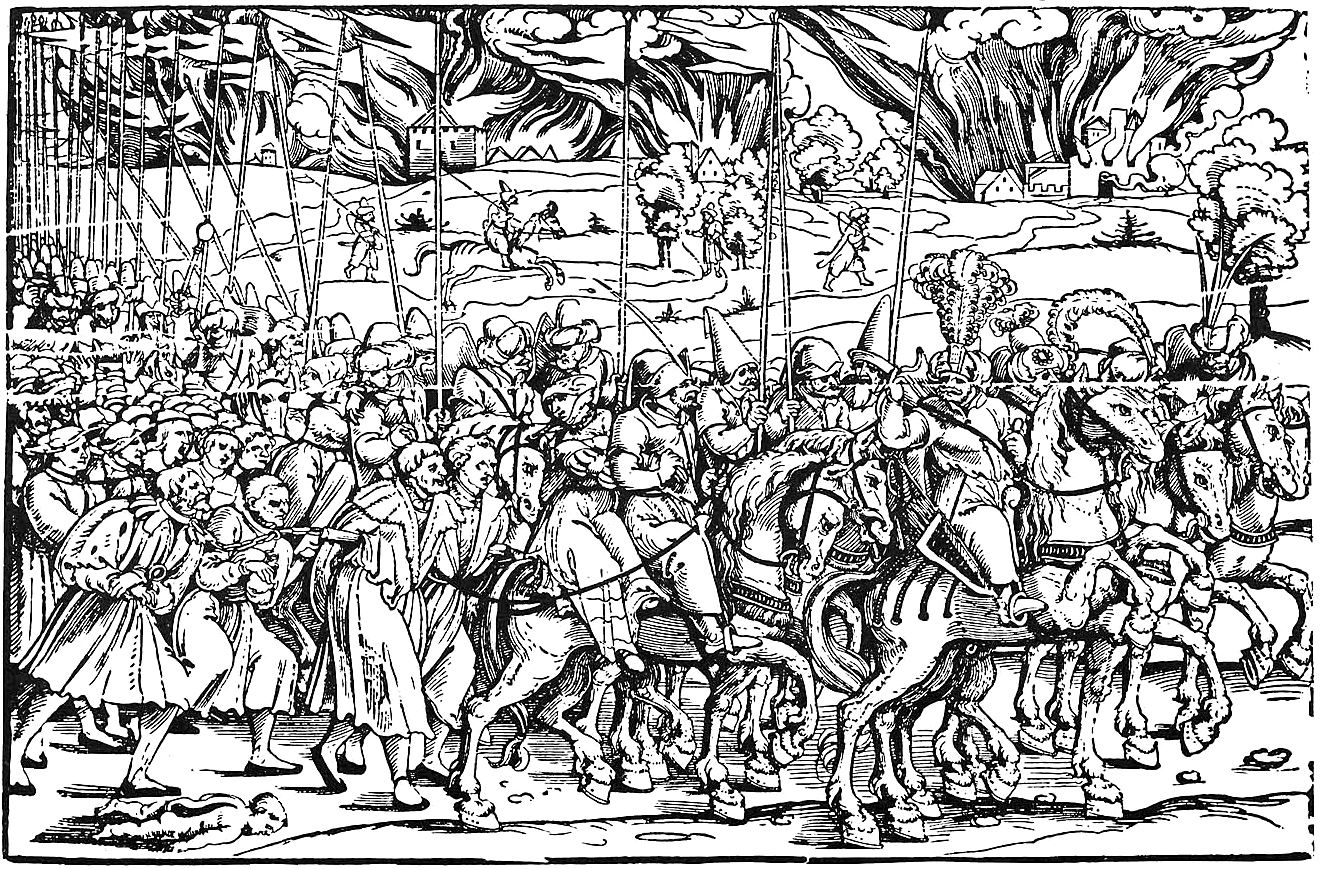
Turcos otomanos com cativos, depois de 1530

A escravidão era uma parte legal e importante da economia do Império Otomano e da sociedade otomana até que a escravidão dos caucasianos foi proibida no início do século XIX, embora escravos de outros grupos fossem permitidos. Em Constantinopla (atual Istambul), o centro político e administrativo do Império, cerca de um quinto da população consistia em escravos em 1609. Mesmo depois de várias medidas para proibir a escravidão no final do século XIX, a prática continuou amplamente imperturbável no início do século XX. Já em 1908, as escravas ainda eram vendidas no Império Otomano. A escravidão sexual foi uma parte central do sistema escravo otomano ao longo da história da instituição.

Um membro da classe escrava otomana, chamada kul em turco, poderia alcançar um status elevado. Guardas de harém e janízaros são algumas das posições mais conhecidas que um escravo poderia ocupar, mas os escravos estavam na verdade muitas vezes na vanguarda da política otomana. A maioria das autoridades do governo otomano eram comprados escravos, criados livremente e integrantes para o sucesso do Império Otomano do século XIV ao XIX. Muitos oficiais possuíam um grande número de escravos, embora o próprio sultão possuísse de longe a maior quantidade. Ao criar e treinar especialmente escravos como funcionários de escolas palacianas, como Enderun, os otomanos criaram administradores com intrincados conhecimentos de governo e lealdade fanática. 

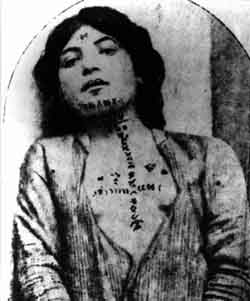
Fotografia publicada pelo The Nova Iorque Times em 29 de Setembro de 1915 durante o genocídio armênio. Mostra uma mulher armênia exposta para venda como escrava (ver: Escravidão branca)

Os otomanos praticavam devşirme, uma espécie de "taxa de sangue" ou "coleta de crianças" - jovens cristãos dos Bálcãs e da Anatólia eram levados de suas casas e famílias, criados como muçulmanos e alistados no ramo mais famoso dos kapıkulu, os janízaros, uma classe especial de soldados do exército otomano que se tornou uma facção decisiva nas invasões otomanas da Europa.
Durante as várias campanhas de perseguição do século XVIII e XIX contra os cristãos, bem como durante os genocídios assírios, armênios e gregos da Primeira Guerra Mundial, muitas mulheres e crianças indígenas armênias, assírias e gregas cristãs foram levadas como escravas pelos turcos otomanos e seus aliados curdos. Henry Morgenthau, Sr, Embaixador dos EUA em Constantinopla de 1913 a 1916, relata em seu Ambassador Morgenthau's Story que havia gangues negociando escravos brancos durante seu mandato em Constantinopla. Ele também relata que as meninas armênias eram vendidas como escravas durante o genocídio armênio.
O comércio de escravos árabe ou islâmico durou muito mais tempo que o comércio de escravos do Atlântico ou da Europa: "Começou em meados do século VII e sobrevive hoje na Mauritânia e no Sudão. Com o comércio islâmico de escravos, estamos falando de 14 séculos em vez de quatro". Além disso, "enquanto a proporção de gêneros de escravos no comércio do Atlântico era de dois homens para cada mulher, no comércio islâmico, era duas mulheres para cada homem", segundo Ronald Segal.

### Comércio de escravos do EIIL
De acordo com relatos da mídia do final de 2014, o Estado Islâmico do Iraque e do Levante (EIIL) vendiam mulheres yazidi e cristãs como escravas. De acordo com Haleh Esfandiari, do Woodrow Wilson International Center for Scholars, depois que os militantes do ISIL capturavam uma área "[eles] geralmente levam as mulheres mais velhas para um mercado de escravos improvisado e tentam vendê-las". Em meados de outubro de 2014, a ONU estimou que 5 mil a 7 mil mulheres e crianças yazidi foram sequestradas pelo EIIL e vendidas como escravas. Na revista digital Dabiq, o EIIL alegou justificativa religiosa para escravizar as mulheres yazidi, que elas consideram pertencentes a uma seita herética. O EIIL afirmou que os yazidi são adoradores de ídolos e sua escravização faz parte da antiga prática sharia de espólios de guerra. Segundo o The Wall Street Journal, o EIIL apela a crenças apocalípticas e reivindica "justificação por um Hadith que eles interpretam como retratando o renascimento da escravidão como precursor do fim do mundo".
O EIIL anunciou o renascimento da escravidão como instituição. Em 2015, os preços oficiais de escravos estabelecidos pelo ISIL foram os seguintes:
- Crianças de 1 a 9 anos foram vendidas por 200 mil dinares (US$ 169).
- Mulheres e crianças de 10 a 20 anos por 150 mil dinares (US$ 127).
- Mulheres de 20 a 30 anos por 100 mil dinares (US$ 85).
- Mulheres de 30 a 40 anos custam 75 mil dinares (US$ 63).
- Mulheres de 40 a 50 anos por 50 mil dinares (US$42).

No entanto, alguns escravos foram vendidos por apenas um maço de cigarros. Escravos sexuais foram vendidos para a Arábia Saudita, outros estados do Golfo Pérsico e Turquia.

## Ásia

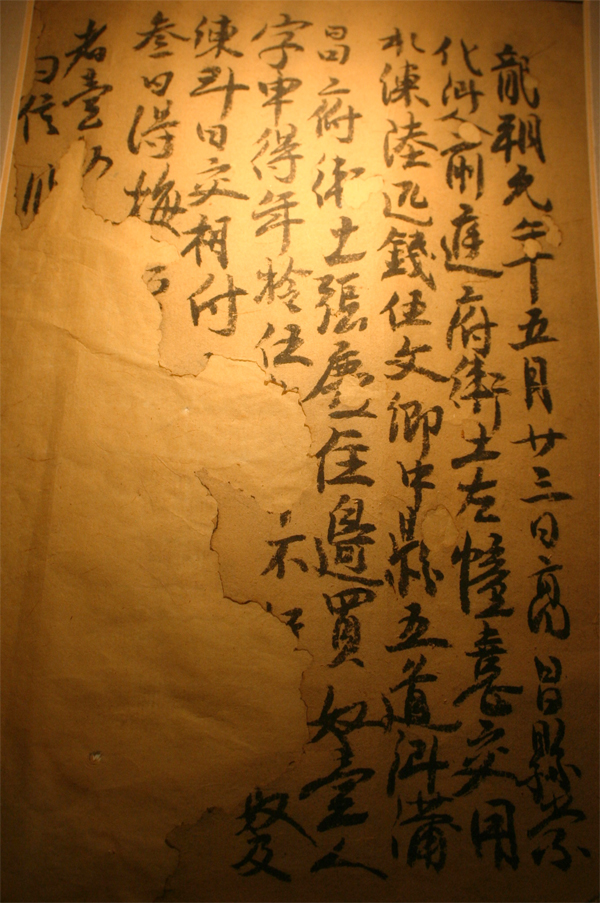
Um contrato da dinastia Tangue que registra a compra de um escravo de 15 anos por seis fusos de seda lisa e cinco moedas chinesas

A escravidão existiu em toda a Ásia e formas de escravidão ainda existem hoje.

### Era clássica

#### Índia Antiga
Os estudiosos divergem quanto à existência ou não de escravos e a instituição da escravidão na Índia antiga. Essas palavras em inglês não têm equivalente direto universalmente aceito em sânscrito ou em outras línguas indianas, mas alguns estudiosos traduzem a palavra dasa, mencionada em textos como Manu Smriti, como escravos. Historiadores antigos que visitaram a Índia oferecem as intuições mais próximos da natureza da sociedade indiana e da escravidão em outras civilizações antigas. Por exemplo, o historiador grego Arriano, que relatou a Índia na época de Alexandre, o Grande, escreveu em seu Indika, 
Os indianos não usem nem mesmo estrangeiros como escravos, muito menos um compatriota deles próprios.
— Indika de Arriano

#### China Antiga
- Dinastia Qin (221–206 a.C.) Os homens condenados à castração tornaram-se escravos eunucos do estado da dinastia Qin e, como resultado, eram obrigados a fazer trabalho forçado, em projetos como o Exército de Terracota.[254] O governo Qin confiscava a propriedade e escravizava as famílias daqueles que recebiam a castração como punição por estupro.[255]
  - Os escravos eram privados de seus direitos e conexões com suas famílias.[256]
- Dinastia Han (206 BC–220 AD) Um dos primeiros atos do imperador Gao foi libertar da escravidão os trabalhadores agrícolas que foram escravizados durante o período dos Reinos Combatentes, embora os servos domésticos mantivessem seu status.
  - Homens punidos com castração durante a dinastia Han também eram usados como trabalho escravo.[257]
  - Derivando das leis legalistas anteriores, a dinastia Han estabeleceu regras de que a propriedade e as famílias de criminosos em regime de três anos de trabalho duro ou condenados à castração deveriam ter suas famílias apreendidas e mantidas como propriedade pelo governo.[258]

Durante o longo domínio chinês do Vietnã de um milênio, o Vietnã foi uma grande fonte de meninas escravas usadas como escravas sexuais na China. As meninas escravas do Vietnã foram erotizadas até na poesia da dinastia Tang.

### Idade Média e Era Moderna

#### Subcontinente Indiano
As invasões islâmicas, a partir do século VIII, também resultaram em centenas de milhares de indianos escravizados pelos exércitos invasores, sendo um dos primeiros os exércitos do comandante omíada Muhammad bin Qasim. Qutb-ud-din Aybak, um escravo turco de Muizadim Maomé subiu ao poder após a morte de seu mestre. Por quase um século, seus descendentes governaram o centro-norte da Índia na forma da Dinastia Escrava. Vários escravos também foram trazidos para a Índia pelos comércios do Oceano Índico; por exemplo, os sidis são descendentes de escravos bantus trazidos para a Índia por comerciantes árabes e portugueses.

Andre Wink resume a escravidão nas Índia dos séculos XVIII e IX da seguinte maneira:
(Durante a invasão de Muhammad al-Qasim), invariavelmente inúmeras mulheres e crianças foram escravizadas. As fontes insistem que agora, em conformidade com a lei religiosa, "o um quinto dos escravos e despojos" foram separados para o tesouro do califa e enviados para o Iraque e a Síria. O restante foi espalhado entre o exército do Islã. Em Rūr, 60 mil cativos aleatórios foram reduzidos à escravidão. Em Brahamanabad, 30 mil escravos foram supostamente capturados. Em Multan 6 mil. Ataques de captura de escravos continuaram a ser realizados durante todo o período omíada em Sindh, mas também muito mais a Hind, até Ujjain e Malwa. Os governadores abássidas invadiram Punjab, onde muitos prisioneiros e escravos foram tomados.
— Al Hind, André Wink
No início do século XI, Tarikh al-Yamini, o historiador árabe Al-Utbi registrou que em 1001 os exércitos de Mamude de Gázni conquistaram Pexauar e Uaiande (capital de Gandara) após a Batalha de Peshawar (1001) "no meio da terra do Hindustão", e capturou cerca de 100 mil jovens. Mais tarde, após sua décima segunda expedição à Índia em 1018–19, é relatado que Mamude retornou com um número tão grande de escravos que seu valor foi reduzido para apenas dois a dez dirrãs cada. Esse preço incomumente baixo fez, de acordo com Al-Utbi, "comerciantes [virem] de cidades distantes para comprá-los, de modo que os países da Ásia Central, Iraque e Khurasan foram inchados com eles, e o claro e o escuro, os ricos e os pobres, misturados em uma escravidão comum". Elliot e Dowson fazem referência a "quinhentos mil escravos, homens e mulheres bonitos". Mais tarde, durante o período do Sultanato de Déli (1206-1555), abundam as referências à disponibilidade abundante de escravos indianos de baixo preço. Levi atribui isso principalmente aos vastos recursos humanos da Índia, em comparação com seus vizinhos ao norte e oeste (a população mogol da Índia é aproximadamente 12 a 20 vezes a de Turã e Irã no final do século XVI).
A escravidão e a formação de impérios se vinculavam particularmente bem ao icta e é nesse contexto de expansão islâmica que a escravidão de elite foi encontrada mais tarde. Tornou-se o sistema predominante no norte da Índia no século XIII e manteve uma importância considerável no século XIV. A escravidão ainda era vigorosa em Bengala do século XV, enquanto após essa data mudou para o Decão, onde persistiu até o século XVII. Permaneceu presente em menor grau nas províncias mogóis durante todo o século XVII e teve um notável renascimento sob os afegãos no norte da Índia novamente no século XVIII.
— Al Hind, André Wink
O sultanato de Déli obteve milhares de escravos e servos de eunucos nas aldeias do leste de Bengala (prática generalizada que o imperador mongol Jahangir tentou mais tarde impedir). Guerras, fomes e pestes levaram muitos moradores a vender seus filhos como escravos. A conquista muçulmana de Gujarat no oeste da Índia teve dois objetivos principais. Os conquistadores exigiram e, com mais frequência, arrancaram à força as terras de propriedade de mulheres hindus e hindus. A escravização de mulheres invariavelmente levava à sua conversão ao Islã. Nas batalhas travadas pelos muçulmanos contra os hindus em Malua e no planalto de Decão, um grande número de cativos foi capturado. Os soldados muçulmanos foram autorizados a reter e escravizar prisioneiros de guerra como pilhagem.
O primeiro sultão bamani, Aladim Bamã Xá, capturou mil garotas cantantes e dançantes de templos hindus depois que ele lutou contra os chefes carnáticos do norte. Os últimos bamanis também escravizaram mulheres e crianças civis em guerras; muitos deles foram convertidos ao Islã em cativeiro. Sobre o Império Mogol, observou W.H. Moreland, "tornou-se moda invadir uma vila ou grupo de vilas sem qualquer justificativa óbvia e levar os habitantes como escravos".
Durante o governo de Xá Jeã, muitos camponeses foram obrigados a vender suas mulheres e filhos como escravos para atender à demanda de receita da terra. A escravidão foi abolida oficialmente na Índia britânica pelo Indian Slavery Act, 1843. No entanto, na Índia moderna, Paquistão e Nepal, existem milhões de trabalhadores em servidão, que trabalham como escravos para pagar dívidas.

#### China
A dinastia Tang comprou escravos ocidentais dos judeus radanitas. Os soldados e piratas chineses tang escravizaram coreanos, turcos, persas, indonésios e pessoas da Mongólia Interior, Ásia Central e norte da Índia. A maior fonte de escravos provinha das tribos do sul, incluindo tailandeses e aborígines das províncias do sul de Fujian, Guangdong, Guangxi e Guizhou. Malaios, khmers, índios e negros africanos também foram comprados como escravos na dinastia Tang. A escravidão prevaleceu até o final do século XIX e o início do XX na China. Todas as formas de escravidão são ilegais na China desde 1910.

#### Japão
A escravidão no Japão foi, durante a maior parte de sua história, indígena, uma vez que a exportação e importação de escravos foi restringida pelo fato de o Japão ser um grupo de ilhas. No Japão do final do século XVI, a escravidão foi oficialmente proibida; mas as formas de contrato e trabalho forçado persistiram ao longo dos códigos penais de trabalho forçado do período. Durante a Segunda Guerra Sino-Japonesa e a Guerra do Pacífico, os militares japoneses usaram milhões de civis e prisioneiros de guerra de vários países como trabalhadores forçados.

#### Coreia
Segundo o historiador de estudos coreanos Mark Peterson, a Coreia tem a mais longa cadeia ininterrupta de escravidão de qualquer sociedade na história (abrangendo cerca de 1 500 anos), o que ele atribui a uma longo período de transições pacíficas e sociedades estáveis na península. Ela foi descrita como "muito importante na Coreia medieval, provavelmente mais importante do que em qualquer outro país do Leste Asiático, mas, no século XVI, o crescimento populacional tornou-a desnecessária". A escravidão foi abolida oficialmente com a Reforma Gabo de 1894. Durante o período Joseon, em tempos de baixa colheita e fome, muitos camponeses voluntariamente se venderam ao sistema nobi para sobreviver.
Atualmente, a Coreia do Norte está classificada como a mais alta do mundo em termos de porcentagem da população em escravidão moderna (via trabalho forçado), com cerca de 1.100.000 de pessoas ou 10,4% escravizados de acordo com o Índice Global de Escravidão de 2018 da Walk Free Foundation. A Coreia do Norte é o único país do mundo que não criminalizou explicitamente nenhuma forma de escravidão moderna.

#### Sudeste da Ásia
No Sudeste da Ásia, havia uma grande classe de escravos no Império Khmer, que construiu os monumentos duradouros em Angkor Wat e fez a maior parte do trabalho pesado. Entre o século XVII e o início do XX, um quarto a um terço da população de algumas áreas da Tailândia e Birmânia eram escravos. No século XIX, o Butão havia desenvolvido um comércio de escravos com Siquim e Tibete, também escravizando súditos e brâmanes britânicos. Segundo a Organização Internacional do Trabalho (OIT), durante o início do século XXI, estima-se que 800 mil pessoas estejam sujeitas a trabalho forçado em Mianmar.
A escravidão nas Filipinas pré-espanholas era praticada pelos povos austronésios tribais que habitavam as ilhas culturalmente diversas. Os estados muçulmanos vizinhos realizaram ataques de escravos entre 1600 e 1800 em áreas costeiras do Golfo da Tailândia e das ilhas Filipinas. Os escravos da sociedade toraja, na Indonésia, eram propriedade da família. As pessoas se tornariam escravas quando se endividassem. Os escravos também podiam ser capturados durante as guerras, e o comércio de escravos era comum. Escravos torajanos foram vendidos e enviados para Java e Sião. Os escravos podiam comprar sua liberdade, mas seus filhos ainda herdavam o status de escravos. A escravidão foi abolida em 1863 em todas as colônias holandesas.

## Europa

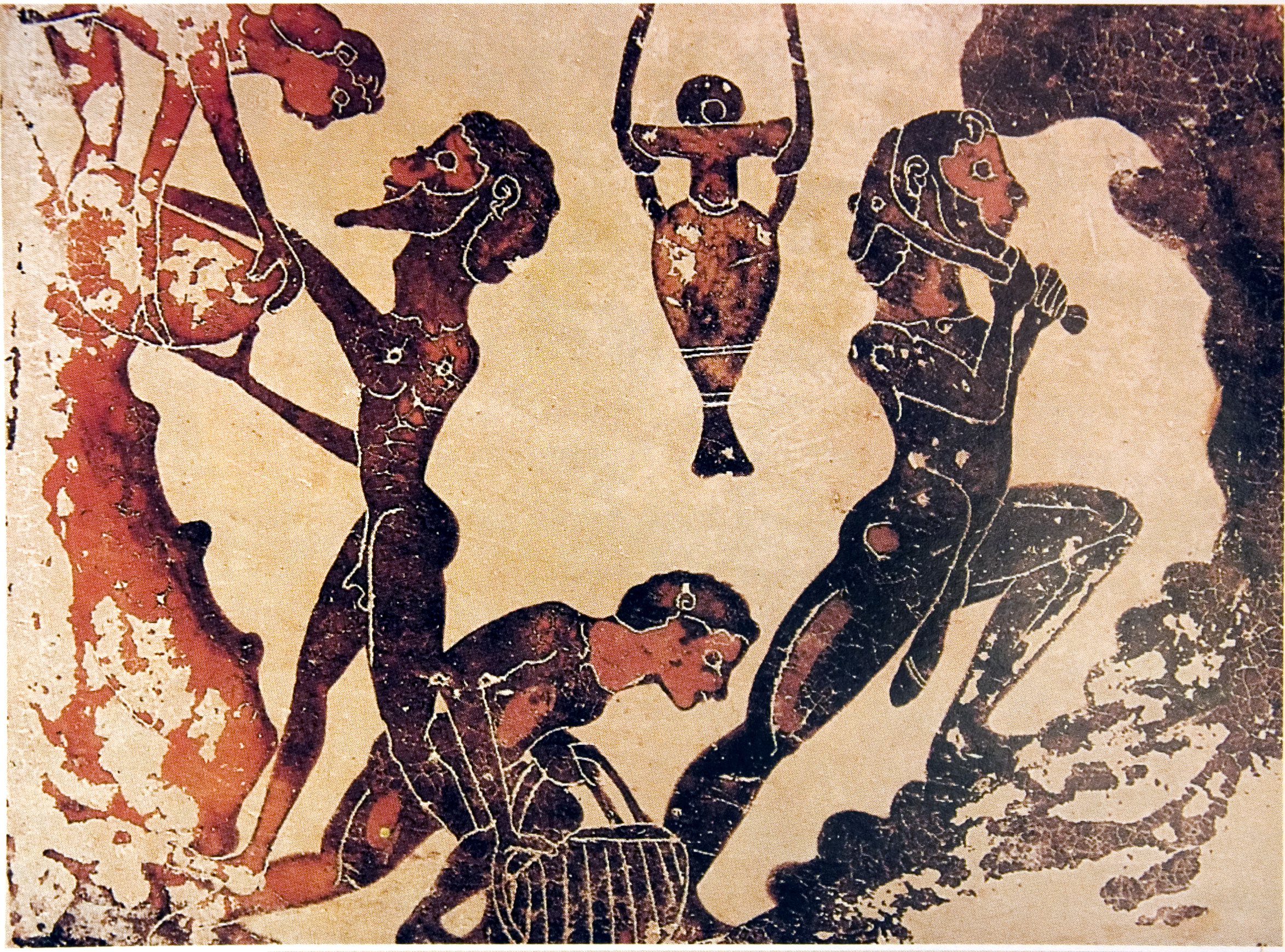
Escravos trabalhando em uma mina. Grécia Antiga

### Era clássica

#### Grécia Antiga
Os registros de escravidão na Grécia Antiga remontam à Grécia micênica. As origens não são conhecidas, mas parece que a escravidão se tornou uma parte importante da economia e da sociedade somente após o estabelecimento das cidades. A escravidão era prática comum e um componente integrante da Grécia antiga, como era em outras sociedades da época, incluindo o antigo Israel. Estima-se que em Atenas, a maioria dos cidadãos possuísse pelo menos um escravo. A maioria dos escritores antigos considerava a escravidão não apenas natural, mas necessária, mas alguns debates isolados começaram a aparecer, notadamente nos diálogos socráticos. Os estoicos produziram a primeira condenação à escravidão registrada na história.
Durante os séculos XVIII e XVII a.C., no decorrer das duas guerras messênias, os espartanos reduziram toda uma população a uma pseudo-escravidão chamada hilotismo. Segundo Heródoto (IX, 28-29), os hilotas eram sete vezes mais numerosos que os espartanos. Depois de várias revoltas hilotas por volta do ano 600 a.C, os espartanos reestruturaram sua cidade-estado de acordo com linhas autoritárias, pois os líderes decidiram que somente ao transformar sua sociedade em um campo armado, poderiam esperar manter o controle sobre a população hilota numericamente dominante. Em algumas cidades-estados da Grécia Antiga, cerca de 30% da população consistia em escravos, mas o trabalho remunerado e o trabalho escravo parecem ter sido igualmente importantes. Acontecia na mais variada sorte de funções: os escravos podiam ser domésticos, podiam trabalhar no campo, nas minas, na força policial de arqueiros da cidade, podiam ser ourives, remadores de barco (galeotes), artesãos, etc. Para os gregos, tanto as mulheres como os escravos não possuíam direito de voto.

#### Roma
Os romanos herdaram a instituição da escravidão dos gregos e dos fenícios. À medida que a República Romana se expandia, escravizava populações inteiras, garantindo assim um amplo suprimento de trabalhadores para trabalhar nas fazendas, pedreiras e casas de Roma. As pessoas submetidas à escravidão romana vinham de toda a Europa e do Mediterrâneo. Essa opressão de uma minoria de elite acabou levando a revoltas de escravos; a Terceira Guerra Servil liderada por Espártaco foi a mais famosa e grave. Gregos, berberes, alemães, britânicos, eslavos, trácios, gauleses (ou celtas), judeus, árabes e muitos outros grupos étnicos foram escravizados para serem usados para trabalho e também para diversão (por exemplo, gladiadores e escravos sexuais). Se um escravo fugisse, era provável que fosse crucificado.
O impacto geral da escravidão na genética italiana foi insignificante, porque os escravos importados na Itália eram europeus nativos e muito poucos, se algum deles, tinham origem extra-europeia. Isso foi confirmado por análises bioquímicas recentes de 166 esqueletos de três cemitérios da era imperial que não eram de elite nas proximidades de Roma (onde vivia a maior parte dos escravos), mostrando que apenas 1 indivíduo definitivamente veio de fora da Europa (norte) e possivelmente outros 2, mas os resultados são inconclusivos. No resto da península italiana, a quantidade de escravos não europeus era definitivamente muito menor do que isso.

#### Tribos celtas
Tribos celtas da Europa são registradas por várias fontes romanas como proprietárias de escravos. A extensão da escravidão na Europa pré-histórica, no entanto, não é bem conhecida.

### Idade Média
O caos da invasão e da guerra frequente também resultou em partes vitoriosas que tomaram escravos por toda a Europa no início da Idade Média. São Patrício, ele próprio capturado e vendido como escravo, protestou contra um ataque que escravizou os cristãos recém-batizados em sua "Carta aos Soldados de Coroticus". Como uma mercadoria comumente comercializada, como o gado, os escravos puderam se tornar uma forma de moeda interna ou transfronteiriça. A escravidão durante o início da Idade Média teve várias fontes distintas.
Os viquingues invadiram a Europa, mas tomaram o maior número de escravos em ataques nas Ilhas Britânicas e no Leste Europeu. Enquanto os viquingues mantinham alguns escravos como servos, conhecidos como thralls, eles vendiam a maioria dos cativos nos mercados bizantino ou islâmico. No Oeste, suas populações-alvo eram principalmente inglesas, irlandesas e escocesas, enquanto no Leste eram principalmente eslavos. O comércio de escravos viquingues terminaram lentamente no século XI, quando os viquingues se estabeleceram nos territórios europeus que haviam invadido uma vez. Eles converteram servos ao cristianismo e se fundiram com a população local.
Na Europa central, especificamente o Sacro Império Romano Franco/Alemão de Carlos Magno, as incursões e guerras ao leste geravam um suprimento constante de escravos dos cativos eslavos dessas regiões. Devido à alta demanda por escravos nos ricos impérios muçulmanos do norte da África, Espanha e Oriente Próximo, especialmente por escravos de ascendência europeia, um mercado para esses escravos emergiu rapidamente. Tão lucrativo foi este mercado que gerou um boom econômico na Europa Central e Ocidental, hoje conhecida como Renascença Carolíngia. Esse período de expansão para os escravos se estendeu desde as primeiras conquistas muçulmanas até a Alta Idade Média, mas declinou na Idade Média posterior, com o declínio da Era de Ouro Islâmica.
A Espanha e Portugal medievais viram uma guerra quase constante entre muçulmanos e cristãos. Alandalus enviou expedições periódicas de invasão para saquear os reinos cristãos ibéricos, trazendo de volta espólio e escravos. Em uma incursão contra Lisboa, Portugal, em 1189, por exemplo, o califa almóada Abu Iúçufe Iacube Almançor (r. 19184–1199) levou três mil mulheres e crianças em cativeiro. Em um ataque subsequente a Silves, Portugal, em 1191, seu governador de Córdova levou 3 mil escravos cristãos.
As guerras bizantino-otomanas e as guerras otomanas na Europa resultaram na tomada de um grande número de escravos cristãos e no uso e venda deles também no mundo islâmico. Após a batalha de Lepanto, os vencedores libertaram aproximadamente 12 mil escravos de galera cristãos da frota otomana.
Da mesma forma, os cristãos venderam escravos muçulmanos capturados em guerra. A Ordem dos Cavaleiros de Malta atacou piratas e navios muçulmanos, e sua base tornou-se um centro de comércio de escravos, vendendo norte-africanos e turcos capturados. Malta permaneceu um mercado de escravos até o final do século XVIII. Mil escravos eram necessários para tripular as galés (navios) da Ordem.
A Polônia proibiu a escravidão no século XV; na Lituânia, a escravidão foi formalmente abolida em 1588; a instituição foi substituída pela segunda servidão. A escravidão permaneceu uma instituição menor na Rússia até 1723, quando Pedro, o Grande converteu os escravos domésticos em servos domésticos. Escravos agrícolas russos foram formalmente convertidos em servos no início, em 1679. Os servos e kholops russos que escaparam formaram comunidades autônomas nas estepes do sul, onde ficaram conhecidos como cossacos (que significa "fora da lei").

#### Ilhas Britânicas
A captura em guerra, a servidão voluntária e a escravidão por dívidas tornaram-se comuns nas Ilhas Britânicas antes de 1066. Os escravos eram rotineiramente comprados e vendidos. Fugir também era comum e a escravidão nunca foi um fator econômico importante nas Ilhas Britânicas durante a Idade Média. A Irlanda e a Dinamarca forneceram mercados para escravos anglo-saxões e celtas capturados. O papa Gregório I fez o trocadilho Non Angli, sed Angeli ("Não Anglos, mas anjos"), após uma resposta à sua pergunta sobre a identidade de um grupo de crianças escravas anglas de cabelos louros que ele havia observado no mercado. Após a conquista normanda, a lei deixou de apoiar a escravidão e os escravos se tornaram parte do corpo maior de servos.

#### Piratas da Barbária e corsários de Malta

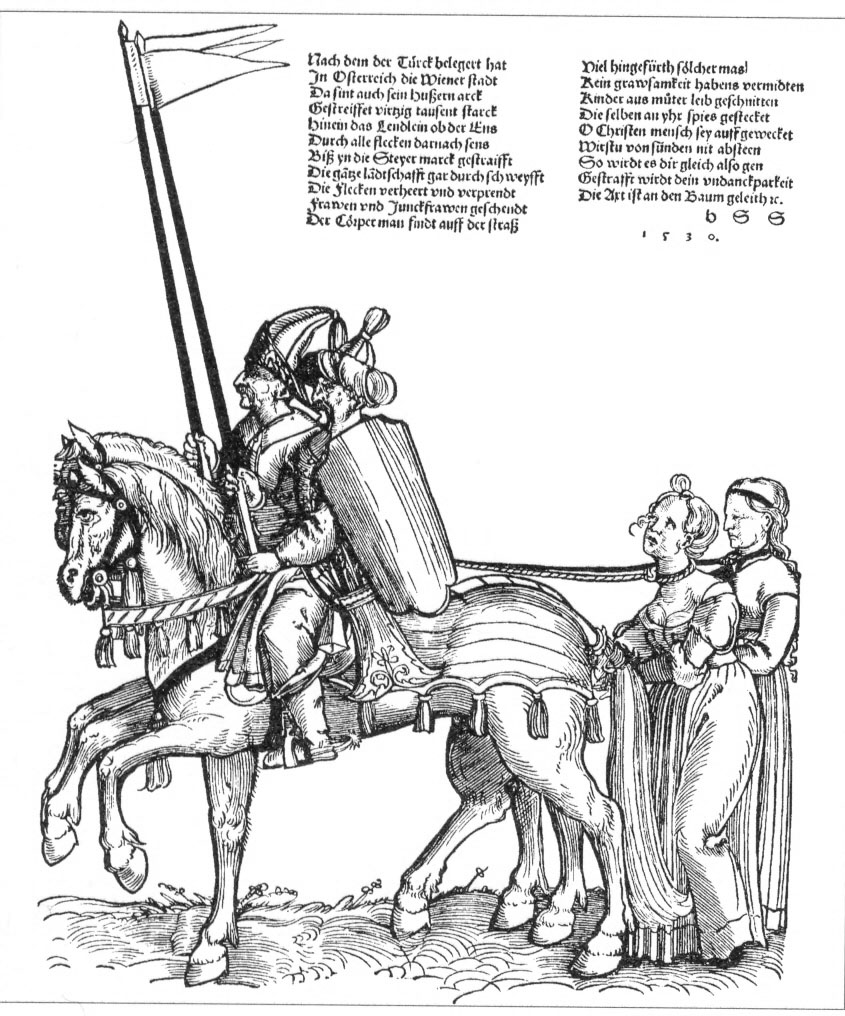
Os avanços otomanos resultaram em muitos cristãos em cativeiro sendo levados profundamente ao território muçulmano

Piratas barbarescos e corsários malteses atacavam escravos e compravam escravos de comerciantes europeus, geralmente os radanitas, um dos poucos grupos que podiam se mover facilmente entre os mundos cristão e islâmico.

#### Gênova e Veneza
No final da Idade Média, de 1100 a 1500, o comércio de escravos europeu continuou, embora com uma mudança de centro das nações islâmicas do Mediterrâneo Ocidental para os estados cristãos e muçulmanos orientais. As cidades-estado de Veneza e Gênova controlavam o Mediterrâneo Oriental a partir do século XII e o Mar Negro a partir do XIII. Vendiam ambos escravos eslavos e bálticos, além de georgianos, turcos e outros grupos étnicos do mar Negro e do Cáucaso. A venda de escravos europeus pelos europeus terminou lentamente quando os grupos étnicos eslavos e bálticos se cristianizaram no final da Idade Média.
Dos anos 1440 ao século XVIII, europeus da Itália, Espanha, Portugal, França e Inglaterra foram vendidos como escravos pelos norte-africanos, como descrito no livro "Christian Slaves, Muslim Masters". O mesmo livro afirma que "a escravidão branca havia sido minimizada ou ignorada porque os acadêmicos preferiam tratar os europeus como colonialistas maus, e não como vítimas" e provavelmente superestima o número de escravos capturados. Em 1575, os tártaros capturaram mais de 35 mil ucranianos; um ataque de 1676 levou quase 40 mil. Cerca de 60 mil ucranianos foram capturados em 1688; alguns foram resgatados, mas a maioria foi vendida como escrava. Alguns romani foram escravizados durante cinco séculos na Romênia até a abolição em 1864.

#### Mongóis

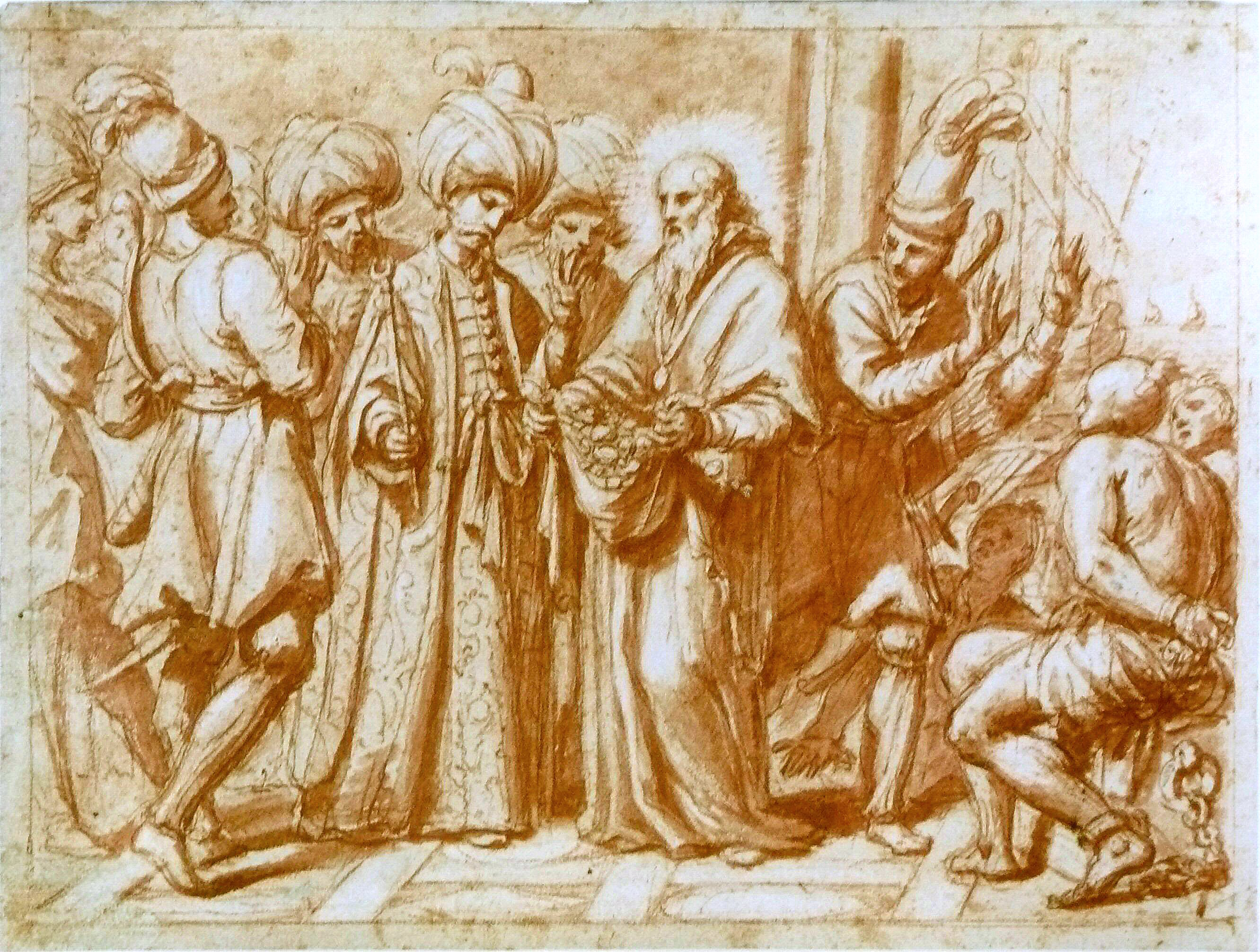
Giovanni Maria Morandi, O resgate de escravos cristãos mantidos em mãos turcas, século XVII

As invasões mongóis e conquistas no século XIII também resultaram na leva de numerosos cativos à escravidão. Os mongóis escravizaram indivíduos qualificados, mulheres e crianças e os marcharam para Caracórum ou Sarai, de onde eram vendidos em toda a Eurásia. Muitos desses escravos foram enviados para o mercado de escravos em Novgorod.
O comércio de escravos durante o final da Idade Média estava principalmente nas mãos de comerciantes e cartéis venezianos e genoveses, envolvidos no comércio de escravos com a Horda Dourada. Em 1382, a Horda Dourada sob o cã Toquetamis saqueou Moscou, queimando a cidade e levando milhares de habitantes como escravos. Entre 1414 e 1423, cerca de 10 mil escravos leste-europeus foram vendidos em Veneza. Os comerciantes genoveses organizaram o comércio de escravos da Crimeia ao Egito mameluco. Durante anos, os canatos de Cazã e Astracã rotineiramente fizeram incursões aos principados russos por escravos e para saquear cidades. Crônicas russas registram cerca de 40 ataques de cãs cazãs nos territórios russos na primeira metade do século XVI.
Em 1441, Haci I Giray declarou independência da Horda Dourada e estabeleceu o Canato da Crimeia. Por um longo período, até o início do século XVIII, o canato manteve um extenso comércio de escravos com o Império Otomano e o Oriente Médio. Em um processo chamado "colheita das estepes", eles escravizaram muitos camponeses eslavos. Cerca de 30 grandes ataques tártaros foram registrados   nos territórios moscovitas entre 1558 e 1596.
Moscou foi repetidamente um alvo. Em 1521, as forças combinadas do cã crimeio Mehmed Giray e seus aliados de Kazan atacaram a cidade e capturaram milhares de escravos. Em 1571, os tártaros da Crimeia atacaram e saquearam Moscou, queimando tudo, menos o Kremlin, e levando milhares de cativos como escravos. Na Crimeia, cerca de 75% da população consistia em escravos.

#### Os viquingues e a Escandinávia
Na Era Viquingue, iniciada por volta de 793, os invasores nórdicos frequentemente capturavam e escravizavam povos militarmente mais fracos que encontravam. Os países nórdicos chamavam seus escravos de thralls ( nórdico antigo: Þræll). Os escravos eram principalmente da Europa Ocidental, entre eles muitos francos, frísios, anglo-saxões e celtas irlandeses e britanos. Muitos escravos irlandeses viajaram em expedições para a colonização da Islândia. Os nórdicos também tomaram escravos alemães, bálticos, eslavos e latinos. O comércio de escravos foi um dos pilares do comércio nórdico durante os séculos VI ao XI. O viajante persa do século X, Ibne Rusta, descreveu como os viquingues suecos, os varegues ou os russos, aterrorizaram e escravizaram os eslavos em seus ataques ao longo do rio Volga. O sistema thrall foi finalmente abolido em meados do século XIV na Escandinávia.

### Era moderna

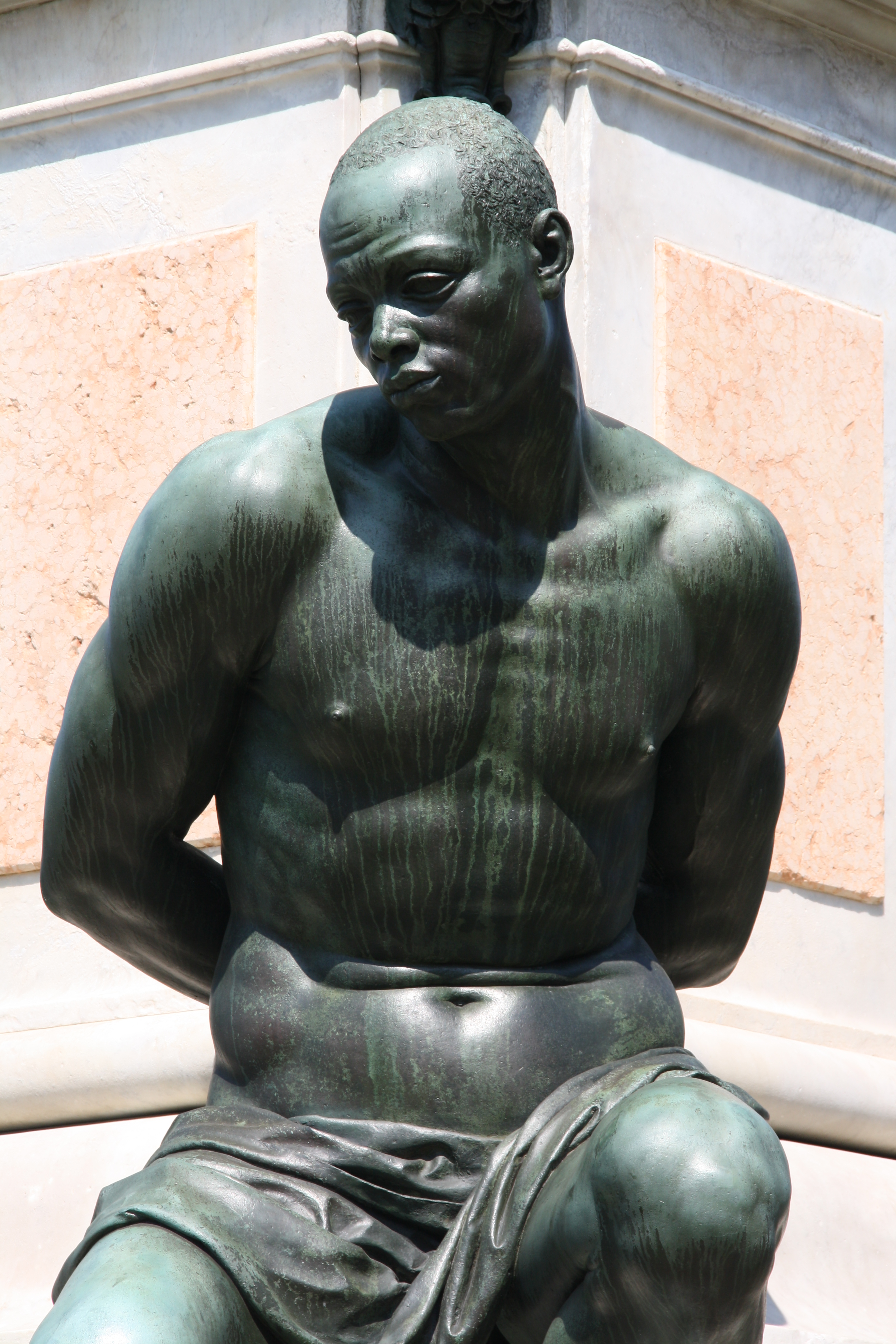
Um dos quatro escravos acorrentados retratados na parte inferior do Monumento dos Quatro Mouros do século XVII em Livorno, Itália

As potências do Mediterrâneo frequentemente sentenciavam criminosos condenados a remar nas galés de guerra do estado (inicialmente apenas em tempos de guerra). Após a revogação do edito de Nantes em 1685 e a rebelião camisarda, a coroa francesa encheu suas galés com huguenotes franceses, protestantes condenados por resistirem ao estado. Os escravos de galé viviam e trabalhavam em condições tão severas que muitos não sobreviviam a seus termos de sentença, mesmo que sobrevivessem a naufrágios, matadouros ou torturas nas mãos de inimigos ou piratas. Forças navais frequentemente transformavam prisioneiros de guerra "infiéis" em escravos de galera. Várias figuras históricas bem conhecidas serviram como escravos da galé depois de serem capturadas pelo inimigo - o corsário e almirante otomano Dragute Arrais e o grão-mestre dos Cavaleiros Hospitalários Jean Parisot de la Valette.
A Dinamarca-Noruega foi o primeiro país europeu a proibir o comércio de escravos. Isso aconteceu com um decreto emitido pelo rei Cristiano VII da Dinamarca em 1792, que entraria em vigor em 1803. A escravidão como instituição não foi proibida até 1848. Naquela época, a Islândia fazia parte da Dinamarca-Noruega, mas o comércio de escravos havia sido abolido na Islândia em 1117 e nunca havia sido restabelecido.
A escravidão na República Francesa foi abolida em 4 de fevereiro de 1794, inclusive em suas colônias. A longa revolução haitiana por seus escravos e pessoas livres de cor estabeleceu o Haiti como uma república livre em 1804, governada por negros, a primeira de seu tipo. Na época da revolução, o Haiti era conhecido como Saint-Domingue e era uma colônia da França. Napoleão Bonaparte desistiu do Haiti em 1803, mas restabeleceu a escravidão em Guadalupe e Martinica em 1804, a pedido de plantadores das colônias do Caribe. A escravidão foi abolida permanentemente no império francês durante a Revolução Francesa de 1848.

#### Portugal

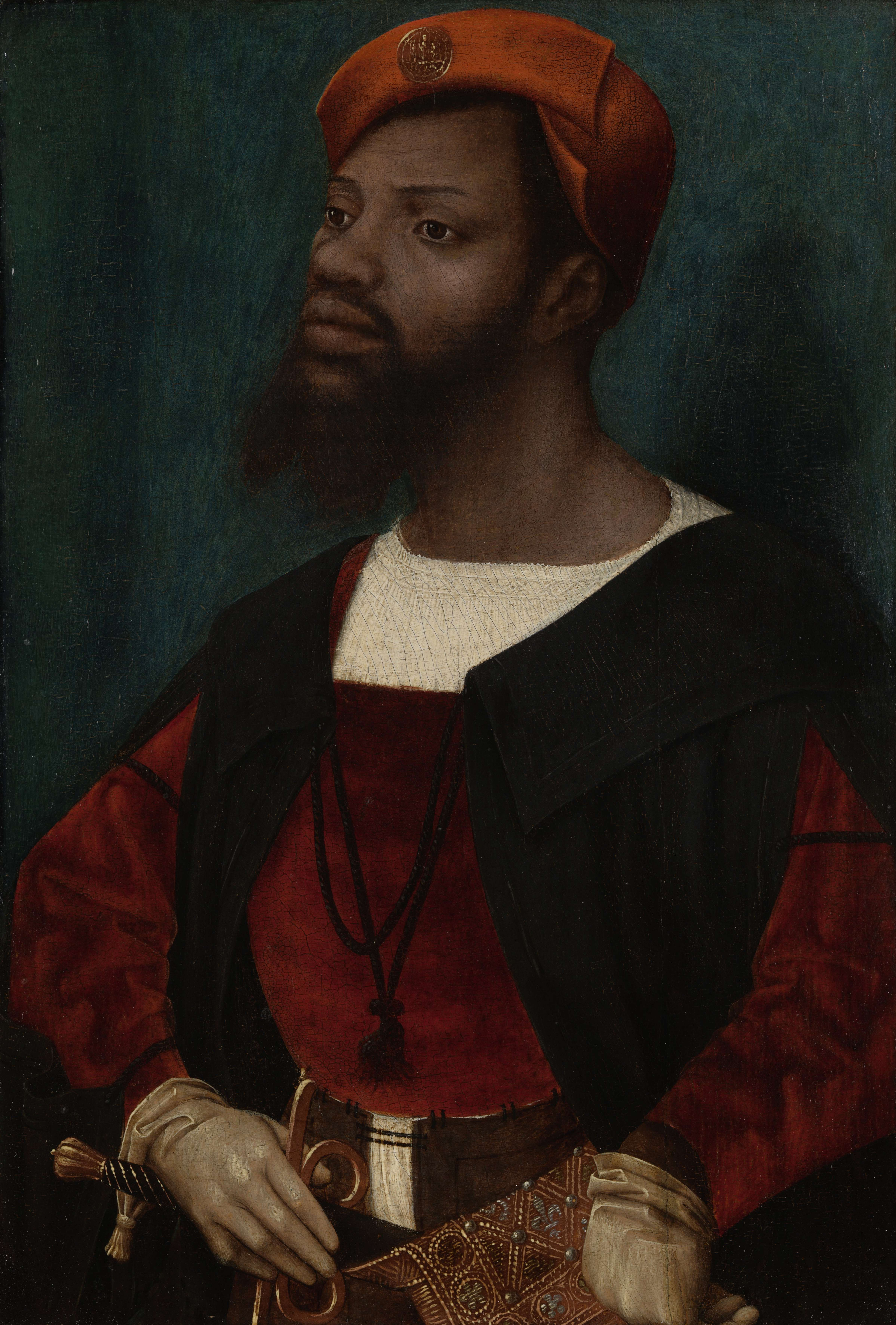
Retrato de um homem africano, c. 1525-1530. A insígnia em seu chapéu alude a possíveis origens espanholas ou portuguesas

A exploração portuguesa da costa africana do século XV é comumente considerada o prenúncio do colonialismo europeu. Em 1452, o Papa Nicolau V emitiu a bula papal Dum Diversas, concedendo a Afonso V de Portugal o direito de reduzir quaisquer "sarracenos, pagãos e outros incrédulos" à escravidão hereditária que legitimava o comércio de escravos sob as crenças católicas da época. Essa aprovação da escravidão foi reafirmada e ampliada em sua bula Romanus Pontifex de 1455. Essas bulas papais passaram a servir de justificativa para a era subsequente do comércio de escravos e do colonialismo europeu. Embora por um curto período como em 1462, Pio II declarou a escravidão como "um grande crime". Os seguidores da igreja da Inglaterra e protestantes não usaram a bula papal como justificativa. A posição da igreja era condenar a escravidão dos cristãos, mas a escravidão era considerada uma antiga instituição estabelecida e necessária, que fornecia à Europa a força de trabalho necessária. No século XVI, os escravos africanos haviam substituído quase todas as outras etnias e grupos religiosos escravizados na Europa. Dentro do território português do Brasil, e mesmo além de suas fronteiras originais, a escravização dos nativos americanos era realizada pelos bandeirantes.
Entre muitos outros mercados europeus de escravos, Gênova e Veneza foram alguns mercados conhecidos, cuja importância e demanda cresceram após a grande peste do século XIV que dizimou grande parte da força de trabalho europeia. A cidade marítima de Lagos, Portugal, foi o primeiro mercado de escravos criado em Portugal para a venda de escravos africanos importados, o Mercado de Escravos, que foi inaugurado em 1444. Em 1441, os primeiros escravos foram trazidos para Portugal do norte da Mauritânia. O príncipe Henrique, o Navegador, principal patrocinador das expedições africanas portuguesas, como qualquer outra mercadoria, tributou um quinto do preço de venda dos escravos importados para Portugal. Até o ano de 1552, os escravos africanos representavam 10% da população de Lisboa. Na segunda metade do século XVI, a Coroa desistiu do monopólio do comércio de escravos e o foco do comércio europeu de escravos africanos mudou da importação para a Europa para o transporte de escravos diretamente para as colônias tropicais nas Américas - no caso de Portugal, principalmente o Brasil. No século XV, um terço dos escravos foi revendido ao mercado africano em troca de ouro. A importação de escravos negros foi proibida em Portugal continental em 1761, ao mesmo tempo que, com o patrocínio do Marquês de Pombal, se reforçava o tráfico negreiro para o Brasil, que atingiu números recorde. Foi finalmente abolida em todo território português em 1869. Somente entre 1757 e 1777, foram importados um total de 25 365 escravos negros para o Pará e Maranhão, vindos dos portos oeste-africanos. 

#### Espanha

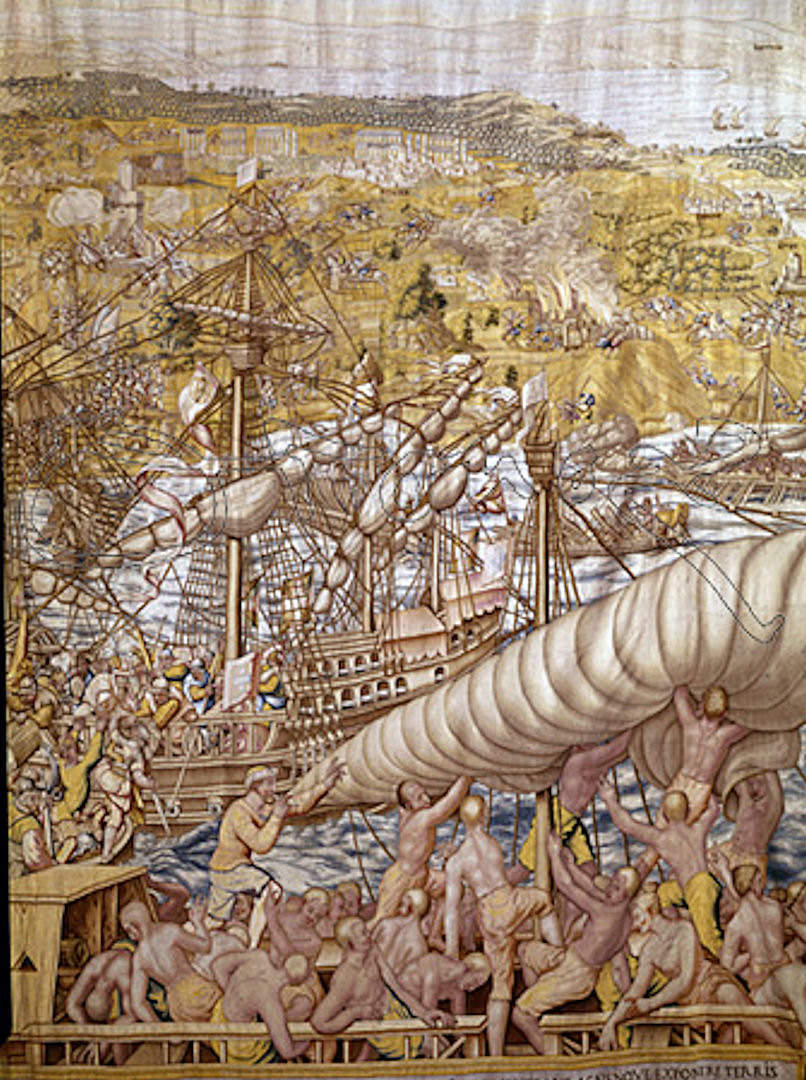
O imperador Carlos V capturou Túnis em 1535, libertando 20 mil escravos cristãos

Os espanhóis foram os primeiros europeus a usar escravos africanos no Novo Mundo em ilhas como Cuba e Hispaniola, devido à escassez de mão-de-obra causada pela propagação de doenças, e assim os colonos espanhóis gradualmente se envolveram no comércio de escravos no Atlântico. Os primeiros escravos africanos chegaram a Hispaniola em 1501; em 1517, os nativos haviam sido "praticamente aniquilados" principalmente por doenças. O problema da justiça da escravidão dos nativos americanos era uma questão fundamental para a coroa espanhola. Foi Carlos V quem deu uma resposta definitiva a esse assunto complicado e delicado. Para esse fim, em 25 de novembro de 1542, o Imperador aboliu a escravidão por decreto em suas Leis Novas. Esse projeto foi baseado nos argumentos apresentados pelos melhores teólogos e juristas espanhóis que foram unânimes na condenação de tal escravidão como injusta; eles a declararam ilegítima e a proibiram da América - não apenas a escravidão dos espanhóis sobre os nativos - mas também o tipo de escravidão praticada entre os próprios nativos. Assim, a Espanha se tornou o primeiro país a abolir oficialmente a escravidão.
No entanto, nas colônias espanholas de Cuba e Porto Rico, onde a produção de cana-de-açúcar era altamente lucrativa com base no trabalho escravo, a escravidão africana persistiu até 1873 em Porto Rico "com provisões para períodos de aprendizado", e 1886 em Cuba.

#### Países Baixos
Embora a escravidão fosse ilegal na Holanda, ela floresceu em todo o Império Holandês nas Américas, África, Ceilão e Indonésia. A Costa Escrava Holandesa (holandês: Slavenkust) se referia aos postos comerciais da Companhia Holandesa das Índias Ocidentais na Costa dos Escravos, que se encontra nos contemporâneos Gana, Benim, Togo e Nigéria. Inicialmente, os holandeses enviaram escravos para o norte do Brasil e, durante a segunda metade do século XVII, tinham um controle no comércio para as colônias espanholas. O Suriname e a Guiana de hoje se tornaram mercados importantes no século XVIII. Entre 1612 e 1872, os holandeses operaram em cerca de 10 fortalezas ao longo da Costa do Ouro (hoje Gana), de onde os escravos eram enviados através do Atlântico. O envolvimento holandês na Costa Escrava aumentou com o estabelecimento de um posto comercial em Offra em 1660. Willem Bosman escreve em seu Nauwkeurige beschrijving van de Guinese Goud- Tand- en Slavekust (1703) que Allada também era chamada de Grand Ardra, sendo a prima maior de Pequena Ardra, também conhecida como Offra. A partir de 1660, a presença holandesa em Allada e especialmente Offra tornou-se mais permanente. Um relatório deste ano afirma postos de comércio holandeses, além de Allada e Offra, na Cidade do Benim, Grande Popô e Savi.
O posto comercial de Offra logo se tornou o escritório holandês mais importante da Costa dos Escravos. De acordo com um relatório de 1670, anualmente eram transportados de 2,5 mil a 3 mil escravos de Offra para as Américas. Esses números só eram viáveis em tempos de paz e diminuíram em tempos de conflito. A partir de 1688, a luta entre o rei Aja de Allada e os povos das regiões costeiras impediu o fornecimento de escravos. A Companhia Holandesa das Índias Ocidentais escolheu o lado do rei Aja, fazendo com que o escritório de Offra fosse destruído pelas forças opostas em 1692. Em 1650, os holandeses tinham o comércio de escravos preeminente na Europa e no Sudeste Asiático. Mais tarde, o comércio mudou para Ouidah. Por instigação do governador-geral da Costa do Ouro Neerlandesa, Willem de la Palma, Jacob van den Broucke foi enviado em 1703 como "opperkommies" (comerciante chefe) para o posto comercial holandês de Ouidah, que segundo fontes foi estabelecido por volta de 1670. A agitação política fez com que os holandeses abandonassem seu posto comercial em Ouidah em 1725 e depois se mudaram para Jaquim, local em que construíram o Forte Zeelandia. O chefe do posto, Hendrik Hertog, tinha reputação de ser um bem sucedido comerciante de escravos. Na tentativa de estender sua área comercial, Hertog negociou com tribos locais e se misturou a lutas políticas locais. Ele tomou partido da parte errada, no entanto, levando a um conflito com o diretor-geral Jan Pranger e ao seu exílio na ilha de Appa em 1732. O posto comercial holandês nesta ilha foi estendido como o novo centro do comércio de escravos. Em 1733, Hertog retornou a Jaquim, desta vez estendendo o posto comercial para o Forte Zeelandia. O renascimento do comércio de escravos em Jaquim foi apenas temporário, pois seus superiores na Companhia das Índias Ocidentais holandesas notaram que os escravos de Hertog eram mais caros do que na Costa do Ouro. A partir de 1735, Elmina tornou-se o local preferido para o comércio de escravos. Em 1778, estimava-se que os holandeses estavam enviando aproximadamente 6 mil africanos para escravização nas Índias Ocidentais holandesas a cada ano. A escravidão também caracterizou as posses holandesas na Indonésia, Ceilão e África do Sul, onde os indonésios fizeram uma contribuição significativa para a população de cor do Cabo daquele país. A parte holandesa no comércio de escravos no Atlântico é estimada em 5% a 7%, pois eles enviaram entre 550 mil e 600 mil escravos africanos através do Atlântico, dos quais cerca de 75 mil morreram a bordo antes de chegarem a seus destinos. De 1596 a 1829, os comerciantes holandeses venderam 250 mil escravos nas Guianas holandesas, 142 mil nas ilhas holandesas do Caribe e 28 mil no Brasil holandês. Além disso, dezenas de milhares de escravos, principalmente da Índia e alguns da África, foram transportados para as Índias Orientais Holandesas. A Holanda foi um dos últimos países a abolir a escravidão em 1863. Embora a decisão tenha sido tomada em 1848, a lei levou muitos anos para ser implementada. Além disso, os escravos no Suriname seriam totalmente livres apenas em 1873, uma vez que a lei estipulava que haveria uma transição obrigatória de 10 anos.

#### Corsários da Barbária

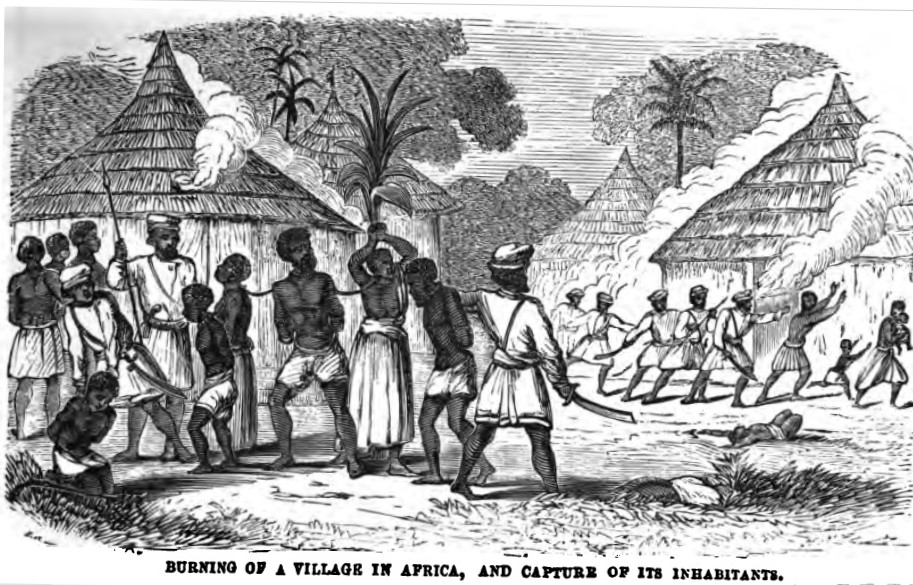
Queima de uma aldeia na África e captura de seus habitantes (p. 12, fevereiro de 1859, XVI)

Os corsários de Barbária continuaram a comercializar escravos europeus no período moderno. Piratas muçulmanos, principalmente argelinos com o apoio do Império Otomano, invadiram as costas e os navios europeus do século XVI ao XIX e levaram milhares de cativos, que venderam ou escravizaram. Muitos foram mantidos em resgate e as comunidades europeias levantaram fundos como o Monte della Redenzione degli Schiavi, de Malta, para comprar de volta seus cidadãos. Os ataques gradualmente terminaram com o declínio naval do Império Otomano no final dos anos séculos XVI e XVII, bem como a conquista europeia do norte da África ao longo do século XIX.
De 1609 a 1616, a Inglaterra perdeu 466 navios mercantes para piratas da Barbária. 160 navios ingleses foram capturados pelos argelinos entre 1677 e 1680. Muitos dos marinheiros capturados foram transformados em escravos e mantidos em resgate. Os corsários não eram estranhos ao sudoeste da Inglaterra, onde ataques eram conhecidos em várias comunidades costeiras. Em 1627, os piratas barbarescos sob o comando do renegado holandês Jan Janszoon (Murat Reis), operando a partir do porto marroquino de Salé, ocuparam a ilha de Lundy. Durante esse período, houve relatos de escravos capturados sendo enviados para Argel.
A Irlanda, apesar de sua posição norte, não estava imune a ataques dos corsários. Em junho de 1631, Janszoon, com piratas de Argel e tropas armadas do Império Otomano, invadiu a pequena vila portuária de Baltimore, Condado de Cork. Eles capturaram quase todos os moradores e os levaram para uma vida de escravidão no norte da África. Os prisioneiros foram destinados a uma variedade de destinos - alguns viveram seus dias acorrentados aos remos como escravos de galé, enquanto outros passavam longos anos na seclusão perfumada do harém ou dentro dos muros do palácio do sultão. Apenas dois deles viram a Irlanda novamente.
O Congresso de Viena (1814-18), que encerrou as Guerras Napoleônicas, levou ao aumento do consenso europeu sobre a necessidade de acabar com as invasões barbarescas. O saque de Palma, na ilha da Sardenha, por um esquadrão tunisino, que levava 158 habitantes, provocou indignação generalizada. A Grã-Bretanha já havia proibido o tráfico de escravos e tentava induzir outros países a fazer o mesmo. Estados que eram mais vulneráveis aos corsários reclamaram que a Grã-Bretanha se preocupava mais em acabar com o comércio de escravos africanos do que em impedir a escravização de europeus e americanos pelos Estados da Barbária.

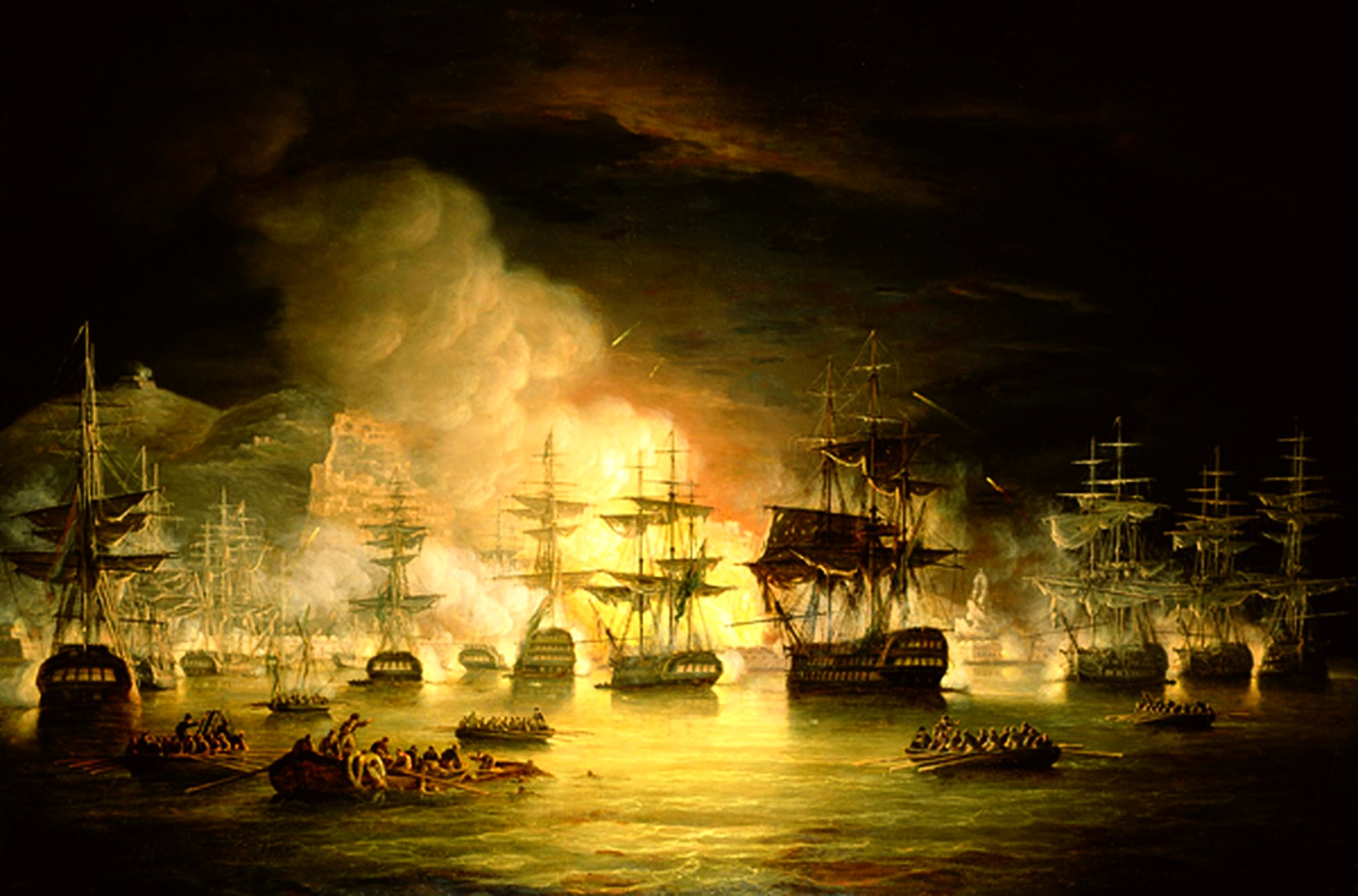
Bombardeio de Argel por Lord Exmouth em agosto de 1816, Thomas Luny

A fim de neutralizar essa objeção e promover a campanha anti-escravidão, em 1816 a Grã-Bretanha enviou Edward Pellew, 1º Visconde Exmouth para garantir novas concessões de Trípoli, Túnis e Argel, incluindo uma promessa de tratar os cativos cristãos em qualquer conflito futuro como prisioneiros de guerra, em vez de escravos . Ele impôs a paz entre Argel e os reinos da Sardenha e Sicília. Em sua primeira visita, Lorde Exmouth negociou tratados satisfatórios e partiu para casa. Enquanto ele negociava, vários pescadores da Sardenha que haviam se estabelecido em Bona, na costa da Tunísia, foram brutalmente tratados sem o seu conhecimento. Como sardenhos, eles estavam tecnicamente sob proteção britânica, e o governo enviou Exmouth de volta para garantir reparação. Em 17 de agosto, em combinação com um esquadrão holandês sob o almirante Van de Capellen, Exmouth bombardeou Argel. Como resultado, Argel e Túnis fizeram novas concessões.
Os estados berberiscos tiveram dificuldade em garantir o cumprimento uniforme de uma proibição total de invasões de captura de escravos, pois isso era tradicionalmente de importância central para a economia do norte da África. Os escravistas continuavam tomando cativos predando povos menos protegidos. Argel posteriormente renovou sua caça de escravos, embora em menor escala. Os europeus no Congresso de Aix-la-Chapelle em 1818 discutiram uma possível retaliação. Em 1820, uma frota britânica sob o almirante Sir Harry Neal bombardeou Argel. A atividade corsária com sede em Argel não cessou completamente até a França conquistar o estado em 1830.

#### Canato da Crimeia
Os crimeios frequentemente realizavam ataques aos principados do Danúbio, Polônia-Lituânia e Moscóvia, para escravizar as pessoas que eles podiam capturar; para cada cativo, o cã recebia uma parcela fixa (savğa) de 10% ou 20%. Essas campanhas das forças da Crimeia eram ou sefers ("estadias" - operações militares declaradas oficialmente lideradas pelos próprios cãs) ou çapuls ("espoliação" - ataques realizados por grupos de nobres, às vezes ilegalmente porque violavam tratados concluídos pelos cãs com vizinhos. governantes)
Por um longo período, até o início do século XVIII, o canato da Crimeia manteve um comércio massivo de escravos com o Império Otomano e o Oriente Médio, exportando cerca de 2 milhões de escravos da Rússia e Polônia-Lituânia no período de 1500 a 1700. Cafa (Teodósia moderna) tornou-se um dos mais conhecidos e significativos portos comerciais e mercados de escravos. Em 1769, o último grande ataque tártaro viu a captura de 20 mil escravos russos e rutenos.

O autor e historiador Brian Glyn Williams escreve: 
Fisher estima que, no século XVI, a Comunidade Polaco-Lituana perdeu cerca de 20 mil indivíduos por ano e que de 1474 a 1694, até um milhão de cidadãos da Comunidade foram levados para a escravidão na Crimeia.
As fontes modernas primitivas estão cheias de descrições dos sofrimentos dos escravos cristãos capturados pelos tártaros da Crimeia no decurso de seus ataques:
Parece que a posição e as condições cotidianas de um escravo dependiam em grande parte de seu dono. De fato, alguns escravos podiam passar o resto de seus dias fazendo trabalho exaustivo: como o vizir (ministro) da Crimeia Sefer Gazi Aga menciona em uma de suas cartas, os escravos eram frequentemente "um arado e uma foice" de seus donos. O mais terrível, talvez, foi o destino daqueles que se tornaram escravos de galés, cujos sofrimentos foram poetizados em muitas dumas (canções) ucranianas. ... Tanto escravos mulheres quanto homens eram frequentemente usados para fins sexuais.

#### Comércio britânico de escravos
A Grã-Bretanha desempenhou um papel proeminente no comércio de escravos no Atlântico, especialmente após 1640, quando a cana de açúcar foi introduzida na região. A princípio, a maioria era de brancos britânicos ou irlandeses escravizados como servidão contratada - por um período fixo - nas Índias Ocidentais. Essas pessoas podem ter sido criminosos, rebeldes políticos, os pobres sem perspectivas ou outros que foram simplesmente enganados ou sequestrados. A escravidão era uma instituição legal em todas as 13 colônias americanas e no Canadá (adquirida pela Grã-Bretanha em 1763). Os lucros do comércio de escravos e das plantações das Índias Ocidentais representavam 5% da economia britânica na época da Revolução Industrial.
Um incidente pouco conhecido na carreira do George Jeffreys, 1º Barão Jeffreys refere-se a uma sessão de tribunal em Bristol, em 1685, quando ele fez o prefeito da cidade, então sentado completamente trajado ao lado dele no banco, entrar no banco dos réus e ser multado em 1 000 libras por ser um 'patife sequestrador'; Na época, alguns comerciantes de Bristol eram conhecidos por sequestrar seus próprios compatriotas e enviá-los como escravos.
O caso de Somersett em 1772 foi geralmente considerado na época para ter decidido que a condição de escravidão não existia sob a lei inglesa na Inglaterra. Em 1785, o poeta inglês William Cowper escreveu: "Não temos escravos em casa - então por que no exterior? Os escravos não podem respirar na Inglaterra; se seus pulmões recebem nosso ar, naquele momento eles estão livres. Eles tocam nosso país, e seus grilhões caem. Isso é nobre e mostra uma nação orgulhosa. E ciumenta da bênção. Espalhe-a então, e deixe-a circular por todas as veias". No entanto, a escravidão continuou a prosperar na própria Inglaterra, como no Império Britânico, até a completa emancipação na década de 1830. Em 1807, após muitos anos de lobby pelo movimento abolicionista, liderado principalmente por William Wilberforce, o Parlamento britânico votou para tornar o comércio de escravos ilegal em qualquer lugar do Império com a Lei do Comércio de Escravos de 1807. Posteriormente, a Grã-Bretanha assumiu um papel de destaque no combate ao comércio, e a própria escravidão foi abolida no Império Britânico (exceto a Índia) com a Lei da Abolição da Escravatura de 1833. Entre 1808 e 1860, o Esquadra da África Ocidental apreendeu aproximadamente 1,6 mil navios negreiros e libertou 150 mil africanos que estavam a bordo. Também foram tomadas medidas contra os líderes africanos que se recusaram a concordar com os tratados britânicos para proibir o comércio. Akitoye, o 11º Oba de Lagos, é famoso por ter usado o envolvimento britânico para recuperar seu governo em troca da supressão da escravidão entre o povo iorubá de Lagos em 1851. Tratados anti-escravidão foram assinados com mais de 50 governantes africanos. Em 1839, a mais antiga organização internacional de direitos humanos do mundo, a Anti-Slavery International, foi formada na Inglaterra por Joseph Sturge, que trabalhava para proibir a escravidão em outros países.
Depois de 1833, os escravos africanos libertados recusaram emprego nos campos de cana. Isso levou à importação de mão-de-obra novamente - principalmente da Índia e também da China.
Em 1811, Arthur William Hodge foi executado pelo assassinato de um escravo nas Índias Ocidentais Britânicas. Ele não era, no entanto, como alguns alegaram, a primeira pessoa branca a ter sido legalmente executada pelo assassinato de um escravo.

### Europa moderna

#### Alemanha

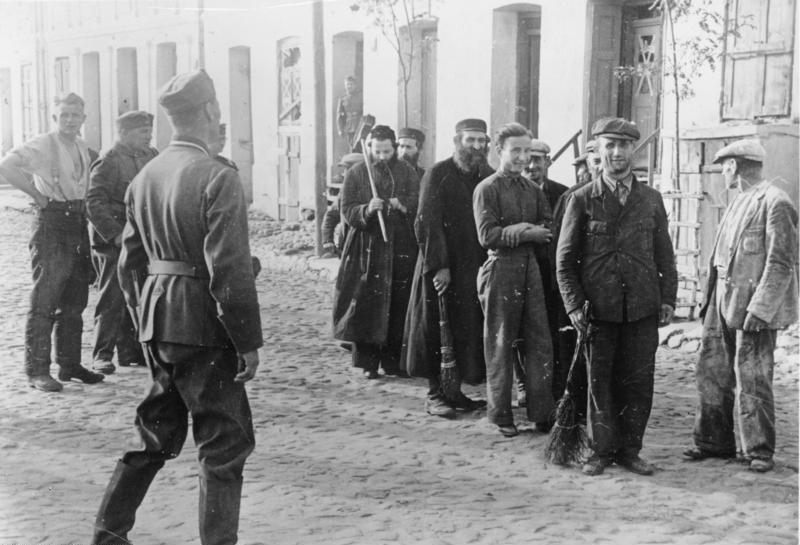
Judeus poloneses são enfileirados por soldados alemães para fazer trabalho forçado, setembro de 1939, Polônia ocupada pelos nazistas

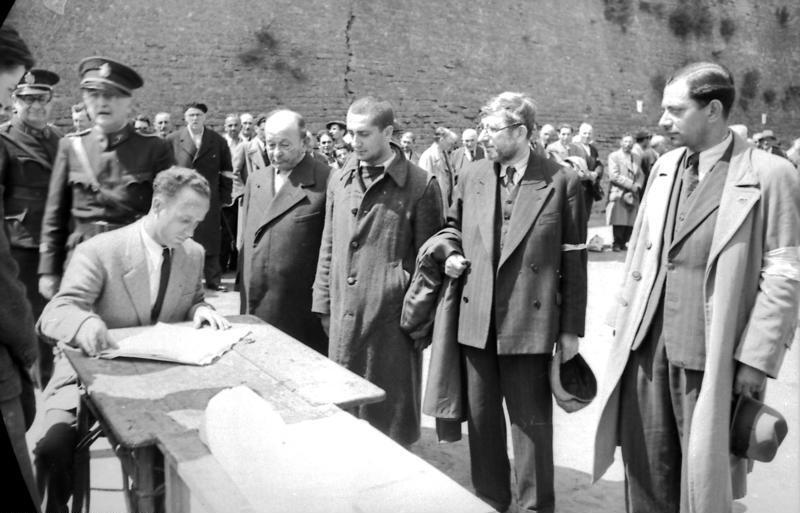
Registro de judeus pelos nazistas para trabalho forçado, 1941

Durante a Segunda Guerra Mundial, a Alemanha Nazista operou várias categorias de Arbeitslager (Campos de Trabalho) para diferentes categorias de reclusos. O maior número deles deteve civis poloneses e judeus sequestrados à força nos países ocupados (ver Łapanka) para fornecer trabalho na indústria de guerra alemã, reparar ferrovias e pontes bombardeadas ou trabalhar em fazendas agrícolas. Em 1944, 20% de todos os trabalhadores eram estrangeiros, seja civis ou prisioneiros de guerra.
O uso do trabalho forçado na Alemanha nazista e em toda a Europa ocupada pelos alemães, durante a Segunda Guerra Mundial, ocorreu numa escala sem precedentes. Foi uma parte vital da exploração econômica alemã dos territórios conquistados e contribuiu para o extermínio em massa de populações na Europa ocupada pelos nazis. Muitos trabalhadores morreram como resultado de suas condições de vida — excesso de trabalho, maus-tratos, desnutrição e tortura foram as principais causas de morte. Eles tornaram-se também vítimas civis de bombardeios. Contando as mortes e a rotatividade, cerca de 15 milhões de homens e mulheres foram forçados a trabalhar num local qualquer durante a guerra. A derrota da Alemanha nazista em 1945 libertou aproximadamente 11 milhões de estrangeiros, a maioria dos quais trabalhadores forçados e prisioneiros de guerra. Durante o conflito, as forças alemãs haviam trazido para o Reich 6,5 milhões de civis, além de prisioneiros de guerra soviéticos para trabalho forçado nas fábricas. Ao todo, no fim da guerra, 5,2 milhões de trabalhadores estrangeiros e prisioneiros de guerra foram repatriados para a União Soviética, 1,6 milhão para a Polônia, 1,5 milhão para a França e 900 mil para a Itália, além de 300 mil a 400 mil cada para a Iugoslávia, Tchecoslováquia, Holanda, Hungria e Bélgica.

#### Poderes Aliados
Conforme acordado pelos Aliados na conferência de Yalta, os alemães foram usados como trabalho forçado como parte das reparações a serem extraídas. Em 1947, estima-se que 400 mil alemães (civis e prisioneiros de guerra) estavam sendo usados como trabalho forçado pelos EUA, França, Reino Unido e União Soviética. Os prisioneiros alemães foram forçados, por exemplo, a limpar campos minados na França e nos Países Baixos. Em dezembro de 1945, as autoridades francesas estimaram que 2 mil prisioneiros alemães estavam sendo mortos ou feridos todos os meses em acidentes. Na Noruega, o último registro de vítimas disponível, de 29 de agosto de 1945, mostra que, naquela época, um total de 275 soldados alemães morreram enquanto limpavam minas, enquanto 392 haviam sido feridos. As taxas de mortalidade dos civis alemães fazendo trabalho forçado na União Soviética variaram entre 19% e 39%, dependendo da categoria.

## Oceania
Na primeira metade do século XIX, invasões de captura de escravos em pequena escala ocorreram em toda a Polinésia para fornecer mão-de-obra e profissionais do sexo para as atividades de baleação e caça às focas, com exemplos dos extremos oeste e leste do Triângulo Polinésio. Na década de 1860, isso havia crescido para uma operação em larga escala com incursões escravagistas peruanas nas Ilhas do Mar do Sul para coletar mão de obra para a indústria de guano.

### Havaí
O antigo Havaí era uma sociedade de castas. As pessoas nasceram em classes sociais específicas. Kauwa eram os da classe dos párias ou escravos. Acredita-se que eles tenham sido cativos de guerra ou descendentes de cativos de guerra. O casamento entre castas mais altas e os kauwa era estritamente proibido. Os kauwa trabalhavam para os chefes e eram frequentemente usados como sacrifícios humanos no luakini heiau. (Eles não eram os únicos sacrifícios; os infratores da lei de todas as castas ou oponentes políticos derrotados também eram aceitáveis como vítimas.)
O sistema kapu foi abolido durante o ʻAi Noa em 1819, e com ele a distinção entre a classe de escravos kauwā e os makaʻāinana (plebeus). A Constituição do Reino do Havaí de 1852 tornou oficialmente ilegal a escravidão.

### Nova Zelândia
Antes da chegada dos colonos europeus, cada tribo maori (iwi) se considerava uma entidade separada equivalente a uma nação. Na sociedade tradicional maori de Aotearoa, prisioneiros de guerra se tornavam taurekareka, escravos, a menos que libertados, resgatados ou comidos. Com algumas exceções, o filho de um escravo permanecia um escravo.
Tanto quanto é possível dizer, a escravidão parece ter aumentado no início do século XIX, com um número cada vez maior de prisioneiros sendo tomados por líderes militares maori, como Hongi Hika e Te Rauparaha, para satisfazer a necessidade de trabalho nas Guerras dos Mosquetes, para fornecer baleeiros e comerciantes com comida, linho e madeira em troca de mercadorias ocidentais. As Guerras dos Mosquetes intertribais duraram de 1807 a 1843, quando um grande número de escravos foi capturado por tribos do norte que haviam adquirido mosquetes. Cerca de 20 mil maori morreram nas guerras que estavam concentradas na Ilha Norte. Um número desconhecido de escravos foi capturado. As tribos do norte usavam escravos (chamados mokai) para cultivar grandes áreas de batatas para comércio com navios visitantes. Os chefes iniciaram um extenso comércio sexual na Baía das Ilhas na década de 1830, usando principalmente meninas escravas. Em 1835, cerca de 70 a 80 navios por ano entraram no porto. Um capitão francês descreveu a impossibilidade de se livrar das garotas que enxameavam seu navio, superando em número sua tripulação de 70 por 3 a 1. Todos os pagamentos às meninas foram roubados pelo chefe. Em 1833, o cristianismo se estabeleceu no norte e um grande número de escravos foi libertado. No entanto, duas tribos Taranaki, Ngati Tama e Ngati Mutunga, deslocadas pelas guerras, realizaram uma invasão cuidadosamente planejada das Ilhas Chatham, 800 km a leste de Christchurch, em 1835. Um grupo de polinésios havia migrado para as ilhas por volta de 1500 EC e se tornou os moriori, que desenvolveram uma cultura amplamente pacifista. Especulou-se originalmente que eles se estabeleceram nas Chathams diretamente da Polinésia, mas agora acredita-se que eles foram maori descontentes que emigraram da Ilha Sul da Nova Zelândia. Seu pacifismo deixou os moriori incapazes de se defender quando as ilhas foram invadidas pelos maori do continente na década de 1830. Cerca de 15% dos nativos moriori foram mortos, com muitas mulheres sendo torturadas até a morte. A população restante foi escravizada com o objetivo de cultivar alimentos, especialmente batatas. Os moriori foram tratados de maneira desumana e degradante por muitos anos. Sua cultura foi proibida e eles foram proibidos de se casar. A escravidão foi proibida quando os britânicos entraram em um acordo constitucional com a Nova Zelândia em 1840, através do Tratado de Waitangi, embora não tenha terminado completamente até o governo ser efetivamente estendido por todo o país com a derrota do movimento Kingi nas guerras de meados da década de 1860.
Cerca de 300 homens, mulheres e crianças Moriori foram massacrados e os 1,2 mil a 1,3 mil sobreviventes restantes foram escravizados. Alguns maori tomaram parceiros moriori. O estado de escravidão dos moriori durou até a década de 1860, embora tenha sido desencorajado por missionários da CMS no norte da Nova Zelândia a partir do final da década de 1820. Em 1870, Ngati Mutunga, uma das tribos invasoras, argumentou perante o Tribunal da Terra Maori da Nova Zelândia que seus maus-tratos aos Moriori eram a prática maori padrão ou tikanga.

### Rapa Nui / Ilha de Páscoa
A ilha isolada de Rapa Nui/Ilha de Páscoa foi habitada pelos rapanui, que sofreram uma série de incursões escravagistas a partir de 1805 ou mais cedo, culminando em uma experiência quase genocida na década de 1860. O ataque de 1805 foi realizado por caçadores de focas americanos e fez parte de uma série que mudou a atitude dos ilhéus para visitantes externos, com relatos nas décadas de 1820 e 1830 de que todos os visitantes receberam uma recepção hostil. Em dezembro de 1862, invasores peruanos de rapto de escravos levaram entre 1,4 mil e 2 mil ilhéus ao Peru para trabalhar na indústria de guano; isso era cerca de um terço da população da ilha e incluía grande parte da liderança da ilha, o último ariki-mau e possivelmente o último que sabia ler rongorongo. Após a intervenção do embaixador francês em Lima, os últimos 15 sobreviventes foram devolvidos à ilha, mas trouxeram varíola, o que devastou ainda mais a ilha.

## Movimentos abolicionistas

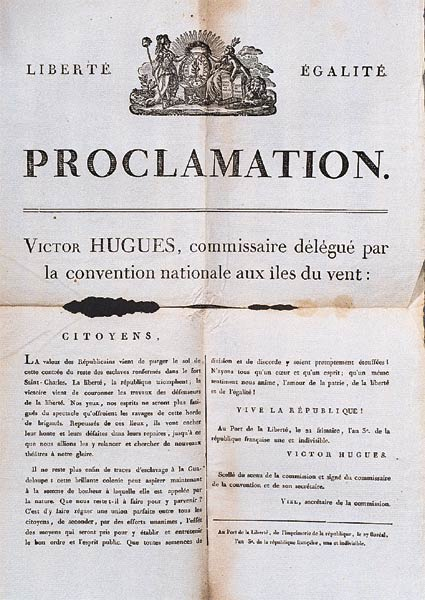
Proclamação da abolição da escravidão por Victor Hughes em Guadalupe, 1 de novembro de 1794

A escravidão existiu, de uma forma ou de outra, ao longo de toda a história humana. Assim, também, existem movimentos para libertar grandes ou distintos grupos de escravos. No entanto, o abolicionismo deve ser diferenciado dos esforços para ajudar um grupo específico de escravos ou para restringir uma prática, como o comércio de escravos.
Drescher (2009) fornece um modelo para a história da abolição da escravidão, enfatizando suas origens na Europa Ocidental. Por volta do ano 1500, a escravidão praticamente desapareceu na Europa Ocidental, mas era um fenômeno normal praticamente em qualquer outro lugar. As potências imperiais - os impérios britânico, francês, espanhol, português, holandês e belga, e algumas outras - construíram impérios mundiais baseados principalmente na agricultura de plantio usando escravos importados da África. No entanto, os poderes tomaram o cuidado de minimizar a presença de escravidão em suas pátrias. Em 1807, na Grã-Bretanha e logo depois, os Estados Unidos também criminalizaram o comércio internacional de escravos. A Marinha Real foi cada vez mais eficaz na interceptação de navios negreiros, libertando os cativos e levando a tripulação para julgamento em tribunais.
Embora houvesse inúmeras revoltas de escravos no Caribe, a única revolta bem-sucedida ocorreu na colônia francesa do Haiti na década de 1790, onde os escravos se levantaram, mataram mulatos e brancos e estabeleceram a República do Haiti independente. A Europa recuou horrorizada.
A contínua lucratividade das plantations baseadas em mão-de-obra escrava e as ameaças da guerra racial retardaram o desenvolvimento de movimentos de abolição durante a primeira metade do século XIX. Esses movimentos foram mais fortes na Grã-Bretanha e, depois de 1840 nos Estados Unidos, em ambos os casos, basearam-se no entusiasmo religioso evangélico que dizia que possuir um escravo era um pecado e enfatizava o terrível impacto sobre os próprios escravos. Os estados do Norte dos Estados Unidos aboliram a escravidão, em parte em resposta à Declaração de Independência, entre 1777 e 1804. A Grã-Bretanha terminou a escravidão em seu império na década de 1830. No entanto, as economias de plantação do Sul dos Estados Unidos, à base de algodão, e as do Brasil e Cuba, à base de açúcar, se expandiram e se tornaram ainda mais lucrativas. A sangrenta Guerra Civil Americana terminou a escravidão nos Estados Unidos em 1865. O sistema terminou em Cuba e no Brasil na década de 1880, porque não era mais rentável para os proprietários. A escravidão continuou a existir na África, onde comerciantes de escravos árabes invadiram áreas negras para que novos cativos fossem vendidos no sistema. O domínio colonial europeu e a pressão diplomática lentamente acabam com o comércio e, eventualmente, com a prática da escravidão.

### Império Persa
Ciro, o Grande, o fundador do Império Persa, proibiu a escravização sistemática da população conquistada não combatente. Ciro também libertou escravos e permitiu que todos os povos deportados escravizados pelos reis assírios e babilônios anteriores retornassem para casa. Dizem que ele libertou até 40 mil judeus e permitiu que eles voltassem para casa. O Cilindro de Ciro contém o Decreto sobre a população não combatida conquistada.

### Grã-Bretanha

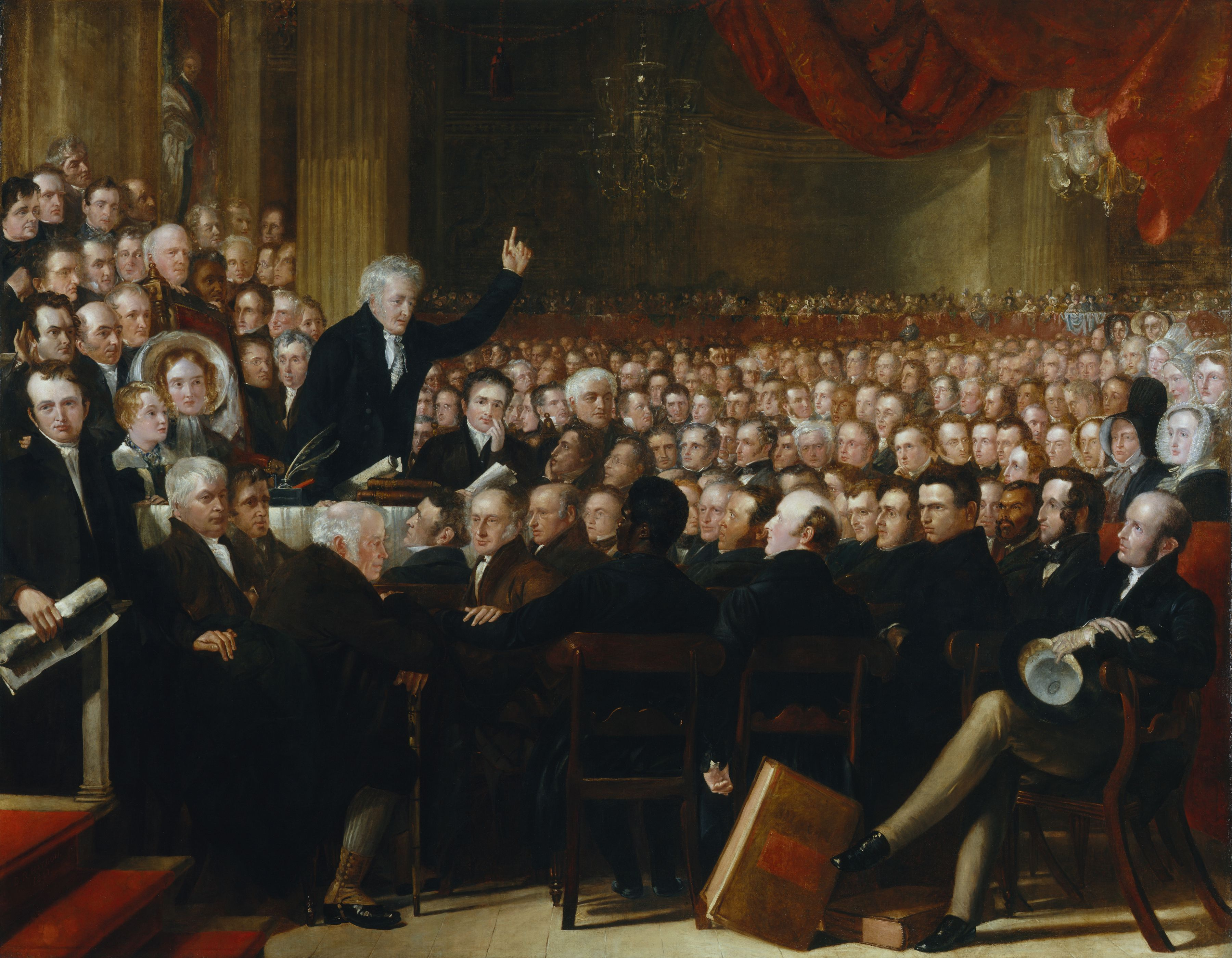
Uma pintura da Conferência Anti-Escravidão de 1840

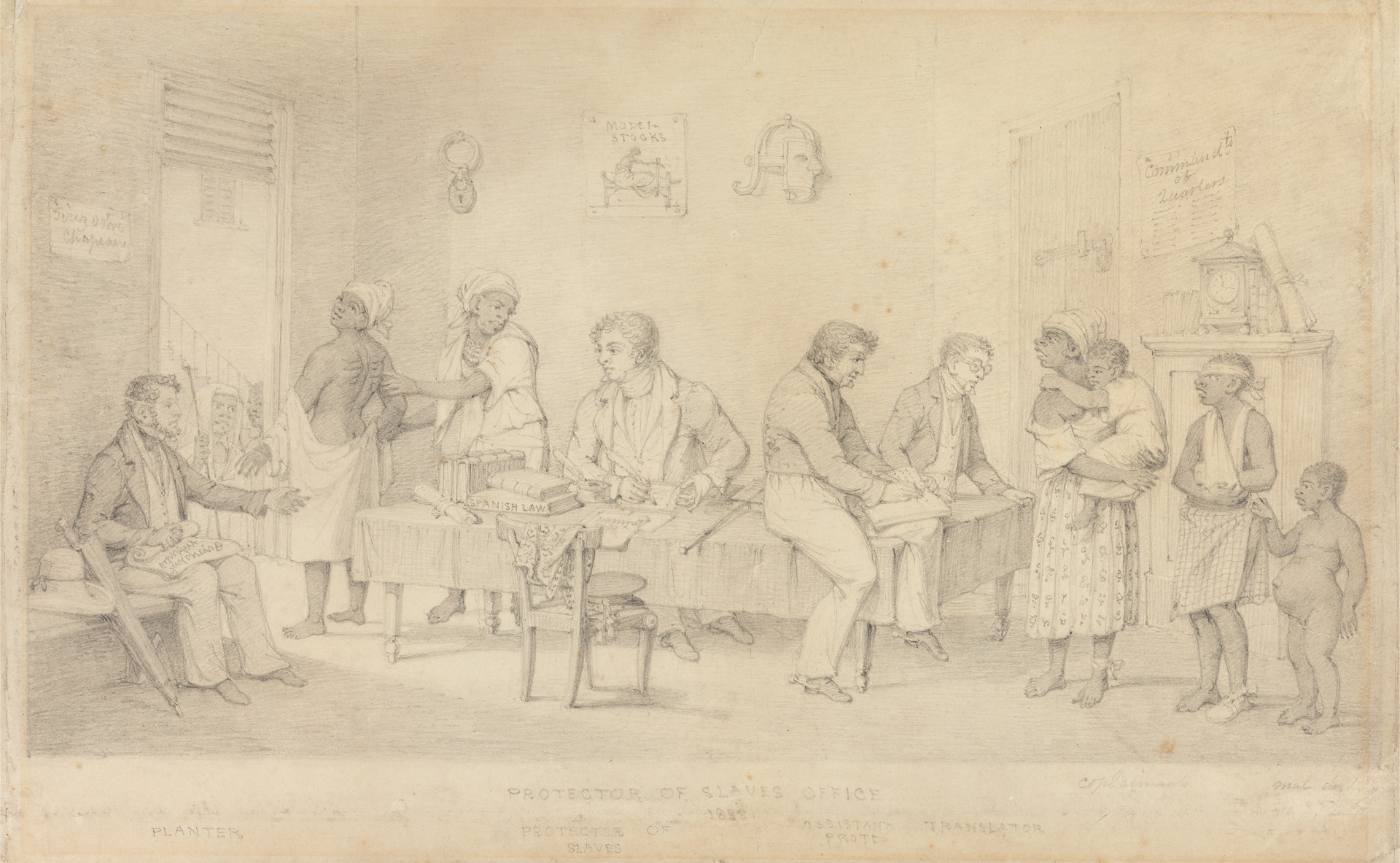
Escritório do Protetor de Escravos (Trinidad), Richard Bridgens, 1838.

Em 1772, o Caso Somersett (R. v. Knowles, ex parte Somersett) do Tribunal da Corte do Banco do Rei inglês decidiu que era ilegal que um escravo fosse levado à força para o exterior. Desde então, o caso foi deturpado ao constatar que a escravidão era ilegal na Inglaterra (embora não em outras partes do Império Britânico). Um caso semelhante, o de Joseph Knight, ocorreu na Escócia cinco anos depois e considerou a escravidão contrária à lei da Escócia.
Após o trabalho de ativistas no Reino Unido, como William Wilberforce e Thomas Clarkson, a Lei para a Abolição do Comércio de Escravos foi aprovada pelo Parlamento em 25 de março de 1807, entrando em vigor no ano seguinte. O ato impôs uma multa de £100 para cada escravo encontrado a bordo de um navio britânico. A intenção era proibir inteiramente o comércio atlântico de escravos em todo o Império Britânico.
A significância da abolição do tráfico britânico de escravos estava no número de pessoas até então vendidas e transportadas por navios britânicos. A Grã-Bretanha enviou 2 532 300 africanos através do Atlântico, correspondendo a 41% do transporte total de 6 132 900 indivíduos. Isso fez do império britânico o maior contribuinte do tráfico de escravos do mundo, devido à magnitude do império, que fez da lei de abolição ainda mais prejudicial ao comércio global de escravos. A Grã-Bretanha usou sua influência diplomática para pressionar outras nações em tratados para banir o tráfico de escravos e dar à Marinha Real o direito de interditar navios negreiros que navegam sob sua bandeira nacional.
A Lei da Abolição da Escravidão, aprovada em 1º de agosto de 1833, proibia a escravidão em todo o Império Britânico, com exceção da Índia. Em 1º de agosto de 1834, os escravos ficaram com seus ex-proprietários em um sistema de aprendizagem por seis anos. A emancipação total foi concedida antes do previsto em 1 de agosto de 1838. A Grã-Bretanha aboliu a escravidão na Índia hindu e muçulmana com o Indian Slavery Act, 1843.
A escravidão doméstica praticada pelas elites costeiras africanas instruídas (bem como pelos governantes tradicionais do interior) na Serra Leoa foi abolida em 1928. Um estudo descobriu práticas de escravidão doméstica ainda difundidas nas áreas rurais na década de 1970.

### França
Havia escravos na França continental (especialmente em portos comerciais como Nantes ou Bordéus), mas a instituição nunca foi oficialmente autorizada lá. O caso jurídico de Jean Boucaux, em 1739, esclareceu a posição jurídica pouco clara de possíveis escravos na França e foi seguido por leis que estabeleceram registros para escravos na França continental, limitados a uma estadia de três anos, para visitas ou aprendizado de um ofício. Os "escravos" não registrados na França eram considerados livres. No entanto, a escravidão era de vital importância para os bens da França no Caribe, especialmente Saint-Domingue.

#### Abolição
Em 1793, influenciados pela Declaração Francesa dos Direitos do Homem de agosto de 1789 e alarmados com a revolta massiva de escravos de agosto de 1791 que havia se tornado a Revolução Haitiana ameaçando aliar-se aos britânicos, os comissários revolucionários franceses Sonthonax e Polverel declararam emancipação geral para reconciliá-los com a França. Em Paris, em 4 de fevereiro de 1794, Abbé Grégoire e a Convenção ratificaram essa ação abolindo oficialmente a escravidão em todos os territórios franceses fora da França continental, libertando todos os escravos por razões morais e de segurança.

#### Napoleão restaura a escravidão
Napoleão chegou ao poder em 1799 e logo teve planos grandiosos para as colônias açucareiras francesas; para alcançá-los, ele reintroduziu a escravidão. A grande aventura de Napoleão no Caribe - o envio de 30 mil soldados em 1802 para retomar Saint Domingue (Haiti) de ex-escravos sob Toussaint L'Ouverture que se revoltaram. Napoleão queria preservar os benefícios financeiros da França com as colheitas de açúcar e café da colônia; ele então planejou estabelecer uma base importante em Nova Orleans. Portanto, ele restabeleceu a escravidão no Haiti e em Guadalupe, onde foi abolida após rebeliões. Escravos e libertos negros lutaram contra os franceses por sua liberdade e independência. Os ideais revolucionários desempenharam um papel central na luta, pois eram os escravos e seus aliados que lutavam pelos ideais revolucionários de liberdade e igualdade, enquanto as tropas francesas do general Charles Leclerc lutavam para restaurar a ordem do ancien regime. O objetivo de restabelecer a escravidão contradiz explicitamente os ideais da Revolução Francesa. Os soldados franceses não conseguiram lidar com as doenças tropicais e a maioria morreu de febre amarela. A escravidão foi reimposta em Guadalupe, mas não no Haiti, que se tornou uma república negra independente. Os vastos sonhos coloniais de Napoleão para o Egito, a Índia, o Caribe, a Louisiana e até a Austrália estavam condenados por falta de uma frota capaz de combinar com a Marinha Real britânica. Percebendo o fiasco Napoleão liquidou o projeto do Haiti, trouxe para casa os sobreviventes e vendeu o enorme território da Louisiana para os EUA em 1803.

#### Napoleão e abolição
Em 1794, a escravidão foi abolida no Império Francês. Depois de tomar o Baixo Egito em 1798, Napoleão Bonaparte emitiu uma proclamação em árabe, declarando todos os homens livres e iguais. No entanto, os franceses compravam homens como soldados e fêmeas como concubinas. Napoleão se opôs pessoalmente à abolição e restaurou a escravidão colonial em 1802, um ano após a capitulação de suas tropas no Egito.
Em um episódio pouco conhecido, Napoleão decretou a abolição do tráfico de escravos ao retornar de Elba, na tentativa de apaziguar a Grã-Bretanha. Sua decisão foi confirmada pelo Tratado de Paris em 20 de novembro de 1815 e por ordem de Luís XVIII em 8 de janeiro de 1817. No entanto, o tráfico continuou apesar das sanções.

#### Victor Schœlcher e a abolição de 1848

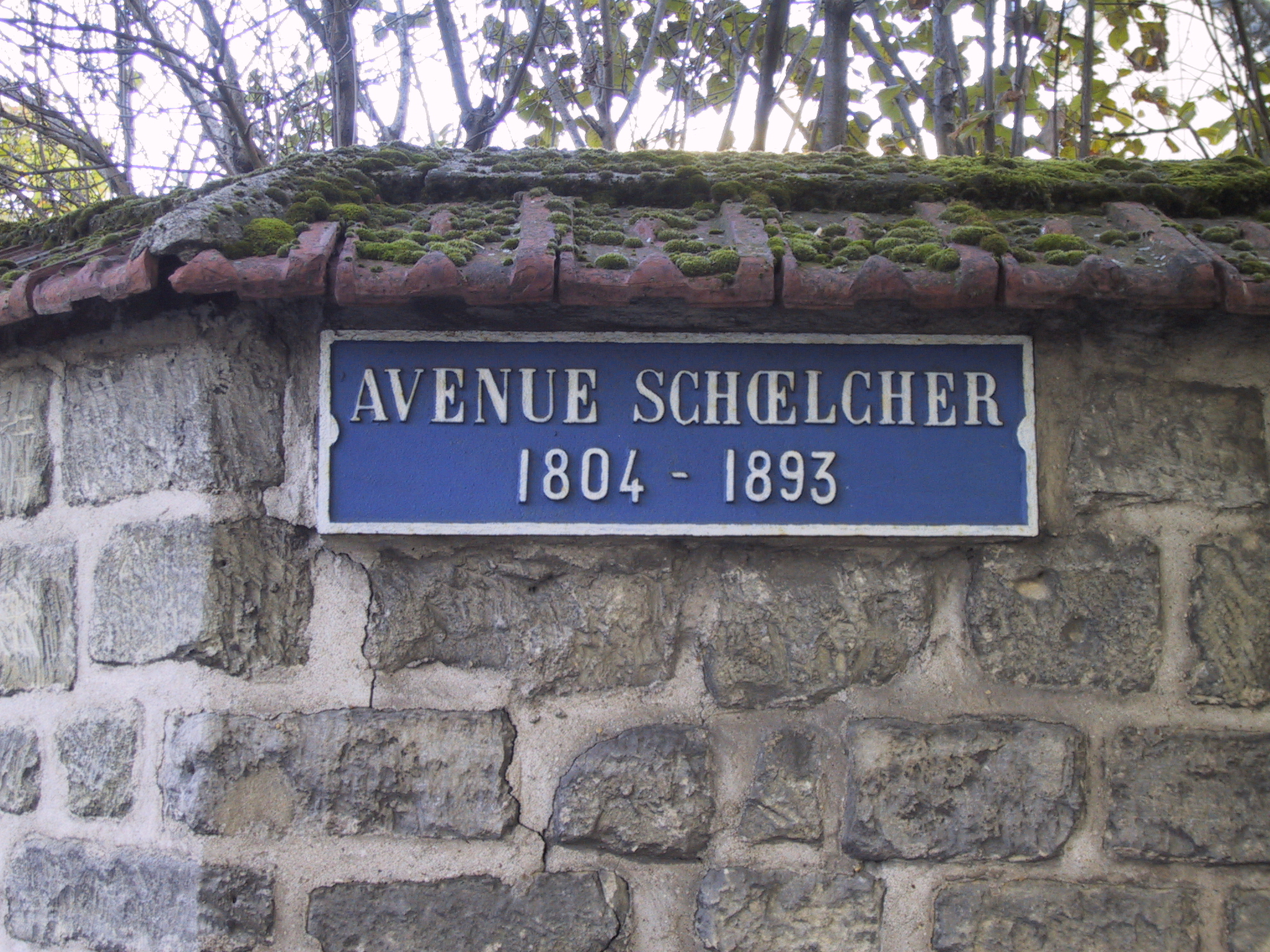
"Avenue Schœlcher 1804-1893", Houilles (França)

A escravidão nas colônias francesas foi finalmente abolida apenas em 1848, três meses após o início da revolução contra a Monarquia de Julho . Foi em grande parte o resultado da incansável campanha de 18 anos de Victor Schoelcher. Em 3 de março de 1848, ele foi nomeado subsecretário da Marinha e causou um decreto pelo governo provisório, que reconheceu o princípio do envolvimento dos escravos nas posses francesas. Ele também escreveu o decreto de 27 de abril de 1848, no qual o governo francês anunciou que a escravidão foi abolida em todas as suas colônias.

#### Estados Unidos
Em 1688, quatro quakers alemães em Germantown apresentaram um protesto contra a instituição da escravidão em sua reunião local dos quaker. Foi ignorado por 150 anos, mas em 1844 foi redescoberto e popularizado pelo movimento abolicionista . A Petição de 1688 foi o primeiro documento público americano desse tipo a protestar contra a escravidão e, além disso, foi um dos primeiros documentos públicos a definir os direitos humanos universais.
A American Colonization Society, o principal veículo para devolver os negros americanos a uma maior liberdade na África, estabeleceu a colônia da Libéria em 1821-1823, com a premissa de que ex-escravos americanos teriam maior liberdade e igualdade ali. A ACS ajudou no movimento de milhares de afro-americanos para a Libéria, com seu fundador Henry Clay afirmando; "preconceito inconquistável resultante de sua cor, eles nunca poderiam se fundir com os brancos livres deste país. Era desejável, portanto, como lhes respeitava e ao resto da população do país, drená-los". Abraham Lincoln, um entusiasta defensor de Clay, adotou sua posição em devolver os negros à sua própria terra.
Escravos nos Estados Unidos que escapavam da propriedade costumavam seguir para o Canadá através da "Ferrovia Subterrânea". Os mais famosos abolicionistas afro-americanos incluem os antigos escravos Harriet Tubman, Sojourner Truth e Frederick Douglass. Muito mais pessoas que se opunham à escravidão e trabalhavam pela abolição eram brancos do norte, como William Lloyd Garrison, Adin Ballou e John Brown. A escravidão foi abolida legalmente em 1865 pela Décima Terceira Emenda à Constituição dos Estados Unidos.
Embora os abolicionistas concordassem com os males da escravidão, havia opiniões diferentes sobre o que deveria acontecer depois que os afro-americanos fossem libertados. Na época da emancipação, os afro-americanos eram nativos dos Estados Unidos e não queriam sair. A maioria acreditava que seu trabalho tornara a terra sua bem como aquela dos brancos.

### Congresso de Viena
A Declaração dos Poderes, sobre a Abolição do Comércio de Escravos, de 8 de fevereiro de 1815 (que também formava o ATO XV da Lei Final do Congresso de Viena do mesmo ano), incluiu em sua primeira frase o conceito de os "princípios da humanidade e moralidade universal" como justificativa para acabar com um comércio "odioso em sua continuidade".

### Século XX

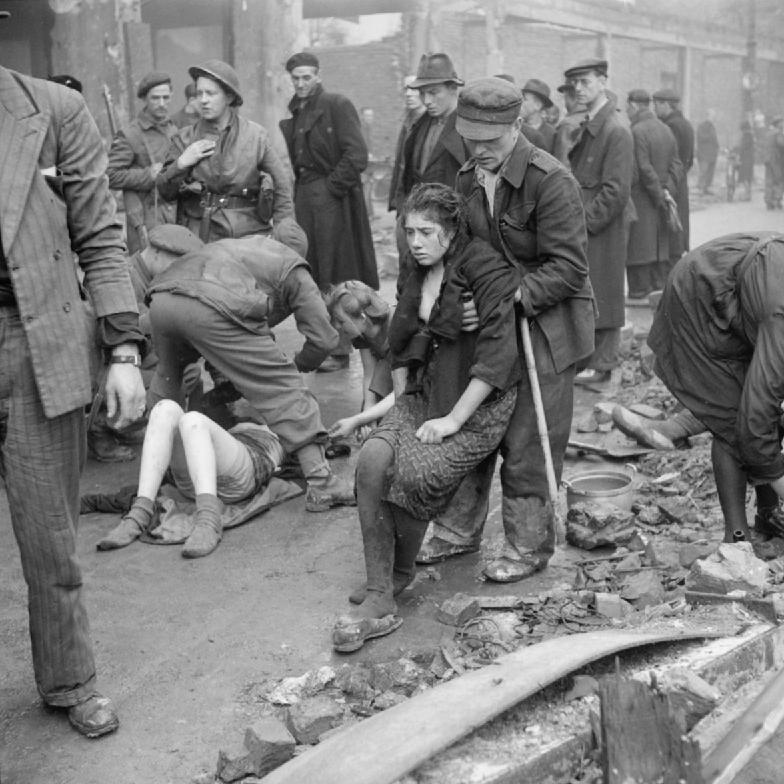
Trabalhadores escravos russos libertados, Alemanha nazista, abril de 1945

A Convenção da Escravidão de 1926, uma iniciativa da Liga das Nações, foi um momento decisivo na proibição da escravidão global. O artigo 4 da Declaração Universal dos Direitos Humanos, adotada em 1948 pela Assembleia Geral da ONU, proibiu explicitamente a escravidão. A Convenção Suplementar das Nações Unidas de 1956 sobre a Abolição da Escravidão foi convocada para proibir e proibir a escravidão em todo o mundo, incluindo a escravidão infantil . Em dezembro de 1966, a Assembleia Geral da ONU adotou o Pacto Internacional sobre Direitos Civis e Políticos, desenvolvido a partir da Declaração Universal dos Direitos Humanos. O artigo 4 deste tratado internacional proíbe a escravidão. O tratado entrou em vigor em março de 1976, depois de ter sido ratificado por 35 nações.
Em novembro de 2003, 104 nações haviam ratificado o tratado. No entanto, o trabalho forçado ilegal envolve milhões de pessoas no século XXI, 43% para exploração sexual e 32% para exploração econômica.
Em maio de 2004, os 22 membros da Liga Árabe adotaram a Carta Árabe dos Direitos Humanos, que incorporou a Declaração do Cairo sobre os Direitos Humanos no Islã de 1990 que afirma:
Os seres humanos nascem livres, e ninguém tem o direito de escravizá-los, humilhá-los, oprimi-los ou explorá-los, e não pode haver subjugação senão a Deus, o Altíssimo.
— Artigo 11, Declaração do Cairo sobre os direitos humanos no Islã, 1990
Atualmente, a Iniciativa da Equipe de Coordenação de Combate ao Tráfico (ACT Team Initiative), um esforço coordenado entre os departamentos de justiça dos EUA, segurança nacional e trabalho, aborda o tráfico de pessoas. A Organização Internacional do Trabalho estima que existam 20,9 milhões de vítimas de tráfico de pessoas em todo o mundo, incluindo 5,5 milhões de crianças, das quais 55% são mulheres e meninas.

## Historiografia

### Historiografia dos Estados Unidos

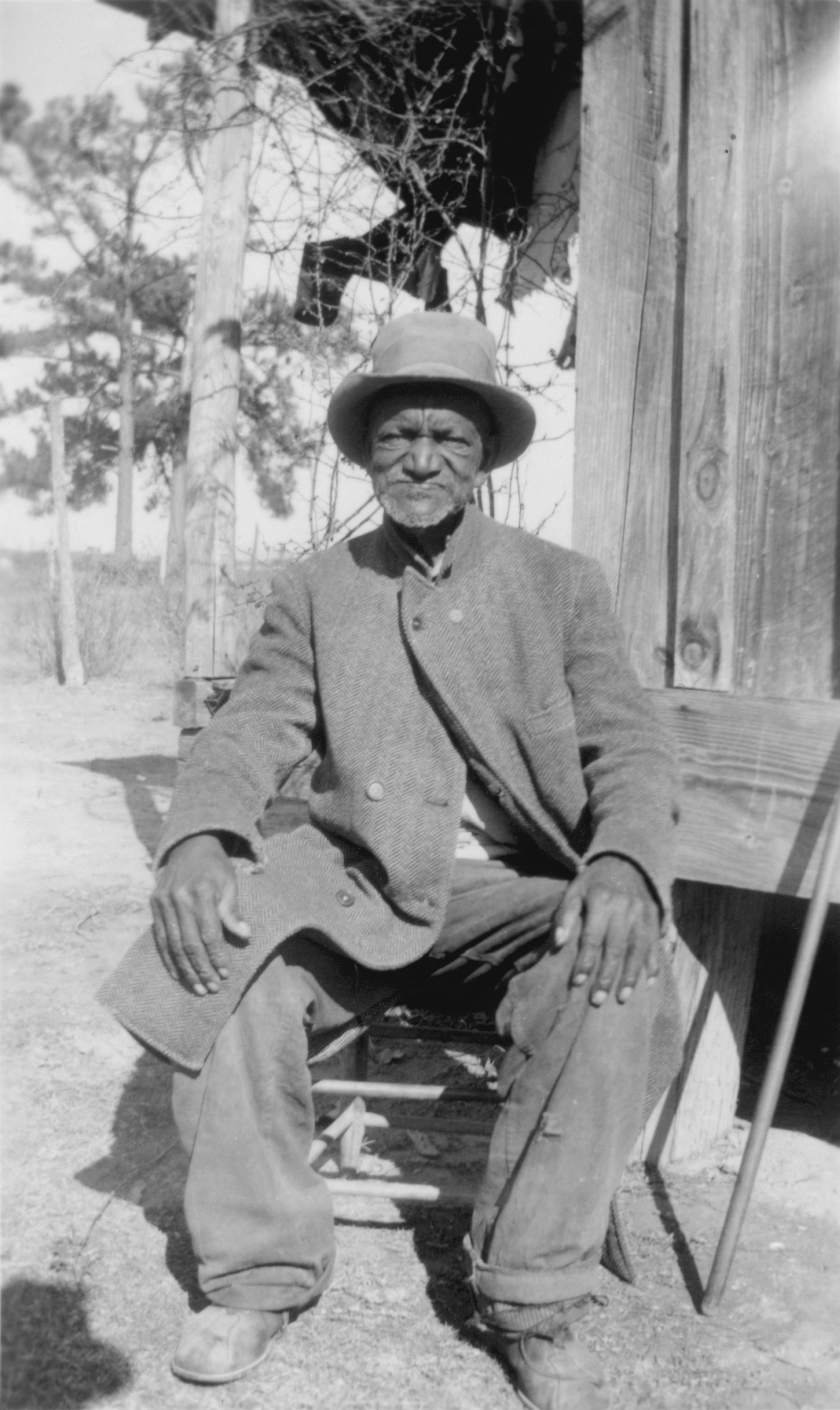
Wes Brady, ex-escravizado, Marshall, Texas, 1937. Esta fotografia foi tirada como parte da Slave Narrative Collection do Federal Writers 'Project, que tem sido frequentemente usada como fonte primária pelos historiadores

A história da escravidão originalmente era a história das leis e políticas do governo em relação à escravidão e dos debates políticos sobre ela. A história negra foi promovida em grande parte nas faculdades negras. A situação mudou drasticamente com a chegada do Movimento dos Direitos Civis da década de 1950. A atenção voltou-se para os humanos escravizados, os negros livres e as lutas da comunidade negra contra as adversidades.
Peter Kolchin descreveu o estado da historiografia no início do século XX da seguinte forma: 
Durante a primeira metade do século XX, um componente importante dessa abordagem era muitas vezes simplesmente o racismo, manifestado na crença de que os negros eram, na melhor das hipóteses, imitadores de brancos. Assim, Ulrich B. Phillips, o especialista mais célebre e influente da época em escravidão, combinou um retrato sofisticado da vida e do comportamento dos plantadores brancos com generalizações brutas sobre a vida e o comportamento de seus escravos negros.
Os historiadores James Oliver Horton e Lois E. Horton descreveram a mentalidade, a metodologia e a influência de Phillips: 
Seu retrato de negros como pessoas passivas e inferiores, cujas origens africanas os tornavam incivilizados, parecia fornecer evidências históricas das teorias de inferioridade racial que sustentavam segregação racial. Obtendo evidências exclusivamente de registros de plantations, cartas, jornais do sul e outras fontes que refletiam o ponto de vista do proprietário de escravos, Phillips retratava senhores de escravos que proviam pelo bem-estar de seus escravos e sustentavam que havia verdadeiro afeto entre mestre e escravo.
A atitude racista em relação aos escravos transitou para a historiografia da Dunning School da história da era da Reconstrução, que dominou no início do século XX. Escrevendo em 2005, o historiador Eric Foner afirma: 
Seus relatos da era repousavam, como dizia um membro da escola Dunning, na suposição de "incapacidade dos negros". Achando impossível acreditar que os negros possam ser atores independentes no palco da história, com suas próprias aspirações e motivações, Dunning et al. retratou os afro-americanos como "crianças", burros ignorantes manipulados por brancos inescrupulosos, ou como selvagens, suas paixões primais sendo desencadeadas até o fim da escravidão.
A partir da década de 1950, a historiografia se afastou do tom da era Phillips. Os historiadores ainda enfatizavam o escravo como um objeto. Enquanto Phillips apresentava o escravo como objeto de atenção benigna dos proprietários, historiadores como Kenneth Stampp enfatizavam os maus-tratos e abusos do escravo.
Na representação do escravo como vítima, o historiador Stanley M. Elkins, em seu trabalho de 1959, Slavery: A Problem in American Institutional and Intellectual Life, comparou os efeitos da escravidão dos Estados Unidos aos resultantes da brutalidade dos campos de concentração nazistas. Ele afirmou que a instituição destruiu a vontade do escravo, criando um "Sambo emasculado e dócil" que se identificava totalmente com o proprietário. A tese de Elkins foi contestada pelos historiadores. Gradualmente, os historiadores reconheceram que, além dos efeitos do relacionamento proprietário-escravo, os escravos não viviam em um "ambiente totalmente fechado, mas em um que permitia o surgimento de uma variedade enorme e permitia que os escravos seguissem relacionamentos importantes com outras pessoas que não seus senhores", incluindo aqueles encontrados em suas famílias, igrejas e comunidades".
Os historiadores econômicos Robert W. Fogel e Stanley L. Engerman, na década de 1970, através de seu trabalho Time on the Cross, retratavam os escravos como tendo internalizado a ética de trabalho protestante de seus proprietários. Ao retratar a versão mais benigna da escravidão, eles também argumentam em seu livro de 1974 que as condições materiais sob as quais os escravos viviam e trabalhavam se comparavam favoravelmente àquelas dos trabalhadores livres da agricultura e indústria da época. (Este também foi um argumento dos sulistas durante o século XIX.)
Nas décadas de 1970 e 1980, os historiadores fizeram uso de fontes como música negra e dados do censo estatístico para criar uma imagem mais detalhada e diferenciada da vida escrava. Baseando-se também nas autobiografias do século XIX de ex-escravos (conhecidas como narrativas de escravos) e na Slave Narrative Collection do WPA, um conjunto de entrevistas realizadas com ex-escravos na década de 1930 pelo Federal Writers 'Project, historiadores descreveram a escravidão como os escravos a lembravam. Longe de os escravos serem estritamente vítimas ou contentes, os historiadores mostraram que os escravos eram resilientes e autônomos em muitas de suas atividades. Apesar do exercício da autonomia e dos esforços de construir uma vida na escravidão, os historiadores atuais reconhecem a precariedade da situação do escravo. As crianças escravas aprenderam rapidamente que estavam sujeitas à direção de seus pais e proprietários. Eles viram seus pais sendo disciplinados assim que perceberam que também podiam ser abusados física ou verbalmente por seus donos. Os historiadores que escreveram nesta época incluem John Blassingame (Slave Community), Eugene Genovese (Roll, Jordan, Roll), Leslie Howard Owens (This Species of Property) e Herbert Gutman (The Black Family in Slavery and Freedom).
Um trabalho importante sobre a escravidão continuou; por exemplo, em 2003, Steven Hahn publicou o relato vencedor do Prêmio Pulitzer, A Nation under Our Feet: Black Political Struggles in the Rural South from Slavery to the Great Migration, que examinava como os escravos construíam entendimento da comunidade e da política enquanto escravizados, e então rapidamente começaram a formar novas associações e instituições quando emancipados, incluindo igrejas negras separadas do controle branco. Em 2010, Robert E. Wright publicou um modelo que explica por que a escravidão era mais prevalente em algumas áreas do que em outras (por exemplo, sul do norte do norte de Delaware) e por que algumas empresas (indivíduos, corporações, proprietários de plantações) escolheram trabalho escravo, enquanto outras usavam salário, servidão contratada ou trabalho familiar.
Uma pesquisa nacional Marist Poll de americanos em 2015 perguntou: "A escravidão foi a principal razão da Guerra Civil ou não?" 53% disseram que sim e 41% que não. Houve brechas acentuadas ao longo das linhas da região e da festa. No sul, 49% não responderam. Em todo o país, 55% disseram que os estudantes deveriam aprender que a escravidão foi o motivo da Guerra Civil. Em 2018, uma conferência na Universidade da Virgínia estudou a história da escravidão e visões recentes sobre ela.

### Economia da escravidão nas Índias Ocidentais
Um dos aspectos mais controversos do Império Britânico é o seu papel na promoção e no fim da escravidão. No século XVIII, os navios mercantes britânicos eram o maior elemento da "Passagem do Meio", que transportava milhões de escravos para o Hemisfério Ocidental. A maioria dos que sobreviveram à jornada acabou no Caribe, onde o Império tinha colônias de açúcar altamente lucrativas, e as condições de vida eram ruins (os proprietários das plantações moravam na Grã-Bretanha). O Parlamento encerrou o transporte internacional de escravos em 1807 e usou a Marinha Real para impor essa proibição. Em 1833, comprou os proprietários das plantações e proibiu a escravidão. Os historiadores antes da década de 1940 argumentavam que os reformadores moralistas como William Wilberforce foram os principais responsáveis.
O revisionismo histórico chegou quando o historiador das Índias Ocidentais Eric Williams, marxista, em Capitalism and Slavery (1944), rejeitou essa explicação moral e argumentou que a abolição era agora mais lucrativa, pois um século de cultivo de cana esgotara o solo das ilhas, e as plantations haviam se tornado inúteis. Era mais lucrativo vender os escravos ao governo do que manter as operações. A proibição do comércio internacional de 1807, argumentou Williams, impediu a expansão francesa em outras ilhas. Enquanto isso, os investidores britânicos se voltaram para a Ásia, onde o trabalho era tão abundante que a escravidão era desnecessária. Williams continuou argumentando que a escravidão teve um papel importante em tornar a Grã-Bretanha próspera. Os altos lucros do comércio de escravos, disse ele, ajudaram a financiar a Revolução Industrial. A Grã-Bretanha gozava de prosperidade por causa do capital ganho com o trabalho não remunerado de escravos.
Desde a década de 1970, numerosos historiadores desafiaram Williams de vários ângulos e Gad Heuman concluiu: "Pesquisas mais recentes rejeitaram essa conclusão; agora está claro que as colônias do Caribe Britânico lucraram consideravelmente durante as Guerras Revolucionárias e Napoleônicas". Em seu grande ataque à tese de Williams, Seymour Drescher argumenta que a abolição da Grã-Bretanha em 1807 resultou não do valor decrescente da escravidão para a Grã-Bretanha, mas do ultraje moral do público votante britânico. Os críticos também argumentaram que a escravidão permaneceu lucrativa na década de 1830 por causa de inovações na agricultura, de modo que a motivação do lucro não era central para a abolição. Richardson (1998) considera exageradas as alegações de Williams sobre a Revolução Industrial, pois os lucros do comércio de escravos representavam menos de 1% do investimento doméstico na Grã-Bretanha. Richardson desafia ainda mais as alegações (de estudiosos africanos) de que o comércio de escravos causou amplo despovoamento e problemas econômicos na África - de fato ele causou o "subdesenvolvimento" da África. Admitindo o sofrimento horrível dos escravos, ele observa que muitos africanos se beneficiaram diretamente porque o primeiro estágio do comércio estava sempre firmemente nas mãos dos africanos. Navios europeus de escravos esperavam nos portos para comprar cargas de pessoas que foram capturadas no interior por traficantes africanos e líderes tribais. Richardson acha que os "termos de troca" (quanto os armadores pagaram pela carga escrava) se moveram fortemente a favor dos africanos depois de 1750. Ou seja, as elites indígenas da África Ocidental e Central obtiveram grandes e crescentes lucros com a escravidão, aumentando assim sua riqueza e poder.
O historiador econômico Stanley Engerman acha que, mesmo sem subtrair os custos associados ao comércio de escravos (por exemplo, custos de remessa, mortalidade de escravos, mortalidade do povo britânico na África, custos de defesa) ou reinvestimento dos lucros no comércio de escravos, os lucros totais do comércio de escravos o comércio de escravos e as plantações das Índias Ocidentais representavam menos de 5% da economia britânica durante qualquer ano da Revolução Industrial. A cifra de 5% de Engerman dá o máximo possível em termos de benefício da dúvida ao argumento de Williams, não apenas porque não leva em conta os custos associados ao comércio de escravos na Grã-Bretanha, mas também porque carrega a premissa de pleno emprego da economia e mantém o valor bruto dos lucros do comércio de escravos como uma contribuição direta à renda nacional da Grã-Bretanha. O historiador Richard Pares, em um artigo escrito antes do livro de Williams, descarta a influência da riqueza gerada pelas plantações das Índias Ocidentais sobre o financiamento da Revolução Industrial, afirmando que qualquer fluxo substancial de investimento dos lucros das Índias Ocidentais na indústria ocorreu após a emancipação, não antes.

### Grécia e Roma
- Bradley, Keith. Slavery and Society at Rome (1994)
- Cuffel, Victoria. "The Classical Greek Concept of Slavery," Journal of the History of Ideas Vol. 27, No. 3 (Jul–Sep 1966), pp. 323–42 JSTOR 2708589
- Finley, Moses, ed. Slavery in Classical Antiquity (1960)
- Westermann, William L. The Slave Systems of Greek and Roman Antiquity (1955) 182 pp

### África e Oriente Médio
- Campbell, Gwyn. The Structure of Slavery in Indian Ocean Africa and Asia (Frank Cass, 2004)
- Davis, Robert C., Christian Slaves, Muslim Masters: White Slavery in the Mediterranean, The Barbary Coast, and Italy, 1500–1800 (Palgrave Macmillan, Nova Iorque, 2003) ISBN 0333719662
- Hershenzon, Daniel. "Towards a connected history of bondage in the Mediterranean: Recent trends in the field." History Compass 15.8 (2017). on Christian captives
- Lovejoy, Paul. Transformations in Slavery: A History of Slavery in Africa (Cambridge UP, 1983)
- Sousa, Manuel. Antecedentes e Prática da Escravatura Portuguesa na Costa Ocidental Africana (1441-1664) (Universidade Portucalense, 1987) online
- Toledano, Ehud R. As If Silent and Absent: Bonds of Enslavement in the Islamic Middle East (Yale University Press, 2007) ISBN 978-0300126181

### Comércio Atlântico, América Latina e Império Britânico
- Blackburn, Robin. The American Crucible: Slavery, Emancipation, and Human Rights (Verso; 2011) 498 pp; on slavery and abolition in the Americas from the 16th to the late 19th centuries.
- Fradera, Josep M and Christopher Schmidt-Nowara, eds. Slavery and Antislavery in Spain's Atlantic Empire (2013) online
- Klein, Herbert S. African Slavery in Latin America and the Caribbean (Oxford University Press, 1988)
- Klein, Herbert. The Atlantic Slave Trade (1970)
- Klein, Herbert S. Slavery in Brazil (Cambridge University Press, 2009)
- Morgan, Kenneth. Slavery and the British Empire: From Africa to America (2008)
- Stinchcombe, Arthur L Sugar Island Slavery in the Age of Enlightenment: The Political Economy of the Caribbean World (Princeton University Press, 1995)
- Thomas, Hugh. The Slave Trade: The Story of the Atlantic Slave Trade: 1440–1870 (Simon & Schuster, 1997)
- Thornton, John (1998). Africa and Africans in the Making of the Atlantic World, 1400–1800 (2nd ed.). Nova Iorque: Cambridge University Press. ISBN 978-0-521-62217-2.
- Walvin, James. Black Ivory: Slavery in the British Empire (2nd ed. 2001)
- Ward, J.R. British West Indian Slavery, 1750–1834 (Oxford U.P. 1988)
- Zeuske, Michael. "Historiography and Research Problems of Slavery and the Slave Trade in a Global-Historical Perspective." International Review of Social History 57#1 (2012): 87–111.

### Estados Unidos
- Fogel, Robert (1989). Without Consent or Contract: The Rise and Fall of American Slavery. [S.l.: s.n.]
- Genovese, Eugene (1974). Roll Jordan, Roll: The World the Slaves Made. [S.l.: s.n.]
- Horne, Gerald (2014). The Counter-Revolution of 1776: Slave Resistance and the Origins of the United States of America. [S.l.: s.n.]
- Miller, Randall M., and John David Smith, eds. Dictionary of Afro-American Slavery (1988)
- Phillips, Ulrich B (1918). American Negro Slavery: A Survey of the Supply, Employment and Control of Negro Labor as Determined by the plantation Regime. D. Appleton and company. [S.l.: s.n.]
- Rodriguez, Junius P. ed. (2007). Slavery in the United States: A Social, Political, and Historical Encyclopedia vol. 2. [S.l.: s.n.]
- Wilson, Thomas D. The Ashley Cooper Plan: The Founding of Carolina and the Origins of Southern Political Culture. Chapel Hill, NC: University of North Carolina Press, 2016.